# 이명박 정부
이명박 정부(李明博政府, 2008년 ~ 2013년) 또는 사용 빈도는 낮지만 별칭으로 실용정부(實用政府)는 제6공화국의 다섯 번째 정부이다. 대한민국 제17대 대통령 선거에 당선되고 2008년 2월 25일에 노무현 전 대통령 임기 종료 및 이명박의 취임과 함께 출범하였으며 2013년 2월 24일에 임기가 만료 되었다. 이전 정부까지는 문민정부, 국민의 정부, 참여정부 등 각 정부마다 추구하는 핵심 가치를 담아 정부의 이름을 사용하였으나, 과거의 패턴을 반복하는 것은 구태 의연한데다가 '실용'이라는 표현이 밋밋하고 의미도 다소 모호하다는 지적을 수용하여 처음으로 대통령의 실명을 공식적으로 정권 이름에 사용하게 되었다.
이명박 정부는 작은정부 구축을 위해 정부조직을 대대적으로 통폐합하여 개편안을 발표했고, '작은 정부, 큰 시장'을 큰 뼈대로 한 '경제살리기'를 목표로 하였다. 또한 실용주의와 경제 성장, 자원외교, 친서민 정책 등을 추구하였다. 그러나 한미 쇠고기 협상 논란으로 인하여 지지율이 10%대로 급락하는 위기를 맞기도 하였다. 경제면에서는 2008년 미국발 금융위기에 성공적으로 대처하여 조기에 위기를 극복하는 성과를 거뒀다. 또한 세계경제의 악화에도 불구하고 세계 평균보다 높은 성장률을 거두었다. 그러나 공약으로 제시한 747 공약 (7% 경제 성장률, 10년 내 1인당 국민소득 4만 달러, 세계 7대 강국)을 2008년 미국발 금융위기로 인하여 달성하지 못하였으며, 경제성장에 대한 국민의 열망에도 불구하고, 기대에 충분히 부응하지 못하였다는 평가, 외형적 성장에 치중하여서 국민의 소득분배 개선에 소극적이었다는 지적도 있다.
외교면에서는 2010년 11월 서울 G20 정상회의, 2012년 3월 핵안보 정상회의 등을 개최하여 국제적 위상을 높이기 위해 노력하였으며, 재임 중 한미 관계를 크게 중시하는 모습을 보였다. 하지만, 임기 말에는 독도 방문을 계기로 한일 관계는 악화되었다.
10개 정부 부처를 세종시로 이전하는 대신 자족기능을 갖춘 교육과학 중심도시를 건설하려 하였으나, 국회의 반대로 무산되었다. 4대강 정비 사업을 추진하였고 재임 중에 공사를 완료하였다.

## 국정의 원리, 목표, 과제

### 목표
이명박 정부는 ‘신 발전체제 구축’의 국정 목표를 제시하였다.
- 국가, 사회간 시너지 협력을 통한 발전
- 질적 성장 추구 - 성장과 복지간 선순환구조 구축, 선성장 후복지
- 법치의 확립과 헌법 존중
- 다원주의 가치, 개성, 창의 존중 인재 양성
- 글로벌 스탠더드와 내셔널 스탠더드의조화
- 고신뢰 사회

### 과제
2009년 11월부터 크게 5가지의 항목이 국정과제로 제시되었다.
- 섬기는 정부 - 36개 과제
- 활기찬 시장 경제 - 50개 과제
- 능동적 복지 - 42개 과제
- 인재 대국 - 18개 과제
- 성숙한 세계 국가 - 47개 과제

### 3대 국정운영기조
2010년 대통령 신년 국정연설을 통해3대 국정운영기조를 설정하였다.
- 글로벌 외교 강화
- 경제 활력을 높이면서 선진화 개혁에 박차
- 친서민 중도실용의 정책 기조

### 5대 핵심 과제
2010년 대통령 신년 국정연설을 통해 3대 국정운영기조 하에 주력할 5대 핵심 과제를 발표하였다.
- 일자리 창출을 핵심으로 한 경제살리기
- 공교육 질 향상을 위한 교육개혁
- 지역 발전의 전기 마련
- 정치 선진화 개혁
- 전방위 외교 및 남북관계 실질적 변화 추구

## 주요 목표

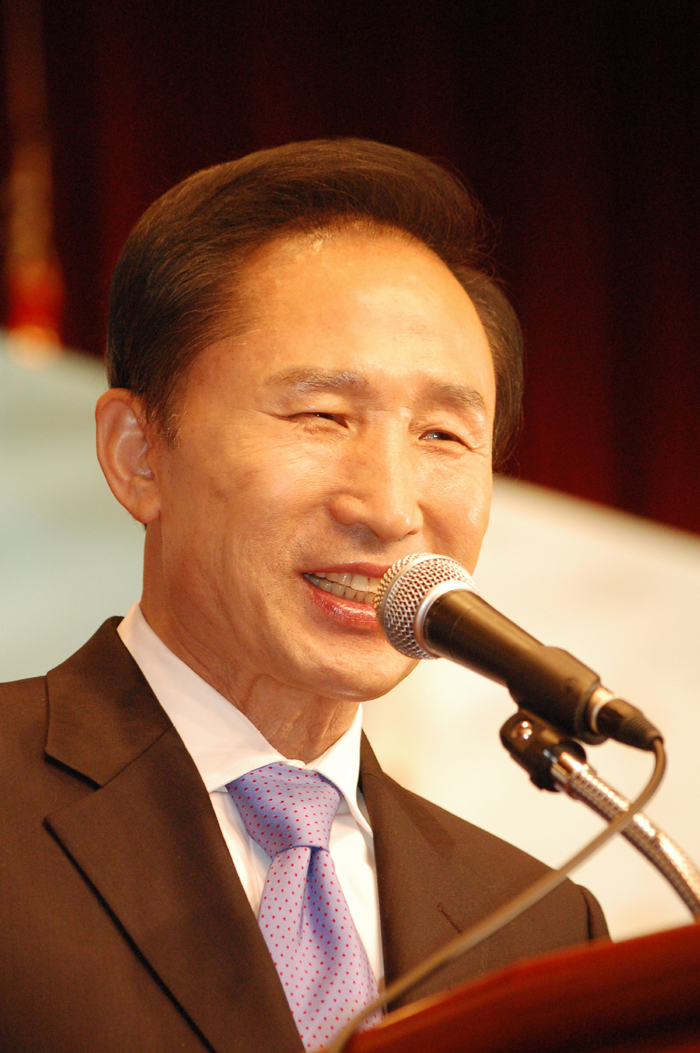
대한민국의 제17대 대통령 이명박

이명박 정부의 정책은 ‘경제 살리기’와 ‘국민 통합’에 역점을 두었다.

### 747 성장 공약
이명박 대통령의 경제 정책은 시장 중시 경제 정책인 이른바 《MB노믹스(nomics)》라고 부르며, 슬로건은 ‘줄푸세 타고 747로’이다. 이는 "세금은 줄이고, 간섭과 규제는 풀고, 법치주의를 확립하여 7% 성장, 4만불 소득, 세계 7위 경제를 이룩하자"는 뜻을 가지고 있으며, 이명박은 "취임하면 주가가 5000까지 간다"고 말하기도 했다. 이를 목표로 성장 우선 정책과 규제 완화와 투자 활성화, 각종 감세 정책 등이 적극 추진되었다.
이에 대해 규제 완화와 제도개선으로 선진국형 금융제도를 기대한다는 반응과 이런 감세 위주의 정책은 갈수록 심화 되고 있는 양극화(兩極化) 문제가 더욱 심해지는 데다가 고유가와 미국의 서브프라임 모기지 사태 등으로 성장 목표 달성이 이루어질 수 있을까 우려하는 시각도 적지 않았다.
글로벌 금융위기의 여파로 KOSPI 지수는 취임 직후 900선까지 떨어졌지만, 이명박 정부의 적극적인 경제 정책으로 2000선을 회복했다. 2009년 국민소득은 5년만에 가장 낮은 수준인 1만 7175달러로 곤두박질쳤다. 역시 글로벌 금융위기의 영향이었다. 경제 성장률도 2008년 2.3%, 2009년 0.2%로 공약에 크게 미치지 못하며, 2010년 성장률도 6.2%에 불과했다. 2011년 경제성장률에 관해서는 3.8%로 잠정집계하고 있어서 2012년 정부 전망치인 3.7%% 달성을 가정하면 5년 평균 3.1%로 2008년에서 2013년, 세계 평균 성장률인 2.8보다 높은 수치이며, 노무현 정부가 이룬 평균 성장률 4.3%가 세계 평균 성장률 4.8%에 미치지 못한 것에 비해 성과였다. IMF는 2015년에도 한국의 국민소득 3만불 달성이 불가능하다고 전망했다. 이러한 비현실적인 공약들에 대해 야당과 언론, 시민단체 등 각계의 비판이 지속적으로 제기되어 왔다.

### 저탄소 녹색성장
2008년 8·15 경축사를 통해 이명박 대통령이 기존 ‘747 성장’에 이어 새로운 성장 패러다임을 제시했다. 무조건적인 대기업 프랜들리 성장전략을 사실상 포기하고 미래에 무게중심을 둔 ‘지속가능한 성장’으로 방향을 전환하면서 그린 프랜들리 성장전략을 내세웠다. 즉, 단기 고도성장에 대한 집착에서 탈피해 환경을 중시하는 녹색성장은 ‘온실가스와 환경오염을 줄이는 미래에 무게중심을 둔 지속가능한 성장으로 신성장동력과 일자리를 창출하는 신국가발전 패러다임’으로 설명되었다.
일각에선 무늬만 녹색 성장이라는 분석도 나왔다. 정부는 이에 대해 “녹색 성장은 갑자기 나온 내용이 아니라 지난달 G8 회의 등에서 밝힌 적이 있는 내용이다”라며 반박하기도 했다. ‘녹색성장’의 실천방안으로 친환경 주택건립 그린홈 (green home) 1백만가구 사업 과 세계 4대 개발 그린카 개발 (green car) 강국 및 온실가스 2020년 대비 30% 감축 등 구체적인 목표를 내걸었다.
전문가들은 세계 경제의 흐름과 발을 맞추고 있다는 점에서 긍정적으로 평가하지만 단기적으로 부담해야 하는 비용에 대한 준비와 각오가 중요하다고 말한다. 이명박 대통령은 “일부에서 747 공약을 포기하는 것이냐는 얘기도 나오는데 그건 잘못된 것”이라며 “앞으로 새로운 글로벌경쟁에서 뒤처지지 않으려면 피할 수 없이 가야할 길, 지금부터 이산화탄소를 배출하지 않는 원천기술을 개발하고 투자를 잘하면 747 공약의 달성도 앞당길 수 있다”이라고 덧붙였다.

### 자원과 에너지 외교
경제 대통령이 되겠다고 천명하고 있는 이명박 대통령은 외교정책에서 실용성과 경제이익을 최우선에 내세웠다. 에너지 수입만 해오던 일방적이고 단기적인 자원외교보다는 우리의 개발경험이나 인적·물적 자원을 활용해 자원 보유국과 장기적이고 상호 호혜적인 자원 외교를 하는 것이 필요하다는 주장도 있었으며 자원외교 대상이 되는 나라들 중 상당수는 독재, 인권문제 등으로 정치적 혼란을 겪고 있는 나라들이어서 이익을 위해 이같은 국가들과의 외교관계를 성급히 추진하는 것은 때로 외교의 명분에 맞지 않을 수도 있다는 주장도 있었다. 이명박 정부의 정책 기조에 대해 행동보다 말이 앞섰다 하여 자원 부국들이 부르는 원자재의 값만 올리는 역효과를 가져올 수 있다는 비판이 제기되었다.
UAE의 200억 달러 규모의 원자력 발전소 건설을 수주한 것은 대표적인 성과로 꼽힌다. 이명박 대통령은 원전수주를 위해 아랍에미리트연합을 방문하여 외교를 펼쳤다. 아랍에미리트 성공 이후 터키에도 원전수출을 목표로 하였다. 이후 아랍에미리트와의 원전 수주 협상이 타결되었으나, 2010년 12월, 정부가 아랍에미리트 원전 건설 금융 자금으로 3조원의 출자를 요구하면서 국민 세금을 동원하여 원전을 지어주는것 아니냐는 논란이 불거졌다. 이후에 밝혀진 바에 따르면 UAE에 원전을 수출 계약내용중에 대한민국 정부가 UAE에 100억달러를 28년간 대출해주는 조건이 있었다. 대한민국은 당장 100억달러를 대출 해줄 수 없기 때문에 해외에서 자금을 빌려와야 했다. 하지만 UAE는 대한민국보다 신용등급이 두 단계 높기 때문에 대한민국이 해외에서 대출을 해 UAE에 대출을 해주면 금리 차이로 인해 매년 이자손실률이 발생한다는 것이다. 또한 정부는 2011년 1월 현재까지 이 100억달러를 확보하지 못하고 있는데 그 이유는 은행 등의 금융기관들이 투자를 꺼려하기 때문인 것으로 드러났다. 이 계약조건을 지키지 않으면 원전 수주 계약에 큰 문제가 발생하기 때문에 100억달러와, 이자를 세금으로 충당해야 한다는 우려가 나왔다. 그러나, 수출입은행이 이미 2010년 2월 UAE 원전 수주와 관련한 금융지원 방안을 공개적으로 천명한 것으로 밝혀지면서 UAE 원전수주에 비밀스러운 이면계약이 있는 것처럼 보도한 2011년 1월 MBC '시사매거진 2580'은 국민들을 혼란스럽게 했다는 비판을 받았으며, 최중경 지식경제부 장관은 "원전 등 해외플랜트 수주에 대한 수출금융 지원은 국제적인 관례"이며 "원전 수출에 대한 수출금융대출 금리는 반드시 경제협력개발기구(OECD) 가이드라인에 따라야 하는 만큼, 저금리 대출에 의한 역마진 발생 우려는 없다"고 밝혔다.
민주당 등 야권의 이 같은 공세가 “지나친 정치공세”라는 반론도 강하게 제기되었다. “이명박 정부 흠집 내기에만 몰두하다 자칫 국익을 잃어버릴 수 있다”는 지적이었다. 국가별 수주 경쟁이 치열하긴 했지만, 원전수주 계약 자체가 기본적으로 기업과 기업간 계약이어서 통상 비공개가 원칙이다. 더욱이 이들 기업들은 사실상 대부분 국영기업이어서 비공개 원칙을 깨고 계약 내용이 공개될 경우 국가간 신뢰 문제와도 직결될 수 있다는 것이다.
이명박 대통령은 2011년 3월 13일 UAE와 석유ㆍ가스 분야 협력개발 양해각서(MOU)를 통해 UAE 아부다비 유전 개발 참여권을 확보하였다. 아부다비는 석유 매장량이 1000억배럴에 달하는 세계 6위 핵심 유전지역으로 대한민국은 MOU 체결을 통해 최소 12억배럴(유가,환율 기준 132조원 규모)의 석유 매장량을 확보하게 된다고 홍보되었다. 2012년 1월, 이러한 홍보는 상당부분 과장된 것으로 밝혀졌다.

### 과학기술 분야 정책
‘과학기술 577 전략’이라고도 한다. 이는 2008년 8월 12일 대통령이 주재한 제28회 국가과학기술위원회에서 결정되었으며, 2012년까지 세계 7위의 과학기술강국이 되는 것을 목표로 했다. ‘577’은 2012년까지 GDP 대비 연구개발에의 투자율을 5%로 올려 7개 기술분야와 7개 시스템을 개발·개선하는 것을 의미한다. 하지만 취임 직후에 과학기술부를 폐지한 것에 대해 7대 과학 강국 목표에 대한 회의적인 시각이 많았으며 과학기술인 74%는 '과학기술부 폐지가 잘못된 것'이라는 답변을 하였다. 이러한 비판이 제기되던 가운데 2010년 10월, 교육과학기술부 산하 '과학기술위원회'가 예산 편성 배분권과 조정권을 갖도록 개편되면서 사실상 과학기술부가 부활하였다.

### 서민 정책 관련
이명박 정부는 좌우, 진보, 보수 등으로 갈갈이 갈라진 국론을 통합하고 무너진 중산층을 살리는 길 만이 경제위기속에서 대한민국을 다시 세울 수 있다는 판단으로 중도와 친 서민정책 강화라는 양대 축으로 빠르게 움직였다. 2009년 하반기 경제 운용 역시 서민 생활에 초점을 맞추고 우선적으로 배려하라고 지시했으며, ‘2010 경제·금융·기업활동 분야 업무보고’에서도 “영세상인들을 위한 배려가 더 있었으면 좋겠다”며 영세상인에 대한 배려 등을 강조했다.
이에 대해 야당들은 중도 강화가 국면 전환을 위한 포장술에 불과하다고 비판했다. 또한 여당인 한나라당의 이한구 의원은 이런 중도 친서민 정책이 기존 정책과 배치(背馳) 된다고 지적하기도 했다.

## 외교·안보
이명박 대통령의 통일, 외교, 안보 정책도 경제정책과 마찬가지로 ‘실용주의’를 표방했다. 외교 문제는 물론 대북정책도 모두 실용성을 토대로 풀어나갈 것이라는 뜻이며 한미동맹 중시와 조선민주주의인민공화국 개혁ㆍ개방 및 핵 폐기를 주장하는 이른바 ‘그랜드바겐’을 최우선으로 추구하겠다는 구상을 가졌다.
집권 2년차를 맞은 이명박 정부는 2009년 9월, 미국 피츠버그에서 열린 제3차 G20 정상회의에서 대한민국이 만장일치로 11월 회의 개최지로 선정됐다. 대한민국은 2009년 11월 프랑스 파리 OECD본부에서 개초된 DAC에서 회원국 전원합의로 24번째 DAC 회원국에 이름을 올렸다. DAC는 전 세계 원조의 90% 이상을 제공하고 있는 선진 공여국들의 모임으로 '원조를 받던 나라'중에서는 처음으로 '원조하는 나라'로 전환됐다는 점도 대한민국의 성공 사례로 분석된다. 또 2009년 말 이명박 대통령이 UAE 방문 당시 200억 달러 규모의 한국형 원전 수출에 성공하며 지지율이 상승하기도 했다.
미국, 일본, 중국과의 관계는 북핵문제에 대해 공조하는 쪽으로 외교관계를 추구하였다.

### 남북 관계
남북관계란 조선민주주의인민공화국과의 관계를 말한다. 이명박 정부의 대북정책 공약은 조선민주주의인민공화국이 핵을 포기하고 개방에 나서면 대북 투자를 통해 조선민주주의인민공화국의 1인당 국민소득을 10년 후 3000달러로 끌어올린다는 ‘비핵·개방·3000 구상’으로 풀이된다.
대체로 이명박 정부의 대북정책은 참여정부, 국민의 정부보다 보수적인 것으로, 야당측에 의해 '대북 강경 정책'이라는 명칭이 사용되기도 한다. 이명박 정부 임기 절반까지 조선민주주의인민공화국에 관광 교역대금 등으로 송금한 규모는 7억6495만달러로, 참여정부와, 국민의 정부는 임기 5년간 14억1336만달러, 13억4549만달러가 송금된 것으로 집계되었다. 그러나 논란도 있다. 2011년 5월, 청와대는 "북한이 핵을 포기하면 3대 세습(김정은의 권력 이양)을 인정하겠다"고 공식 발표했다. 이는 북한의 비핵화를 유도하기 위한 발언이었지만 보수단체들은 강력 반발했다. 박상학 자유북한운동연합 대표는 "3대 세습 인정은 2000만 북한 인민을 무시하는 것이고 가장 잔인한 민족 말살자와 공조하는 것"이라면서 "국민들의 뜻을 위반하는 것은 물론 대한민국 정부의 정통성을 뒤흔드는 사고방식"이라고 비판했다.
조선민주주의인민공화국은 이 정책의 입안자인 현인택 통일부 장관의 임명에 대해 “우리와 계속 엇서(대립)나가겠다는 것을 선언한 노골적인 도발”이라고 비판하였으며, 야당(野黨)인 민주당은 “전혀 실효성 현실성이 없는 정책”이라고 비판했다. 미국의 대북전문가인 치노이 남캘리포니아대학(USC) 미중 연구소 수석연구원은 CNN과의 인터뷰에서 "미국과 한국의 대북 강경노선은 북한을 핵 능력을 확장을 막고 한국에 대한 군사적 행동을 억제하는 데 아무런 역할을 하지 못했다"고 지적했다. 그는 이어 "한국의 대북.외교라인의 고위 관리들이 북한이 끝으로 치닫고 있어 강제와 압력이 효과를 볼 것이라는 식으로 북한 상황을 오판했다"라고 비판하기도 했다. 위키리크스는 현대그룹 현정은 회장이 "북한보다 남한에서 더 많은 장애물에 직면해 있다"면서 이명박 정부의 대북정책을 비판하는 내용을 폭로하기도 했다.
2010년 3월 26일 천안함 침몰 사건이 발생하면서 해군 초계함 천안함이 침몰하고 해군 46명이 전사했다. 이 사건으로 남북간의 긴장이 고조되었다. 정부는“대한민국을 공격한 북한의 군사도발”로써 북은 상응하는 대가를 치르게 될것이며, 북한의 책임을 묻기 위해 북선박이 우리 해역, 해상 교통로 이용을 불가하고 남북간 교역을 중단하는 조처를 할 것이다라고 밝혔다. 이후 2010년 11월 23일 북한은 대한민국의 대연평도를 향해 170여 발을 포격하는 연평도 포격 사건이 발생하면서 군인 및 민간인 사상자가 발생했고 대한민국은 이에 대한 대응으로 북한에 자주포 80발을 발사하면서 교전이 벌어졌다. 이 사건으로 남북관계는 더욱 경색되었고 이명박 정부는 대북 강경파인 김관진을 국방부 장관으로 임명하게 된다. 이후 북한은 김관진 암살을 시도하는 등 경색국면이 이어졌다.
2011년에는 북한이 밝힌 비밀회담이 논란을 빚었다. 북한의 말에 따르면 남한 정부는 북한과 비밀접촉하여 천안함 사건과, 연평도 포격에 대한 사과를 요구하며 정상회담을 하자고 애걸복걸 했다는 것이다. 북한은 "그들은 나중에는 최소한 유감이라도 표시해주면 그것을 사과로 받아들이고 대결정책도 철회할 것이라고 했다"고 말했다. 이 과정에서 남한 정부가 1만 달러가 든 돈봉투를 줬다는 사실도 드러났다. 이에 대해 한나라당 구상찬 의원은 "북한에 사과를 요구하기 위해 비밀접촉을 했다는 것은 또다시 국민을 기만하는 일"이라고 비판했다. 이 사건은 이명박 정부의 대북정책의 이면을 보여줬다는 점에서 많은 관심을 끌었다. 남한측은 '북한의 내부사정에 따른 일방적 주장'이라며 "이미 대변인 논평과 현 장관의 국회 발언으로 밝혔듯 비밀접촉은 정상회담이 아닌 사과를 받아내기 위한 것이었다"고 주장했다.
2011년 8월 4일 북한해커집단은 대한민국의 개인정보를 도용하여 대한민국의 리니지 등의 게임에 오토프로그램을 제작해 외화를 벌어들여 수익금을 나눠가진 사건이 발생했다. 서울지방경찰청 국제범죄수사대는 북한 해커가 협력해 오토프로그램을 제작해 '리니지' 등을 해킹했다고 발표했다. 이에 대해 엔씨소프트는 "리니지(서버)는 해킹 당하지 않았다"며 해킹이 아닌 불법프로그램을 이용한 금전 취득이라고 해명했다. 이 외에도 정부가 북한의 공격이라고 밝힌 천안함 사건, 농협 해킹사건, 리니지 해킹사건 등은 북한의 실제 공격행위인지에 대한 의혹이 제기되면서 진위여부가 논란이 되었다. 이어 2011년 8월 3500만명의 개인정보가 유출된 네이트 해킹 사건에 대해서도 한나라당 신지호가 "북한해킹이 해킹했을 가능성이 높다"고 말한바 있고, 2011년 9월 15일에 전국적으로 일어난 정전 사태에 대해서 한나라당 송영선 의원도 "북한 소행 가능성 99%"라고 말했으며 같은날 인천공항 관제 체제에서 혼란이 발생한 사건도 북한 소행설을 주장하기도 했다. 이처럼 농협 해킹사건 이후로 특히 해킹, 인터넷 관련 사건과 관련해서는 비슷한 주장들이 쏟아져나왔다.

#### 긴장고조
이처럼 남측이 비핵·개방·3000을 강력하게 주장하자 북측에서는 이에 반발하여 로동신문을 통해 이명박 대통령을 ‘역도’로 표현하며 해상 미사일발사, 개성공단 남한 당국자 추방 등으로 충돌이 이어졌다.
이후 금강산 관광객 피살 사건이 발생하면서 남북관계가 더욱 악화되었다. 이런 상황에서 미국의 조선민주주의인민공화국 테러지원국 해제 조치로 이어지자 북미(北美)관계 개선에 비해 남북관계를 동결 시키는 이른바 ‘통미봉남’(通美封南)에 대한 우려를 불러일으켰다. 이런 우려가 확산되자 홍양호 통일부 차관은 이러한 우려는 기우에 불과하다고 입장을 밝히기도 했다. 하지만 이명박 정부의 이러한 대북 대응에 대해 비판하는 목소리도 있었다.
2008년 12월 1일, 조선민주주의인민공화국은 남북간 육로통행의 차단을 발표했다. 2009년 1월 17일에는 조선민주주의인민공화국 총참모부가 성명을 통해 남측과 전면대결태세에 진입했다고 발표했다. 이렇게 조선인민군 총참모부가 공식 입장을 밝히는 것은 이례적인 조치로 군사적 대응조치와 서해 해상경계선 고수 입장을 밝힘에 따라 서해상에서 군사적 대응조치가 따를수있음을 시사했다. 이에 대해 이명박 정부에서는 대북경계태세를 강화하고 조선인민군의 동향을 주시했으며, 합동참모본부는 육.해.공군에 대북경계태세 강화 지시를 하달하고 주요 지휘관은 부대에 정위치하는 한편 접적지역의 부대는 대북 감시.경계태세에 만전을 기할 것을 당부하는 등 군사적 긴장이 조성되었다.
조선민주주의인민공화국이 성명을 통해 남측과 전면대결태세에 돌입했다고 발표한 것에 대해 남한 정치권은 반응이 엇갈렸다. 남측에 위치한 서해 5도는 조선민주주의인민공화국이 성명을 발표한 뒤에 군사력이 보강된 것으로 알지면서 긴장이 높아지기도 했다.
또한, 조선민주주의인민공화국은 조국평화통일위원회(조평통)의 성명을 통해 남북간의 기존 군사적, 정치적 합의사항을 무효로 한다고 선언했다.
뉴스위크는 '북한을 잃어버리고 있다 : 한국은 북방정책 펴야'라는 제목의 기고문에서 "한국의 근시안적 보수파들은 굶주리는 북한 동포들에게 쌀을 보내는데 필요한 적은 액수의 돈에 불만을 터뜨리고 있다"며 정부의 대북정책을 비판했다. 파이넨셜타임스는 "남한은 통일을 갈망하면서도 경제·사회적인 비용을 감내하려는 모습을 보이지 않고 있다"고 지적했다. 이러한 대북 정책 이후로 연평도 포격 사건이 벌어지고 남북 관계가 갈등으로 치닫고 있는데 대해 워싱턴 포스트는 이명박 정부의 대북 강경 노선에 대해서 "과도한 강경노선은 자칫 '골칫거리'(liability)가 될 수 있다"라며 우려의 보도를 내보냈다. 이어 미국 합참 부의장이 '연쇄반응'을 일으킬 것이라는 발언을 보도하면서 "미국은 한국에 남북간 대화를 재개하라는 압력을 넣을 것"이라며 "그러나 이는 이명박 정부를 모순적 상황에 처하게 할 것"이라고 지적했다. 이종석 전 통일부 장관은 연평도 사태 이후의 한국 외교를 "재앙적인 상황에 빠진 한국 외교"라고 표현하였다. 이명박 정부는 천안함, 연평도 사건 이후로 북한의 대화 제의에 모두 거부하고 있다. 이명박 정부는 북한의 연평도, 천안함에 대한 사과 없이는 대화를 할 수 없다는 입장을 고수하고 있다. 북한은 남북정상회담도 가능하다는 입장을 보이고 있으나 이명박 정부는 이것에 대해서도 부정적인 반응을 보이고 있다. 이후 대한민국 김성환 외교부장관은 중국 6자회담 수석대표인 우다웨이 한반도사무특별대표와 만나 남북 비핵화회담→북미대화→6자회담으로 가는 단계에 대해 공감한다는 입장을 밝혔다. 1년 넘게 남북대화가 단절되고 이명박 정부가 사과없이 식량 지원과 대화를 거부하는 상황에 대해 미국 뉴욕타임스도 비판을 제기했다. 뉴욕타임스는 사설에서 "국제사회가 김정일 정권을 비난하더라도 1990년대 북한 주민 1백만명이 아사한 상황을 다시 만들어서는 안된다"라며 "국정부의 분노를 이해할 수 있지만 북한이 사과하지 않으면 식량지원은 없다는 이명박 정부의 방침은 북한 주민을 더욱 고통스럽게 할 뿐"이라고 지적했다.
서던캘리포니아 대학교 미중 연구소 수석연구원 마이크 치노이는 이명박 정부의 대북 강경책이 북한 내부에 혼란을 가중시켜 외교적 역효과를 낳았다고 주장하였다.

#### 유화 국면
2009년 7월 31일 정부는 조선민주주의인민공화국의 2차 핵실험 이후 처음으로 조선민주주의인민공화국에 인도주의적 지원을 하는 민간 단체의 방북을 허가했다. 남측 사업자들의 방북은 승인되지않아 이중적이라는 지적도 있다. 또한, 8월 3일에 정부는 남북교류협력추진협의회 회의를 통해 10개 민간 단체의 대북 인도적 지원 사업에 남북협력기금 35억 7,300만원을 지원하기로 했다. 대북 지원 민간 단체의 방북을 허가한 데 이어 예산까지 지원함으로써 북한의 장거리 로켓 발사, 2차 핵실험 이후 처음으로 남북교류를 위한 대북 인도적 지원 사업을 재개했다는 데 의미가 있었다.
2009년 8월에는 현정은 현대그룹 회장이 방북하여 민간 차원에서의 개성공단 활성화, 금강산 관광문제 등의 현안이 논의되었다. 또한 김대중 전 대통령의 서거를 계기로 조선민주주의인민공화국의 고위급 조문단이 서울을 방문하면서 이명박 대통령을 비롯한 고위 당국자들과 연쇄회동하기도 했다. 하지만 이 조문단에 대해서는 정부와의 공식 합의 없이 민간단체인 김대중 평화센터를 통해 접촉하였다는 것을 들어 비판하는 목소리도 있다. 8월 21일에는 북한이 개성공단 억류 주재원을 석방하고, 남북 육로통행 제한·차단, 경의선 철도운행 중단, 경협사무소 폐쇄 등을 담은 이른바 ‘12.1 조치’ 철회 발표가 나왔다. 7월 30일 동해 북방한계선(NLL)을 넘었다가 북한 경비정에 예인됐던 ‘800 연안호’ 선원과 선박이 8월 29일 무사히 귀환했다. 남북 적십자 대표단은 8월 28일 마지막 날 회담에서 추석기간동안 이산가족 상봉을 실시하기로 최종 합의하면서 2007년 이후 처음으로 이산가족 상봉이 이뤄지게 됐다. 그러나 국군포로와 납북자 문제와 이산가족 상봉 정례화 문제는 합의되지 못했다.
조선민주주의인민공화국의 황강댐 무단 방류로 인한 임진강 참사가 발생하자 남북관계 진전에 대한 우려가 생겼다. 북한이 남측 인명피해에 대한 사과를 하지 않자 의도적 ‘수공(水攻)’을 주장하는 강경 기류가 힘을 얻고 있었으며, 현인택 통일부 장관은 “조선민주주의인민공화국이 의도를 갖고있다”라고 발언했다. 대한민국 외교통상부는 9월 11일에 조선민주주의인민공화국의 황강댐 무단 방류와 관련해 “북측의 조치는 국제관습법에 위반된다고 볼 수 있다”고 밝혔다.  북측도 즉시 남측의 사과 요구에 대한 답을 내놓지는 못할 것으로 보인다는 전망도 있다. 결국 북측은 10월 14일, ‘임진강 수해 방지 실무회담’에서 유감을 표시했으며, 정부는 이를 받아들이기로 했다.
하지만 남측의 대응 미숙과 판단 실수 등을 지적하는 의견도 있다. 대한민국 국회에서도 정부의 안이한 대처에 대해 질타했다.
2009년 11월 10일, 조선민주주의인민공화국의 해군 함정이 서해 북방한계선(NLL)을 침입하면서 남한과의 해상 교전이 발생했다. 이 교전에서 조선민주주의인민공화국의 함정 한척은 반파되었으며, 남한 함정은 경미한 피해를 입었다. 조선민주주의인민공화국 측은 통일신보를 통해 “선의에는 선의로, 도발에는 무자비한 보복으로 대답하는 것이 일관된 자세”라며 “이번 사태에 대한 ‘사죄’와 ‘재발방지 조치’를 요구”하였고 “우연적인 것이 아니라 조선반도의 군사적 긴장을 격화시키려는 남조선 군부 호전계층의 고의적이고 계획적인 도발행위”라며 남한측의 도발로 규정했다. 또한 “군사적 도발행위를 계속 감행한다면 그에 따른 값비싼 대가를 치르게 될 것”이라며 남한을 비판했다. 여기에 대해 정운찬 국무총리는 대한민국 국회 본회의에서 서해상 남북교전을 “우발적 충돌”이라고 밝혔다. 하지만 조선민주주의인민공화국 경비정이 남측을 향해 수십 발의 조준사격을 한 점을 감안할 때 도발 의도 역시 배제하기도 힘들다는 의견도 있다. 일각에서는 유화국면으로 흐르는 남북 및 북미관계로 체제 이완을 우려한 조선민주주의인민공화국의 군부 강경파가 계획적으로 충돌상황을 유도한 것 아니냐는 분석도 있다. 해빙기를 유지해온 남북관계는 당분간 냉각기가 불가피할 전망이라는 의견이 있다.
2009년 12월 9일, 조선민주주의인민공화국의 조선중앙통신은 “세계적으로 ‘A(H1N1)형 돌림감기’로 인한 인명 피해가 계속 확대되고 있는 속에 조선의 일부 지역에서도 이 신형 독감이 발생했다”라고 발표했다. 이에 대해 이명박 정부가 오셀타미비르 지원 의사를 밝힌 것을 북측이 수용하는 등 남북간의 경색 국민이 풀릴 것이라는 의견이 있다.
2010년 8월 15일 광복절 축사에서 이명박은 "통일은 반드시 온다"며 '통일세'를 신설하는 방안을 검토해야 한다고 밝혔다. 하지만 이에 대해 여당 내부에서도 의견이 엇갈렸다. 홍준표는 8월 16일 "통일세 문제는, 지금 남북협력기금이 많이 있는데 평화 공동체가 정착된 후에 논의해도 늦지 않다고 생각한다"며 신중론을 펼쳤다. 민주당 박지원은 "남북관계가 이렇게 경직된 상태에서의 통일세 신설은 북한을 자극하는 것"이라며 신중한 입장을 보였다.

### 한미 관계

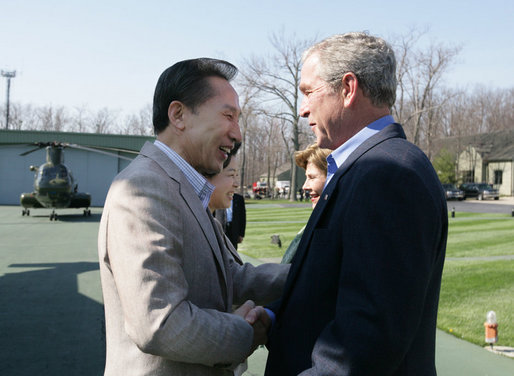
2008년 4월 조지 W. 부시 전 미국 대통령과 만난 이명박 대통령

이명박 대통령은 이미 여러 차례 “새로운 정부에서는 한미관계를 더욱 강화하겠다”는 뜻을 밝혔고 실제로 한미관계는 더욱 강화될 것이라 보는 의견이 많았다. 이명박 대통령은 한미동맹 강화를 위해서는 미국 주도의 대량살상무기 확산방지구상(PSI)과 MD 계획에도 적극 참여해야 한다는 입장인 것으로 알려졌다.
미국산 쇠고기 수입 협상 논란은 촛불집회로 비화되어 2008년 미국산 쇠고기 수입 협상 논란을 경험했다. 이때 이명박 정부는 미국과의 동맹강화를 위해 이러한 논란을 묵살하는 정책을 폈으며, 결과적으로 성공적으로 사태를 진압하여 한미관계 강화를 향한 일관된 원칙을 증명했다.
이후, 2009년 미국의 새로운 오바마 행정부의 등장으로 외교관계는 일시적으로 정체되었다가, 현재는 정상회담을 통해 북핵문제에 대한 공조 및 G20 정상 회의 등에 대한 포괄적 합의를 하는 데에 이르렀다.

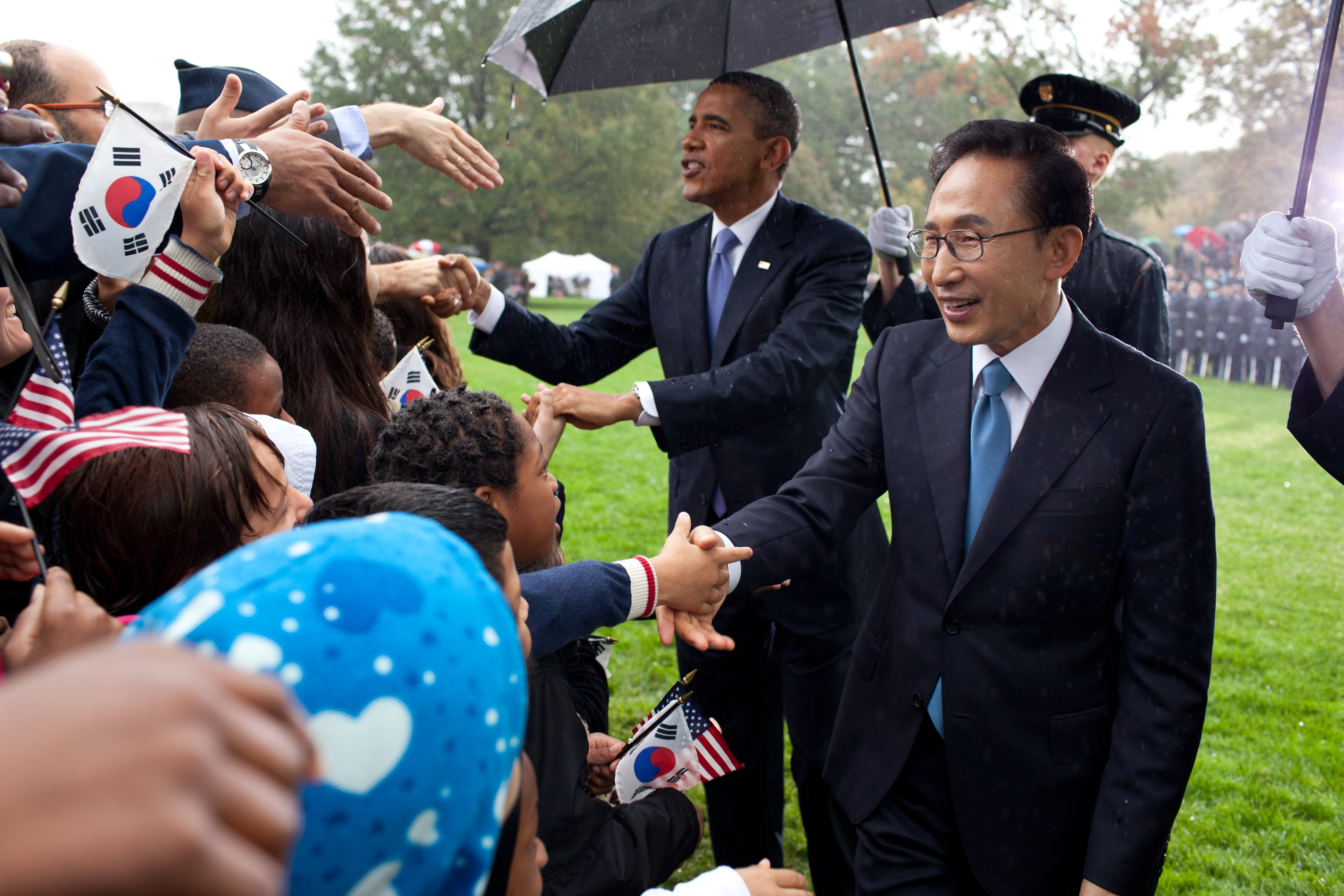
2011년 10월 13일, 미국 백악관 잔디밭에서 버락 오바마 미국 대통령과 이명박 대통령이 국빈방문식에서 방문객들을 맞이하고 있다.

2009년 11월 19일에는 미국의 오바마 대통령이 방한했다. 여기서 이명박 한국 대통령과 오바마 미국 대통령은 한미동맹 강화 및 한미자유무역협정 협상의 진전을 위한 노력, 북핵 문제의 그랜드 바겐 방식 공감, 아프가니스탄의 한국군 파병 문제 논의 등이 이루어졌으며, 이명박 대통령이 오바마 미국 대통령에게 태권도복을 선물하는 등의 화기애애한 분위기가 연출되기도 하였다. 하지만 여기서 논의된 한미자유무역협정 자동차 부문 재협상 문제와 아프가니스탄의 한국군 파병 문제는 대한민국 내에서 논란을 불러 일으키기도 했다. 또한 두 정상의 미묘한 의견 불일치가 있다는 의견도 있었다.
2010년 6월 27일 캐나다 토론토에서 이명박 대통령과의 양자 정상회담 뒤 가진 기자회견에서 전시작전통제권을 2015년으로 연기하기로 합의했다고 발표하면서“전작권 연기 결정을 통해 한·미 양국이 기존의 안보 틀 내에서 일을 제대로 할 수 있는 적절한 시간을 줄 것”이라고 말했다. 또한 “한미동맹은 한국과 미국의 안보뿐 아니라 태평양 전체 안보의 핵심(Linchpin)이기 때문”이라고 강조했다. 오바마 대통령은 이어 “한국은 미국의 가장 친한 친구 중 하나”라고 언급했다.

### 한일 관계

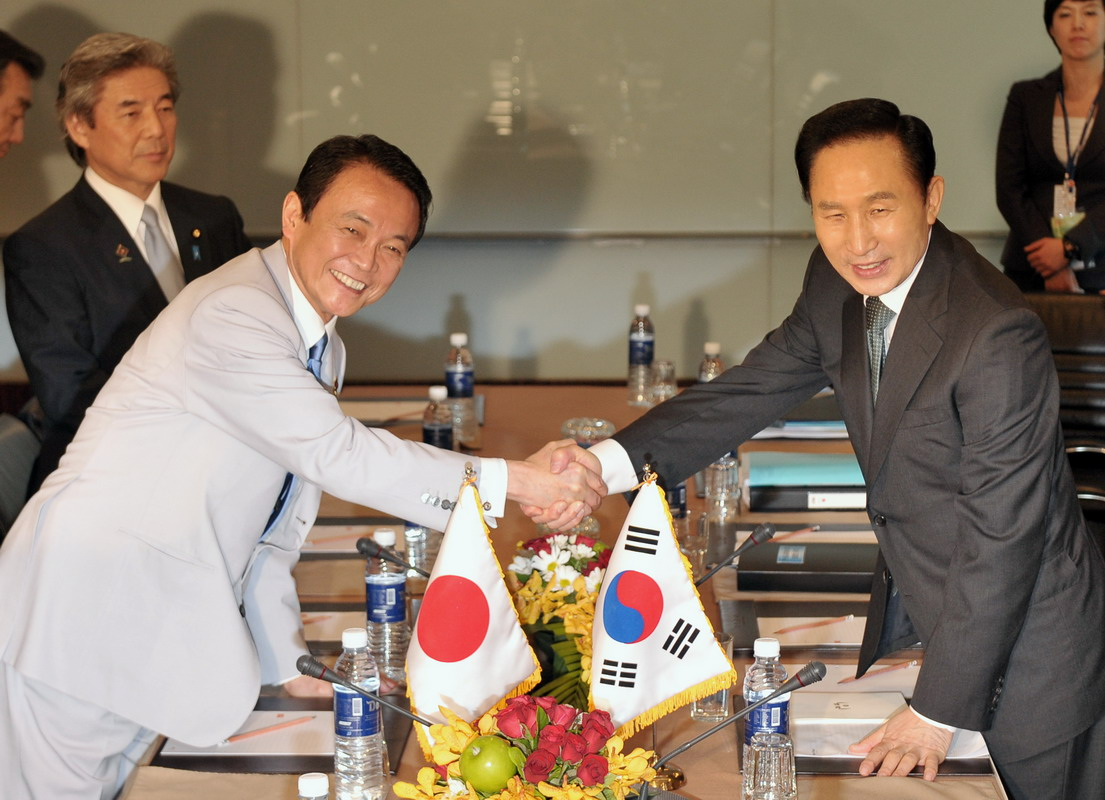
2009년 4월 11일, 아소 다로 부총리와 이명박 대통령의 모습.

‘과거사에 얽매이지 말고 미래로 나아가자’를 모토로 일본과의 우호적인 관계를 추구하였다. 하지만 오히려 일본 교과서의 독도 자국 영토 명기사건이 발생하면서 한일관계의 긴장이 고조되고, 미국지명위원회(BGN)에서 독도를 주권미지정지역 ‘리앙쿠르 섬’으로 명시한 상황이 밝혀졌다.
이후 대한민국 정부의 외교 총력 대응으로 일주일 만에 미국 부시 행정부에서는 한국령으로 독도의 지위를 원래대로 바꾸었다. 전문가들은 “국제사회에서 한국 편을 서거나 일본 편을 서게 하는 식의 단순한 대응은 곤란하다”면서 “역사적 맥락을 강조하며 일본의 야욕을 무력화하는 설득력있는 외교노력이 어느 때보다도 중요하다”고 평가했다.
한편 일본 방위성이 발행하는 2008년판 방위백서에 독도 영유권과 관련된 일본측 표기 문제로 한일 관계가 다시 냉각되었다. 대한민국 국방부는 9월 5일, 일본 정부가 각료회의를 열고 독도가 자국 영토라는 주장을 담은 2008년 방위백서를 의결한 것과 관련해 “한일관계 미래지향적 발전 가로막는 행위”라며 한국 주재 일본 국방무관을 불러 항의했다. 이처럼 일본 방위성은 방위백서를 2008년까지 4년 연속 “독도는 일본땅”으로 명시하면서 태도를 바꾸지 않고 있어 한일 관계의 잠재적 마찰 가능성이 우려되기도 했다.
이명박 대통령은 3번째 한일 정상회담을 열어서 한일관계의 ‘셔틀외교’를 복원하자는 의견에 합의하여 아소 다로(麻生太郞) 일본 총리는 2009년 1월 11일에서 1월 12일까지 이틀간 취임 후 처음으로 한국을 방문하였다. 당시에 아소 총리가 방한하게 되면 한일 정상간 셔틀외교가 다시 복원되는 의미를 갖고있다는 평가가 있었다. 이 회담에서 아소 다로 일본 총리는 “한일 경제연대협정이 필요”하다고 역설했다. 그러나 독도 문제와 역사 문제 등 민감한 문제는 논의되지 않아 ‘절반의 성과’에 그쳤다는 지적이 있었다.
한편, 2008년 7월 9일 일본 홋카이도 도야코 G8 정상회담 기간 중 한일 정상이 만났을 때 후쿠다 야스오(福田康夫) 총리가 중학교 사회과목을 가르치는 새 학습지도 요령해설서에 “독도 영유권을 명기할 수밖에 없다”고 전했을 때 “지금은 곤란하다, 기다려달라”라고 말한 것으로 요미우리 신문은 보도했다. 청와대는 이 사실을 부인했으며, 결국 2009년 8월에 민주당 및 일부 시민들이 이를 보도한 요미우리 신문에 대해 사실 여부 확인을 위한 손해배상과 정정보도 청구소송을 냈다.
일본의 새로운 하토야마 유키오(鳩山由紀夫) 일본 민주당 내각의 등장으로 외교 관계는 새로운 국면을 맞게 되었다. ‘한중·한일 연쇄 정상회담’에서 아시아 외교를 중시하는 하토야마 일본 총리는 “민주당 새 정권은 역사를 직시할 용기를 가지고 있다”라면서 양국의 과거사 문제에 대한 전향적인 자세를 나타냈다. 북핵문제 해결을 위한 한일간 공조에도 합의했다. 특히 한미간 합의된 ‘그랜드 바겐’ 처리 방식에 대한 지지, 재일 한국인의 참정권 문제의 해결을 위한 노력 등을 통한 한일 관개 개선 의지 등은 이전 자민당 정권과 다른 방식의 접근이라 귀추가 주목되기도 했다.
2009년 12월 14일, 일본 민주당의 오자와 이치로(小澤一郞) 간사장은 방한한 자리에서 “일본과 일본 국민으로서 사죄하지 않으면 안 될 역사적 사실이 있다”면서 한국에 대한 과거사 문제에 사과했다. 하지만 12월 25일에 일본 문부과학성이 일본의 독도 영유권을 고수한 고등학교 지리·역사 과목의 새 교과서 학습지도요령 해설서를 발표하자 정부는 ‘유감’을 표시하는 등의 일이 발생했다. 하지만 가와바타 다쓰오(川端達夫) 문부과학대신이 “다케시마(竹島)는 우리의 고유 영토로, 정당하게 인식시키는 것에 어떤 변화가 있는 것은 아니다”라고 밝히자 이에 대해 유명환 외교통상부 장관이 주한일본대사를 불러 항의하는 등 갈등이 발생했다.
정부는 2009년 5월부터 외교부, 문화재청 등 관계부처가 긴밀하게 협력하며 일본 궁내청 소장 한국도서 반환 문제를 검토해, 일본 궁내청에 보관되어 있는 조선왕조의궤 등 150종 1,205책의 도서를 반환하기로 합의했다.

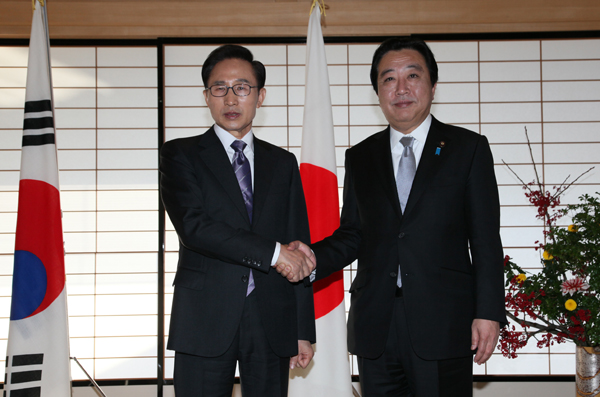
2011년 12월 17일, 한일 정상회담에 참석하기 위해 일본을 방문한 이명박 대통령을 교토 국빈관에서 맞이하는 노다 요시히코 총리의 모습.

2011년 8월 일본 자민당 의원 3명 등이 독도의 영유권을 주장하며 대한민국 독도를 방문하고자 입국을 시도했다. 이명박 대통령은 지진피해를 입은 일본을 성의를 다해 돕는 등 우호적인 한일관계의 발전을 위해 노력해왔음에도 불구하고 일본 정치권이 독도 영유권 주장을 내세우며 도발적인 행위를 하려는 데 분노하며 공항에서 돌려보내라고 지시했다. 이들은 사전 입국 불허 방침에 따라 출입국 심사대 앞에서 돌려 보냈졌다. 일본정부는 합법적으로 입국하는 국회의원에 이런 식으로 대응하는 것은 받아들이기 힘들다”고 밝혔다. 김포공항 안팎에는 독도지킴이범국민연합운동본부, 해병대전우회 등 30여개 단체 회원 700여명이 ‘일본 독도만행 범국민규탄대회’를 열어 일본의 독도 영유권 주장을 비판했다.
2012년 5월 7일 언론에 이명박 정부가 일본과 군사비밀보호협정(GSOMIA) 및 상호군수지원협정(ACSA) 체결을 준비중이라는 사실이 보도되었다. 미국이 한미일 삼각동맹 강화를 위해 한일간 정보교류 강화를 주문해온 배경이 있었던 것으로 알려졌다. 4월 23일 정보보호협정안에 대한 가서명이 이뤄졌으며, 6월 26일 국무회의를 통과하였다. 6월 29일 도쿄에서 신각수 주일대사와 겐바 고이치로(玄葉光一郞) 일본 외교장관은 군사비밀보호협정에 서명할 예정이었으나, 여·야의 반발에 따라 당일 긴급하게 유예 결정을 내렸다. 야당을 비롯한 협정 반대측은 영토분쟁을 겪고 있는 국가와의 정보교류협정은 적절치 않다고 주장하였으나, 정부는 이에 대해 군사정보 전반이 아닌 우리가 일본에 주기로 결정한 정보, 주로 북한 핵·미사일 정보에 한정될 것이라고 해명하였다. 또한, 우리가 미국 정찰위성 정보를 받고 있고, 휴민트에서 우위를 점하고 있음에도 불구하고 일본이 이지스함이나 조기경보기, 특수 신호정보 수집기 등을 통해 수집한 정보, 또 조총련 네트워크를 통해 수집한 대북정보 등은 우리에게 필요한 부분이 적지 않다고 설명하였다.
그러나 반대하는 여론이 우세했으며, 야당도 정보보호협정을 한국을 식민지배한 국가에 군사정보를 넘겨주는 것이라며 강력한 비판 공세를 이어갔다. 그러나 전문가 사이에서는 협정에 대한 평가가 엇갈렸는데, 반대하는 경우에는 야당과 마찬가지로 실익이 없고 일본의 군사대국화를 촉진한다는 입장이었고, 찬성하는 경우에는 절차적인 문제는 인정하나 일본 정보능력의 혜택을 받을 수 있고, 일본의 군사대국화에 대한 우려는 과장되고 비현실적이며, 지나친 반일감정에 입각한 접근은 우려스럽다는 입장이었다. 이 사태의 결과로 7월 초 김태효 청와대 대외전략기획관이 사임하고 조세영 외교부 동북아 국장이 교체되었다. 특히 김태효 대외전략기획관의 사임으로 인한 외교 공백이 지적되었다. 정부는 이후 협정을 재추진할 의사를 밝혔으나 이명박 대통령 임기 내에는 실현되지 못하였다.
이명박 대통령은 2012년 8월 10일 대한민국 국가 원수 최초로 독도를 방문하였다. 공식적인 방문 목적은 환경보전 차원의 지방순시라고 발표하였으나, 이 대통령은 이후 일본과의 외교적 관계를 염두에 둔 것임을 밝혔다. 일본 정부는 강하게 반발해 신각수 주일 한국 대사를 초치하였으며, 무토 마사토시(武藤正敏) 주한 일본 대사를 일시 귀국조치했다. 일본 언론 또한 이 사건을 집중적으로 보도하며 일본 내 거센 비판 여론을 반영했다. 반면 한국 여론은 대통령의 독도 방문에 높은 지지를 보냈다.  독도 방문의 배경으로는 당시 양국 간에 과거사 문제로 갈등이 고조되는 상황과 임기 말 레임덕이 제시되었다. 대일 외교 전문가들은 이 대통령의 독도 방문에 대해 대내적 지지율 유지를 위해 대일 외교 카드를 너무 일찍 소비한 것이며, 일본과의 불필요한 관계 악화를 초래했다고 비판하였다. 그러나 외교계 일부에서는 영토를 방문하지 못할 이유가 없고, 공세적인 태도를 보인 것이라며 긍정적인 평가가 나오기도 했다.
이명박 대통령은 독도 방문에 뒤이어 일본 천황이 한국을 방문하고자 한다면 진심으로 사과해야 한다는 취지의 발언을 하였다. 일본 노다 요시히코 총리는 이를 “이해하기 어려운 발언이고, 유감스럽다”라고 비판했으며, 일본 각료 역시 이명박 대통령의 발언을 강하게 비판하였다. 일본 언론 역시 이명박 대통령의 발언을 비판하였으며, 광복절을 전후한 이 대통령의 도발로 인해 한일 관계가 급랭했다고 분석하였다.

### 한중 관계
대한민국과 중화인민공화국은 양국간 ‘전략적 협력 동반자 관계’를 전면적으로 추진했다. 청와대에서는 이명박 대통령과 후진타오(胡錦濤) 주석과의 한중정상회담을 통해 “이번 회담의 최대 성과는 두 지도자간 거리를 좁혔다는 것”이라고 자평했다. 이를 두고 이명박 정부의 외교중심국가인 미국과 더불어 중국이 이명박 정부의 외교양대산맥이라고 평가하기도 했다.
원자바오(溫家寶) 중국 총리와 이명박 대통령은 북핵 문제에 대해 “6자회담이 북핵 해결의 유용한 틀”이라고 합의했으며 “6자회담의 조속한 재개를 위해 공동 노력하기로 했다”며 양국간의 대응원칙을 조율했다.
한편, 구호적인 성과는 거뒀다고 하지만 중국이 이명박 정부의 한미동맹 강화정책에 노골적인 불만을 표시하여 한중 관계 긴장의 불씨는 여전히 남아 있었다. 양국관계를 ‘전략적 동반자’ 관계로 격상시키기는 했지만 주중대사가 중국측 고위인사들과 제대로 접촉을 못하고 있다는 지적이 계속 나왔으며, 이에 대응하는 차원에서 중량감 있는 인사로 대중외교의 무게감을 높여야 한다는 의견도 제기됐고, 정부는 류우익 전(前) 대한민국 대통령실 실장을 주중대사로 임명하면서 대중관계의 개선을 노력하기도 했다.
시진핑(習近平) 국가 부주석이 2009년 12월 16일, 대한민국을 방문했다. 이명박 정부는 이에 대해 “시진핑 부주석의 방한의 의미를 든다면 중국 차세대 핵심지도자와 관계를 구축하는 것”이라고 밝히며, 조선민주주의인민공화국의 비핵화 및 6자회담 재개에 관한 협력을 시진핑 국가 부주석과 협의했다.
2012년 일본과의 군사정보보호협정 소식이 알려지자 환구시보에서는 중국을 압박하는 의미라며 비판하는 사설을 실었다. 일본과 정보보호협정을 체결한 후 중국과도 군사정보보호협정을 체결할 것을 제안하였으나, 일본과의 협정이 연기되면서 이 또한 실질적으로 무산되었다.

### 한러 관계

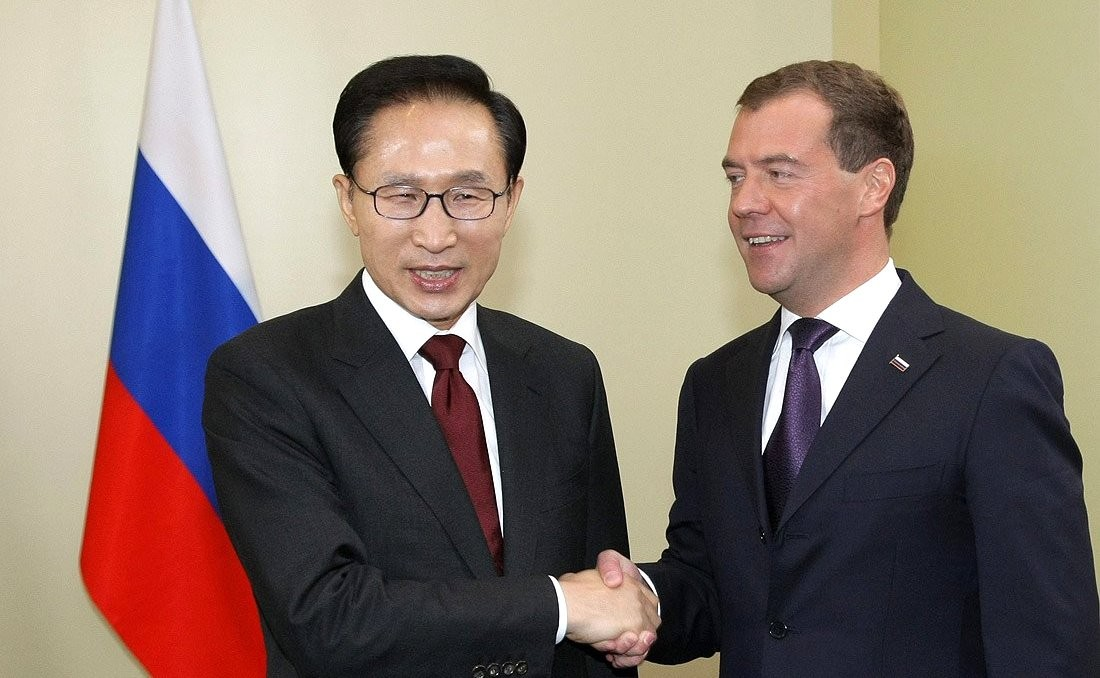
2010년 9월 10일, 드미트리 메드베데프 러시아 대통령과 이명박 대통령의 모습.

러시아 정부는 연평도 포격 이후 한반도 정세를 부정적으로 긴장을 부추기는 이유로 대한민국의 서해안 사격 훈련을 비판하였다.

## 국방
2010년 3월 있었던 천안함 침몰 사건 이후로 이명박의 국방 정책에 대한 비판이 일던 가운데 이명박은 2010년 5월 4일 국방부 대회의실에서 ‘전군 주요지휘관회의’를 주재하고 천안함 침몰사건을 계기로 국가 안보태세를 전면 재점검하겠다는 의지를 밝혔다. 이명박은 생방송으로 진행된 회의 모두연설을 통해 군 쇄신과 안보의식 강화를 주문하며 군을 질책하기도 하였다.
2010년 11월 25일 연평도 포격사건이 일어나면서 정부는 "교전수칙이 확전방지를 염두에 두다 보니까 소극적인 측면이 있었다는 평가가 있었다"며 "앞으로는 북한의 도발에 대응하는 발상 자체를 바꿀 수 있는 교전수칙을 마련해야 한다는 데 의견을 모았다"고 밝혔다. 또 지상 전력을 포함한 서해 5도에 전력을 대폭 증강하고 북한의 비대칭 위협에 대비한 예산을 우선 투입하기로 했다"며 "지난 2006년 결정했던 서해 5도 지역 해병대 병력 감축 계획을 백지화하고 전력 강화를 추진할 계획"이라고 말했다. 대통령 주재 첫 안보총괄점검회의에서 참여정부에서 시작한 `국방개혁 2020` 전면 재검토를 지시했다. 이에 대해 이 대통령은 "60년 동안 늘 반복되는 상황에서 군 안보의식이 해이해졌다"며 비대칭 전력 대비와 전력 우선순위 재점검을 주문했다. 그러나 연평도 포격 사건에서 2배로 대응하라는 교전수칙을 지키지 않고 170여발의 포격에서 80여발의 대응밖에 못한점, K-9 자주포 6문중에 3문밖에 사용하지 못한점, 북측의 도발징후가 있었음에도 제대로 대응안하고 있다가 13분 후에서야 80여발의 대응사격을 한 점 등에서 국방정책에 구멍이 뚫렸다는 지적이 일었다. 이명박 정부 이후로 각종 군 관련 사건사고가 있었으나, 간부급에서 책임지는 사람이 아무도 없다는 점도 비판의 대상이 됐다. 천안함 사건과, 연평도 포격 등이 있다. 이태경 토지정의시민연대 사무처장은 "북한에 대한 단호한 응징을 앵무새처럼 되풀이할 따름이다. 해군 수뇌부가 북한에 대한 적개심을 표출하고 보복을 다짐하는 것으로써 면책이 된다고 믿었는지는 모르겠지만, 참으로 어처구니없는 일이 아닐 수 없다."고 비판했다.
참여정부에서 계획했던 국방개혁 2020에서 총 국방비 621조원이 투입되고, 병력 15만 5천명을 감축하는 계획이 있었으나, 이명박 정부는 국방 예산 22조원을 삭감하고, 병력 감축 규모도 축소시켜 '몸으로 떼우라는 정책'이라는 비판이 제기됐다. 그에 따라 도입이 추진중이었던 2000톤급 차기 호위함과, 해군 항공대, 무인 정찰기, 공중 급유기 등의 도입이 백지화 되거나 미뤄졌다.
2008년 이명박 취임 당시 이루어진 장.차관 급 및 청장급 인사 114명 중 97명(87.4%)이 현역 및 보충역으로 군 복무를 마친 것으로 집계됐다. 이는 참여정부가 시작되던 2003년 장.차관급 인사의 병역 이행률 80%보다 7.4%가량 높다.

## 정치·행정

### 당정관계
이명박 정부와 여당인 한나라당과의 관계는 참여정부의 ‘당정분리’ 고수와 달리 ‘행정부와 의회의 동반자 관계’를 지향하는 구상 은 미국식 모델을 염두에 둔 것으로 받아들여진다. 이에 대해 당청(黨靑) 분리를 주장해왔던 참여정부가 당과 의사소통 부족으로 정책현안에 대해 당청의 의견이 엇갈리는 경우가 흔한 일이었고, 이는 국민들에게 불신을 사는 이유가 되었기 때문에 참여정부와는 다른 당청 간의 새로운 협력 모델을 만들어야 한다는 주장 이 있는가 하면 당권 - 대권 분리 문제는 단순히 당헌을 개정하며 명시했다는 문제를 떠나, 행정권과 입법권을 분리하는 3권 분립의 민주주의의 기본 문제이며 당정청을 일치시키자는 주장은 과거와 같이 대통령을 중심으로 당이 거수기로 전락, 일사불란하게 움직이는 ‘제왕적 대통령제’를 부활시키자는 말과 다를바 없다는 주장 도 있다.
또한 여당내의 이른바 ‘친이’(親李) - ‘친박’(親朴)계의 갈등도 우려를 불러일으켰다. 세종시 수정 문제 및 박근혜 의원에 대한 국무총리직 제의 등이 갈등 요인으로 부각되고 있다. 당과 청와대 간의 소통이 부족하다는 의견도 있었으나 지금은 주호영 특임장관 등을 비롯한 여당 국회의원의 장관 임명 등을 통해 어느정도 해소되었다는 평가를 받고 있다.
2010년 서울 G20 정상회의 이후 4대강 사업, 대포폰, 검찰 관련 파문, 아랍에미리트에 파병 등으로 야당과의 관계가 악화되었다.
여당과 야당 간의 2011년 예산안 처리를 약속한 12월 6일에 불구하고 이견을 좁히지 못하였다.
2010년 동안 국회에 제출했던 법안이 346건 있었지만 통과된 것은 25건에 불과하였다.

### 행정 분야 정책
이명박 정부는 행정의 질과 효율을 높이기 위해 행정구역 통합 및 개편을 추진하였다. 대통령직 인수위원회에서 발표했던 ‘5+2 광역 경제권’ 전략, 광역시 체제로의 개편 및 지방 공무원 구조조정, 불필요한 예산 절감 등이 그 내용이다. 이명박 대통령은 2009년의 8.15 광복 경축사에서도 “낡은 행정구역이 지역주의를 심화시키고 효율적인 지역 발전을 가로막는 벽이 되고 있다”라면서 다시 한번 행정구역 개편에 대한 의지를 밝혔다. 창원, 마산, 진해 등의 지역이 2009년 12월 11일에 통합 의사를 밝히는 등 행정구역 통합 및 개편이 활성화되었다.
하지만 일부 행정구역 개편에 대해서는 졸속 추진 논란, 충분한 사전 검토 및 여론 수렴 없는 추진 등에 대해서는 논란을 불러 일으켰다. 또한 정부의 현재 행정구역 개편이 오히려 지방자치를 약화 시킬 것이라는 분석과 주민 자율 의지의 반영을 강조하는 의견도 나왔다. 또한 대선시절 내세웠던 '작은 정부' 공약과는 달리 행정구역 개편만 했을 뿐 공무원 숫자는 오히려 8만 1219명 늘리기로 하였으며, 정부 총 예산도 이명박 취임 이후로 한해도 줄어든적 없이 꾸준히 증가한 것으로 드러났으며, 공무원 의사 결정 편파성 순위도 22위에서 84위로 하락, 정부 지출 낭비도 33위에서 71위로, 정책결정 투명성도 44위에서 111위로 추락했다.
이명박 정부 초기 시절에는 과학기술부를 폐지하였으나 2010년 9월에는 교육과학기술부에서 과학기술 분야를 따로 빼낸 장관급인 '국가과학기술위'를 신설하기로 하여 사실상 과학기술부 폐지가 잘못된 것이라는 사실을 인정하는 것으로 해석되었으며, 여성가족부도 여성부로 바꾸었다가 다시 여성가족부로 회귀하면서 노무현 정부를 부정하다가 잘못을 깨우친 뒤에 다시 돌아온 것이라는 지적이 제기되었다.

### 사법 정책
이명박은 "부정부패와 함께 갈 수 없다"고 말하는 등 부패문제를 강조해왔다. 또한 2008년 8월, 8.15 사면을 마지막으로 임기중 사면은 없을 것이라고 밝혔다. 그러나 이듬해인 2009년 12월 29일 이건희에 대해서 대한민국 역사상 유례가 없는 단독 사면을 단행하였다. 평창 동계올림픽 유치를 위해 이건희의 노력이 필요하다는 삼성측의 주장을 받아들여 사면 한 것이지만, 정작 이건희는 삼성 특검 당시 배임, 탈세 혐의로 유죄를 선고받았다는 이유로 IOC 위원 자격을 박탈당해 사면의 명분조차 사라졌으며, 대한민국 재벌 1위 이건희에 대한 특혜라는 비판을 받았다.
또한 배임혐의로 기소했던 정연주나, 2008년 촛불시위 수사, 미네르바 수사, 피디수첩 제작진에 대한 기소, 한명숙 수사 등의 사건들은 전부 무죄 판결을 받았으며, 인터넷에서 이명박을 비판하는 동영상을 올린 네티즌에 대해 내사에 착수하기도 하는 등 검찰의 무리한 수사를 이용해 정치적인 대립자들을 전방위적으로 탄압한다는 비판이 지속적으로 제기되었다. 특히 노무현 수사때 불법적으로 피의 사실을 실시간으로 공표하고 여론몰이에 나선다는 지적이 많이 제기되었음에도, 한명숙 수사에서도 이러한 방식을 계속 쓴다는 의견이 있어 논란이 일었으며 결국 천안함 사건에 대한 의혹 제기나, 정부를 비판하기 어려워졌다는 의견이 나왔다. 실제로 불이익을 우려해 학자들이 천안함 사태에 대해서 학문적인 반박을 하기 어려워 하고 있다는 증언이 나오기도 했다. 이들은 서울 G20 정상회담에서 포스터에 쥐 그린 사람에 대해 무리하게 구속영장을 신청하여 기각된 사례를 예로 들었다. 이명박 대통령의 별명이 쥐라는 것은 비공식적으로 자주 언급되었으나, 검찰이 이를 의식하여 민감하게 받아들여 과잉수사를 한 것이라는 비판도 제기되었다.

### 개헌 추진
이명박은 개헌이 필요하다는 입장을 보여왔다. 현행 헌법이 완성된 1987년과 비교해서 시대가 바뀌었기 때문에 개헌이 필요하다는 것이다. 이명박은 대통령 권력을 분산시키는 분권형 대통령제를 선호하는 것으로 알려졌다. 그에 따라 2009년 이후로 개헌이 논의되긴 하였으나, 야당과, 친박계의 미지근한 반응으로 동력을 얻지 못했다. 그러던중 2010년 이후로 친이계 좌장격인 이재오를 비롯한 일부 친이계를 중심으로 개헌이 논의되기 시작했다. 그러나 역시 한나라당에서 상당수를 차지하는 친박계가 반대 입장을 보이고 있어 개헌 가능성은 높지 않다는 분석이 제기된다. 박근혜는 대선 이후로 꾸준히 차기대선후보 지지율 1위를 기록해왔기 때문에 차기 대통령부터 적용되는 대통령 권력분산식 개헌을 선호하지 않는다는 것이다. 다만, 박근혜는 4년 중임제를 선호하는 것으로만 알려졌다. 민주당은 이번 정권에서 개헌이 추진되는 것에는 반대 입장이 많으나, 명확한 당론은 정해지지 않았다. 게다가 보수 언론들도 '개헌은 불가능하다'는 반응을 보이고 있으며, 일부 친이계 의원들도 반대 의견을 보이는 등 개헌에 대한 공감대는 거의 이루어지지 않고있다. 개헌 반대론자들의 주요한 주장은 대선 2년이 남은 지금은 너무 늦어 정략적 의도가 있다는 것이며, 이러한 시기는 국민들이 순수성을 인정하지 못한다는 것이다. 홍준표는 "개헌 논의를 계속 끌고 가면 당내 혼란만 부추길 것"이라며 한나라당 내부 분열을 우려했다. 이처럼 시기상으로 적절하지 않다는 지적이 나오면서 차차기 정권에서부터 적용되도록 하자는 절충안도 나왔다. 친이계와 이명박이 이처럼 가능성이 낮은 개헌을 추진하는데 대해 친이계를 결속시키고, 박근혜의 영향력을 약화시키기 위한 의도라는 분석도 제기됐다. 차기 대선후보에서 뚜렷한 지지율을 보이는 친이계가 없다는 점에서 개헌이 불가능하다고 하더라도 개헌 논의를 통해 존재감을 부각시킬 의도라는 것이다. 2011년 있었던 재보선에서도 한나라당이 패배를 한데다 한나라당의 새로운 원내대표를 뽑는 당내 선거에서 이재오가 밀었던 친이계 원내대표가 낙선하면서 이재오의 개헌동력은 떨어질거란 전망이 있었다. 결국 2011년 이후로 중도성향의 황우여가 원내대표로 당선되고 6월에 있었던 전당대회에서 중도·친박계가 최고위원으로 대거 당선되고 친이계가 힘을 잃으면서 한나라당 내부에서 일던 개헌 논의는 거의 사라졌다.

### 불법· 비리 급증 논란
이명박 정부에서는 이전에 비해 민간과 공직에서의 불법과 비리가 전반적으로 급증한 것으로 나타나고 있다. 2011년 국정감사 기간 중 국회 행정안전위원회 소속 민주당 최규식 의원이 행정안전부로부터 받은 자료에 따르면 최근 5년간 주민등록법 위반자는 2006년 180명에서 2010년 422명으로 2.5배 늘었다고 한다. 이 가운데 위장전입으로 적발된 경우는 2006년 29명에서 2010년 101명으로 3.5배 증가했다. 병역기피도 급증했다. 병무청이 민주당 안규백 의원에게 제출한 자료를 보면 징병검사 또는 입영을 기피한 ‘무단기피’가 2008년 231명에서 2010년 426명으로 84.4% 증가한 것으로 돼 있다. 또 국적 변경을 통해 병역이 면제된 경우도 2008년 2750명에서 2010년 4174명으로 51.7% 늘었다.
공무원들의 비리 역시 급증했다. 국민권익위원회가 국회에 제출한 자료에 의하면 공무원 행동강령 위반 건수는 2008년 764명에서 2009년 1천89명, 2010년 1천436명으로 가파른 증가세를 보이면서 최근 3년간 모두 3천289건을 기록했다. 이전 정부 때인 2005년부터 2007년까지 3년간 총 2천294명보다 43.4%가 늘어난 것이다. 위반 내용도 금품·향응 수수가 43.3%를 차지했다. 게다가 행정안전부가 중앙공무원을 제외하고 집계한 2010년 뇌물수수와 공금횡령 등의 부패로 파면·해임 등의 징계를 받은 자치단체 공무원만 2천960명이었다는 점을 보면 드러나지 않은 강령위반 사례는 위의 3천 289건보다 훨씬 많을 것으로 짐작되고 있다.
이처럼 공직과 민간을 막론하고 불법과 비리가 급증한 것은 이명박 정부가 고위 공직자들의 불법과 탈법 전력에 유난히 관대했던 영향 때문이라는 지적들이 제기되고 있다. 우선 이명박 정권 들어서 고위 공직자의 도덕성 수준이 하락했다는 점이 지적된다. 예를 들면, 위장전입·병역면제·투기·탈세가 이명박 정권 고위 공직자들의 ‘4대 필수과목’이라는 말이 있다는 사실은 복수의 언론들로부터 공통적으로 거론되었다. 이명박 정권은 대통령부터 장관에 이르기까지 상습적 위장전입과 악성 부동산 투기, 석연찮은 병역면제 등과 관련이 없는 경우를 찾기 어려울 정도였는데 그럼에도 불구하고 집권층 고위인사들이 보란 듯이 일하고 있는 현실이 부정적 영향을 끼쳐서 불법행위 급증으로 나타났다는 것이다.

## 경제
시장 경제의 지표로써 ‘활기찬 시장경제’를 위한 ‘투자환경 인프라 개선’, ‘제로베이스 규제 개혁’, ‘신성장 동력 확보’, ‘서비스 산업 선진화’, ‘일자리 창출’등을 제시하였다.
이명박 정부는 감세를 통한 경제 활성화를 노력하였다. 감세정책의 일환으로 종합소득세 인하, 1세대 1주택자 양도세 비과세 확대, 법인세 인하 등을 내세웠다.
이명박 정부는 경제위기 조기극복과 민생안정을 위해 사상 최대규모인 28조 9천억원의 2009년 ‘추경예산안’을 확정 발표했다. 이 추경예산에 대해 ‘시의적절한 조치’라고 평가하는 쪽과 ‘실효적 대책없이 노동자와 서민을 기만하는 단기적 땜질처방’이라고 비판하는 쪽이 있다.
2010년 처음으로 대한민국 정부의 채무가 400조를 돌파하였다. 이는 2년새 100조가 증가한 것으로 재정부 관계자는 "OECD 국가들에 비하면 안정적인 수준"이라고 말하였으나 마땅한 대책이 없었다는 점, 증가 속도가 매우 가파랐다는 점 때문에 우려의 목소리가 커졌다. 2009년 국가 부채가 국가부채가 1637조4000억 원으로 2007년 말과 비교해 291조9000억 원(21.7%)이 늘었다. 공공기관 부채 또한 지난해 말 310조6000억 원으로 최근 5년 간 58.4%나 급증했다. 경제위기에 따른 막대한 재정 지출을 이유로 균형 재정 목표 시점을 당초 2012년에서 2013∼2014년으로 미루면서 정부가 장밋빛 전망에 안주하였다는 지적도 나왔다. 급증하는 국가 채무로 인해 정부의 매년 이자로 지출되는 비용이 2006년 11조 4000억원에서 2010년 22조 9000억원으로 2배가 늘었다.
일자리 창출 정책의 효율성에 대해서도 지적이 제기되었다. 한나라당 이한구 의원은 "이명박 정부의 일자리 예산 1억 원당 일자리 창출 파급효과는 2.1명에 불과하다"며 "김대중 정부의 7.4명에 비해 3분의 1 수준에도 못 미치는 것"이라고 지적했다.
2010년 9월에는 소득에서 먹을거리 지출이 차지하는 비중을 나타내는 지수인 엥겔계수가 9년만에 최고치를 기록하기도 했다. 이러한 엥겔지수 상승은 소득대비 먹을거리 지출 비용이 높은 서민이나 빈곤층에게 타격을 주게 된다. 이 중 특히 신선식품의 물가가 21.3% 상승하여 16년만에 최고치를 기록하였다. 물가 상승에 대처하기 위해 이명박은 물가 집중 관리 품목을 지정하여 물가관리에 나서기도 했는데 이러한 효과는 거의 나타나지 않았고 오히려 관리 품목들의 물가가 더 많이 올랐다. 이러한 물가상승의 영향을 받아 소득불평등 정도를 나타내는 지니계수가 매년 악화되어 2009년에는 0.345를 기록했다. 소득 5분위 배율도 4.94배를 기록했다. 물가 상승의 원인으로는 한국은행 총재로 김중수가 취임한 이후로 한국은행이 경기 부양을 위한 저금리 정책을 펼친 것이 핵심 이유중 하나로 꼽힌다. 김중수는 청와대 경제수석 출신으로 청와대에 보고가 잦아 한국은행의 독립성 문제가 제기되어 한국은행 노조가 결의대회를 갖는 등 반발이 일기도 했다. IMF도 한국의 금리가 4%가 적절하다는 권고안을 내놓았으나, 한국은행은 여전히 2.75%로 저금리 경기부양정책을 고수하였다. 이러한 저금리 정책은 원화 절상을 가져와 수출에 가격경쟁력을 높여 유리할 수 있지만, 수입물가 상승으로 인해 서민경제가 타격을 받을 수 있다는 지적이다. 이러한 이유로 임금 상승률도 선진 27개국중 가장 낮아 이명박 정부 출범 이후 3년 연속으로 마이너스를 보였다. 2007년에는 -1.8%, 2008년에는 -1.5%, 2009년에는 -3.3%등을 기록했다.
2010년의 무역수지는 417억 달러 흑자를 기록했다. 이것은 2년 연속 400억 달러 이상의 흑자를 기록한 것으로 사상최대치다. 경제성장률도 2010년 6.1%를 기록했다. 기업의 실적도 증가해 상장기업 157사의 순이익이 2분기 19조원, 3분기 22조원으로 분기 사상 최대치를 달성했다. GDP성장률은 글로벌금융위기 직후 -4.5%에서 0.2%로 플러스전환했는데 이는 OECD국가 가운데 가장 빠른 회복이다. 2011년 1월 4일에는 종합주가지수가 2085를 기록해 사상 최고치를 기록했다.
하지만 2011년에는 경제지표들이 급속히 악화되었다. 우선 2011년 상반기에는 물가가 고공행진을 기록했다. 2011년 8월 1일 통계청의 발표에 의하면 2011년 1월부터 7월까지 7개월 연속해서 물가상승률이 4%대의 고공행진을 기록한 것이다. 이러한 높은 물가상승률은 2008년 금융위기 기간의 상승률에 이어 역대 두 번째로 높은 기록이다. 또한 실질임금도 2011년 1분기에는 마이너스 4.08%를 기록했다. 물가가 상승하는 반면 임금상승은 그에 미치지 못했기 때문이다. 실질 국민소득도 2011년 1분기와 2분기 연속해서 마이너스 0.1%를 기록했다.
2011년 8월에는 한국경제의 "위기의 징후"가 곳곳에서 나타나기 시작했다. 우선 물가가 급등했다. 8월의 전년 동월비 월별 물가상승률이 드디어 5.3%를 기록한 것이다. 이에 대해 한나라당 유승민 의원은 "5%물가가 서민들에게 주는 직접적인 고통과 실질소득의 감소 이런 것은 정말 상상하기 어려울 정도로 문제가 심각하다"고 말했다. 그러면서 이명박 정부 들어와 2009년부터 금리정책이 실패한 게 가장 큰 원인이라고 지적했다. 실제로 청와대 경제수석 출신인 김중수 한국은행총재가 취임한 이후 정책의 독립성과 금리정책의 적절성에 관한 논란이 계속되어왔다. 또한 무역 수지도 급격히 악화돼서 2011년 8월의 무역수지 흑자는 8억 달러 선으로 전달에 비해 55억 달러, 비율로는 87%가 감소했다. 산업생산 역시 전년 동기에 비해서는 3.8% 증가했지만 전월에 비해서는 0.4% 감소해서 감소세로 돌아섰다.

### 일자리 정책
이명박 정부는 일자리 정책에 대해서 매번 강조하며 경제정책의 최우선으로 두겠다는 다짐을 해왔다. 그러나 이명박 정부 들어서 주가가 2000을 돌파한 2011년 경제 상황에서도 일자리 여건은 전혀 좋아지지 않았다는 비판을 받았다. 가장 대표적인 이명박 정부의 사업인 4대강 정비 사업도 일자리 창출에 거의 도움이 되지 않았다. 한나라당 이한구 의원은 "청년 일자리는 김대중 정부 5년 간 22만8000개, 노무현 정부는 5년 간 54만4000개를 창출했지만 이명박 정부는 2년 간 18만1000개가 오히려 감소했다"라고 비판했다. 2009년에는 사상 처음으로 실업자수가 90만명을 돌파하여 사상 최고치를 기록했다. 이중 특히 청년 실업자수가 2년 연속 8%를 기록해 실업난이 가장 심각했다. 20대 취업자 수는 365만5000명으로 9만6000명(2.6%) 감소했다. 결국 2011년 2월, 대졸 실업자수가 34만명을 넘어 사상 최대치를 기록했다.

### 비상경제대책회의
2009년 1월 8일, 경제위기 조기극복을 위한 ‘비상경제대책회의’가 청와대에 설치되었다. 제1회 비상경제대책회의가 열린 이래로 수시로 개최되면서 친서민 소통창구와 현장대책회의로 운영돼 경제위기 극복에 상당히 공헌했다는 평가를 받는가 하면, 각 부처에서 다뤄야 할 미미한 안건까지 대통령이 직접 챙기면서 장관들의 재량과 자율이 줄고 안건의 긴장도가 떨어졌다는 평이 있다. 또한, 전시행정이라는 비판도 있다.

### 무담보·소액대출 사업
2009년 9월 17일, 이명박 정부는 소액서민금융재단의 무담보·소액대출사업(마이크로크래디트)을 ‘미소금융사업’으로 명명하고, 대한민국 전역에 걸쳐 2009년 12월부터 확대·시행키로 결정했다. 이러한 미소금융사업의 재원은 금융권과 재계 기부등을 중심으로 조성되었다. 일부의 ‘관치금융’ 지적에 대해 금융위원회는 “재계와 금융계가 전경련과 은행연합회를 중심으로 논의, 결정했다”라며 논란을 일축했다.
2009년 12월 15일, 은행 및 기업들이 참여하는 미소금융사업이 정식으로 시작되었다. 하지만 일부에서는 정치적으로 악용될 소지가 있으며, 기존의 마이크로크레디트 사업의 유형과 전혀 다르다고 비판하는 목소리가 있었다. 또한 절차의 까다로움이 문제로 지적되었다.

### 공기업 선진화 정책
이명박 정부는 공기업 노사 관계 선진화, 정원 축소에 따른 현재인원 조정 및 조직 슬림화, 국제 경쟁력 강화 및 2012년까지의 21개의 공기업 매각을 통한 선진화를 추구하였다. 이런 방안의 일환으로 한국산업은행의 산은금융지주 출범, 대한주택공사와 한국토지공사의 한국토지주택공사로의 합병 등을 비롯한 공기업 통합 등이 있다.
하지만 정부의 이런 정책 추진에 대해 비정규직 등의 피해에 대한 우려, 노동조합 무력화 시도 우려 및 일방적인 임금 삭감, 정원 축소에 대한 비판이 있다.

### 의료사업 선진화 정책
‘의료사업 선진화’를 내세우고 있는 이명박 정부는 영리병원 허용 및 민간의료보험 도입을 통한 경제시장 활성화를 추진하였다. 의료도 산업이고 기술인 만큼 민간자본을 투입해 경쟁력이 향상되면 부가가치도 창출되고 서비스의 질도 높아질 것이라고 전망하였다. 이를 위해 부가가치세 감면 특례 등의 혜택이 주어지게 되었다.
반면 야당과 시민단체는 의료 민영화로 인해 의료 서비스 양극화를 부추기는 법안이라며 반발하였다. 의료의 공공성이 악화될 것이며, 의료비가 상승할 것이라는 우려가 있었다. 또한, 정부 내에서도 기획재정부와 보건복지가족부의 의견이 엇갈리는 등의 현상이 발생하였다. 또한 여당인 한나라당의 보건복지위원들 중에서도 다수가 영리병원 도입에 반대하고 있는 것으로 나타났다. 매일경제신문에 의하면 이 신문이 해당 법안을 다룰 국회 보건복지위원회 위원 전원의 의견을 조사한 결과 전체 24명 중 찬성은 3명에 불과했으며 조사에 응하지 못한 8명 중 반대 당론을 정한 민주당 의원 3명을 제외한 5명이 모두 찬성해도 반대가 16명으로 과반수를 넘게 된다고 했다. 특히 한나라당 의원들 중 찬성이 4명 반대가 3명으로 한나라당에서 조차 반대가 더 많았던 점이 눈길을 끌었다. 반대 이유에 대해 민주당 주승용 의원은 한국의 경우 공공의료 비중이 취약하다는 점을, 한나라당 강명순 의원은 저소득층에 대한 지원 방안이 없다는 점을 들었다. 매일경제는 이처럼 반대가 과반수가 넘기 때문에 사실상 도입이 불가능할 것으로 전망했다.

### 금산분리 완화 정책
외국 자본이 대한민국 내 은행을 인수해나가면서, 대한민국 내 기업에 대한 역차별 논란이 지적되자 이명박 정부는 기업도 은행을 인수할 수 있게 하는 이른바 금산분리(金産分離) 완화 정책을 추진하였다. 이에 따라 2009년 7월 22일, 금산분리 완화 정책을 담은 ‘금융지주회사법’을 대한민국 국회는 통과시켰다.
재계는 ‘금융지주회사법’에 대해 환영의 입장을 밝혔지만, 시민단체들은 “국제 금융위기 이후 세계 각국이 금융규제와 감독을 강화하는 추세인데 우리나라가 오히려 규제를 푸는 것은 금융시스템의 불안을 가져올 수 있다”고 지적하는 등 찬반 입장이 팽팽히 맞서기도 했다. 또한, 금융공기업의 민영화를 촉진하기 위해 필요하다는 입장과 은행이 대기업의 사금고화 될 수도 있다는 의견이 있다.

### 수도권 규제 완화
이명박 정부는 경제 위기에 따른 경제 활성화를 위해 수도권 지역의 투기지역과 투기과열지구를 해제하거나, 수도권 산업단지 내 공장의 신설과 증설을 전면 허용한다는 등의 방침을 가지고 있는데, 이에 대해 수도권 외(外) 지역과 야당은 국토균형발전 정책을 포기한 ‘지방 죽이기’라고 반발하면서 우려가 커졌다.

### 부동산 관련 정책
이명박 정부는 수도권 그린벨트를 일부 해제해서 서민용 주택을 공급하는 방안을 추진하였는데, 이를 ‘보금자리 주택’이라고 하고 있다. 기존의 신도시보다 저렴하고, 거주환경도 좋기 때문에 관심을 끌었다. 이명박 대통령은 “보금자리 투기세력은 ‘공공의 적’” 이라고 말하면서 이 정책의 성공을 위해 노력하고 있다.
그러나 보상비 문제, 그린벨트 해제 및 보금자리 주택 지구 지정과 관련된 경기도와의 협의 부재, 거주 서민들에 대한 배려 부족 등이 문제로 거론되었다. 또한 수도권 이외 지역에 대한 배려 부족 등도 비판받았다.
2009년 이후에는 집값이 주춤거리면서 전세수요가 급증하여 전세가격이 급등하는 양상을 보였는데 이에 대해 정부는 이렇다할 대책을 제시하지 못하였다는 지적이 있다. 국민은행에 따르면 전국 전셋값은 2009년 3월부터 23개월 연속 상승세이며, 서울 서초구의 경우 2년새 전셋값이 평균 30.2%가 올랐고, 부산도 2년간 28.8%가 올랐다. 비수기인 겨울에도 전셋값은 수그러들 조짐을 보이지 않았다. 치솟는 전셋값 때문에 도시 외곽으로 밀려나는 이른바 '전세 유민'이 급증하였지만 정부는 사실상 손을 놓고 있던 것이다.

### 부자감세 논란
경제 활성화를 위한 감세정책이 ‘감세 포퓰리즘’ 및 ‘부자감세’라는 논란이 있다. 논쟁이 된 감세 정책의 일환으로써 종합부동산세 정책이 있다. 하지만 종부세 폐지로 인한 세수 감소가 2조 2000억원에 달해 재정악화 및 복지 축소로 이어질 것이라는 우려도 있으며, 이러한 감세로 인한 혜택은 대부분 부자들이 받기 때문에 종부세에 폐지 반대에 100만명이 서명하고, 한나라당의 텃밭인 대구에서도 5만명이나 참여하는 등 크게 반발이 일었다. 이후 강남의 20억짜리 주택의 종부세는 참여정부 시절 1200만원에서 이명박 정부에서는 73만원으로 급감한 것으로 드러났다. 윤증현 기획재정부 장관은 이에 대해 “감세와 재정지출 확대를 병행하는 것은 세계적인 추세”라고 반박했으나, 감세가 경제 활성화에 도움을 준다는 그 어떠한 학술적 근거도 없다는 것은 경제학계의 중론이며, 주요 선진국들의 세금 비율도 40~50% 이상으로 20%수준인 대한민국보다 월등히 높다. 그럼에도 불구하고 이명박 정부는 높은 소득을 얻는 이른바 부자들에 대해 최고 세율을 인하하는 부자감세 정책을 추진했다. 이러한 정책은 이명박 정부 취임 초기인 2008년부터 꾸준히 이루어진 것으로 국세청의 국세감면 자료에 따르면 이명박 정부의 국세 감면 비율이 참여정부때보다 2.2%P 증가했으며 이러한 혜택은 대기업과 상위 10%에 해당하는 고소득층에 집중된 것으로 드러났다. 그러나 2010년에는 부자감세 정책이 지지율을 떨어뜨릴 수 있다는 우려가 제기되며 한나라당 사이에서도 정책을 계속 추진해야 하는지에 대해서 논란이 일기도 했다. 이러한 부자감세 정책을 경제용어로 트리클다운이라고 한다. 그러나 이명박 정부가 추구하는 트리클다운 정책은 시장경제 활성화에 도움을 주지 못한다는 경제학자들의 지적이 이어지기도 했으며 대한민국에서 《나쁜 사마리아인들》의 저자로도 유명한 장하준 케임브리지대 교수도 "“부자들의 세금을 깎아주면 투자, 경제성장이 잘된다고 하는데 실제 성공한 예가 없다"라고 지적했다. 이어 박근혜도 부자감세 정책에 대해 반대입장을 밝히기도 했다. 또한 한나라당에서 親이명박 성향으로 분류되는 정두언도 부자 감세를 철회 해야 한다고 주장하여 논란이 일던 가운데전경련을 비롯해 재벌들의 부자감세 철회 반대가 이어졌고 결국 이명박은 부자감세 논란을 일축시키며 공약대로 추진해야 한다는 입장을 고수하고 있다. 한나라당은 연간 1억 5천만원 이상 소득을 얻는 사람들에 대해 35%세율을 적용하는 보완책을 제시했으나 "부자감세 철회를 흉내만 내는 것"이라고 주장한 민주당의 반대로 무산되기도 했다.
부자감세를 꾸준히 추진해오던 이명박 정부와 한나라당은 2011년 9월 부자감세를 일부 철회하기로 했다. 9월 7일 당정은 세법개정안을 논의한 결과 내년부터 적용될 예정이던 법인세와 소득세의 최고세율 인하를 철회하기로 합의했다.

### 노동 정책
이명박 정부는 노동자와 경영자간의 갈등(노사 갈등)이 일어날경우 과도하게 경영자 입장에만 선다는 비판이 제기됐다. 특히 시위의 경우 빠르게 신속하게 경찰 병력을 투입하고 구속시키는 일방적인 입장은 비판의 대상이 됐다. 대표적으로 유성기업 사건과, 한진중공업 사태 등이 있다. 이 사건들에서 이명박 정부 김황식 총리는 근거가 없는 "연봉 7천만원 받는 노동자"라는 발언을 해 반노동적 성향을 드러냈다는 비판이 제기됐다. 유성기업 노조측은 "연봉 7000만원은 30년 이상 장기 근속자 등 일부에 해당할 뿐"이라고 반박했다. 민주노총은 "땀 흘려 일한 정당한 대가를 받는 유성기업 노동자들을 졸지에 파렴치범으로 만든 이명박 대통령을 비롯한 어느 누구도 유성기업 노동자들에게 사과를 했다거나, 방송을 이유로 징계를 받았다는 얘기는 들어보지 못했다"고 비판했다. 한진중공업 사태때 경찰은 '정리해고와 비정규직 없는 세상'을 외치며 영도조선소를 찾은 7000여명의 '희망버스' 참가자를 향해 최루액을 난사하며 행진을 저지했다. 이에 이정희 민주노동당 대표, 노회찬 전 진보신당 대표 등 야당의 주요 정치인도 피해를 입었으며, 이 과정에서 심상정 진보신당 상임고문, 이광석 전국농민회총연맹 의장 등 총 50여명이 연행됐다.

## 교육·문화

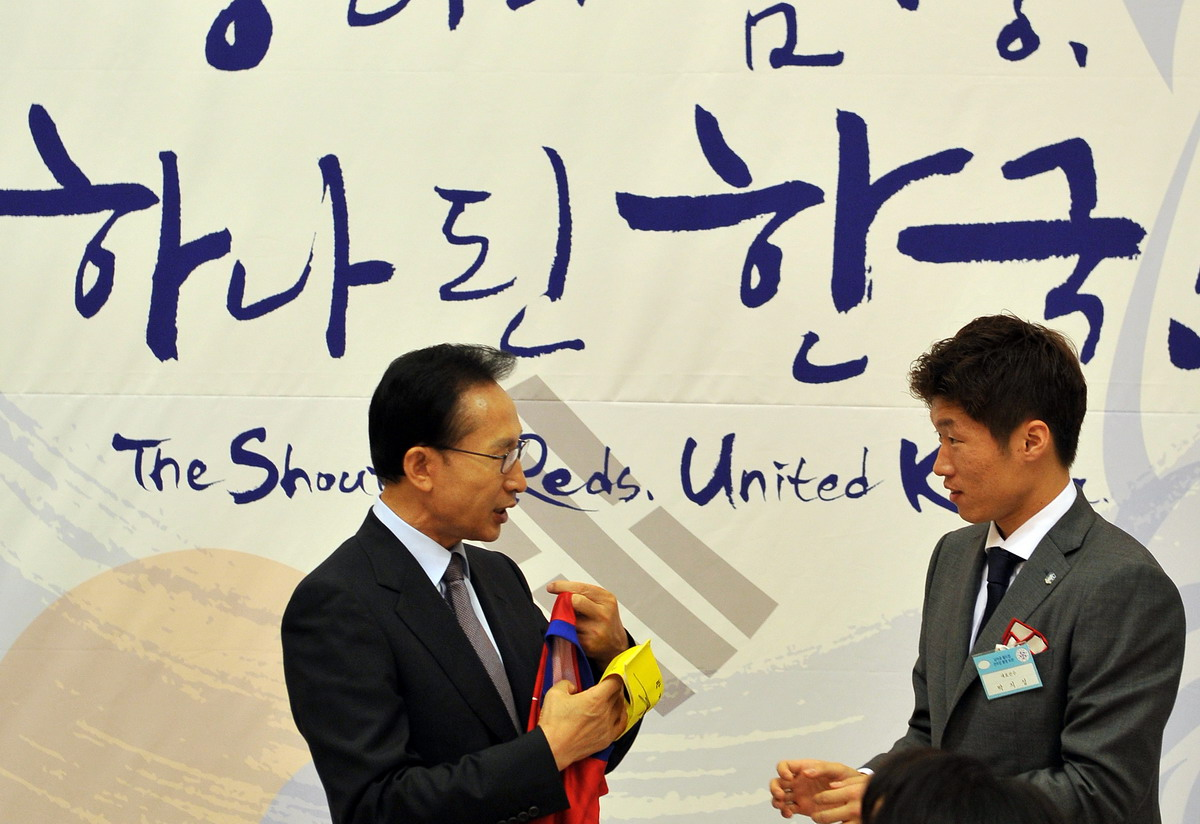
2010년 7월 6일 청와대에 대한민국 축구 국가대표팀을 초청하여 박지성과 함께 있는 이명박 대통령의 모습.

교육의 지표로서 ‘인재대국’을 위한 ‘수요자 중심의 교육경쟁력 강화’, ‘핵심인재 양성과 과학한국 건설’, ‘평생학습의 생활화’ 등을 제시했다.
이명박 정부는 학교교육의 자율화와 다양화를 위해 ‘학교자율화 3단계 추진계획’을 발표하여 규제 지침 폐지 등의 방안을 담은 ‘4.15 학교 자율화 추진계획’을 발표하고, ‘고교 다양화 300 프로젝트’를 통해 자율형 사립고, 기숙형 공립고, 마이스터 고교를 설립하겠다고 공언했다. 이에 따라 학생들의 학업 수준을 평가 하기 위한 국가수준 학업성취도평가를 실시하고, 이명박 대통령이 마이스터고를 방문하는 등 추진 의지를 밝히고 있다. 또한 ‘입학사정관제’ 실시를 통한 대학 입학 정책 변화를 추구하고 있다.
하지만 일각에서는 공교육 붕괴 및 사교육 시장의 활성화를 담은 내용이라고 비판하기도 한다. 특히 입학사정관제에 정책에 대해서는 새로운 사교육비 상승의 원인이 될 것이라는 우려가 있다. 또한, 심야 10시까지만 학원 교습을 허가한 조치는 “실효성이 떨어진다”라는 비판이 있으며, 국가수준 학업성취도평가의 시행을 거부하고 체험학습 등을 권유한 교사들에 대한 징계 조치 및 시국선언 교사에 대한 기소 조치 등에 대한 찬반 논란을 불러 일으키고 있다.

### 3불 정책 및 평준화 정책
이명박 정부는 ‘3불 정책’의 계속적 유지를 공언하고 있다. 하지만 이를 뒷받침하는 ‘고교 평준화 정책’이 사실상 무력화되고 있는 점을 들어 정부의 의지를 의심하는 의견도 있다.

### 취업 후 학자금 상환 제도
이명박 정부는 대학생들의 학자금 상환 부담을 줄이고자 “취업 후 학자금 상환 제도”(ICL) 제도를 2010년 시행을 목표로 추진하고 있다. 정몽준 한나라당 대표는 이 제도의 국회 처리를 위해 이른바 ‘원포인트 국회’의 처리를 제안한 상태이다.
하지만 이 제도가 도덕적 해이를 초래할 것이라는 우려가 있다. 또한 이자율이 높으며, 정작 저소득층에 대한 혜택이 폐지되다는 문제점을 지적하는 의견도 있다. 다만, 기존 대출제도는 무상지원을 받더라도 연간 500만 원 이상을 추가로 대출받아 재학 중 이자를 갚아야 했기 때문에 학생들의 부담이 컸으나 이 제도는 “가정형편이 어려운 대학생들은 생활자금까지 무이자로 대출받을 수 있어 실질적인 서민복지 효과를 거둘 수 있다”라고 옹호하는 의견도 있다.
또한 대선 후보시절에는 '등록금 반 값 공약'을 내세웠으나 이를 조용히 없던 일로 하고 후불제를 도입한 것에 대해 허위공약이라는 비판과 함께 대학생들이 삭발시위를 하거나, 이명박을 고발 하고,  민주당은 '대국민 사기극'으로 규정하여 규탄하기도 하였다. 2011년 한나라당 단독으로 처리된 예산안에서는 취업후 학자금 대출 예산을 비롯하여 등록금, 장학금 예산도 대폭 삭감되어 비판이 제기되기도 했다. 구체적으로는 취업후 학자금 상환제(대출) 예산은 3015억원에서 1117억원으로 줄었고, 학자금 대출 이자율을 낮출 수 있는 한국장학재단 출연금 1300억원도 전액 삭감되었다. 또한 대졸 미취업자에 대한 학자금 이자 지원사업이 폐지되고, 취업후 상환제를 이용하는 학생들에게 군 복무중 이자를 면제해주는 방안도 무산됐다. 차상위 계층 대학생 장학금도 2학기부터 폐지하기로 했으며, 예산도 65%가 줄었다. 결국 민주당이 등록금 반값 공약을 당론으로 채택했으며, 이명박이 공약으로 제시한게 부매랑으로 되돌아왔다는 지적이 제기됐다.

### 한국근·현대사 교과서 불법 수정 논란
뉴라이트 계열의 단체인 교과서포럼이 금성출판사 판 한국근·현대사 교과서에 대하여 좌편향이라고 지적하며, 대한민국의 정통성과 식민지근대화론을 통해 일제강점기 시대의 역사를 일부 긍정적으로 서술한 대안교과서를 출간하였다. 이명박 정부는 이에 “교과서 수정 문제는 좌편향을 우편향으로 시정하는 것이 아니라 좌도 우도 동의하는 가운데 정상화하겠다는 것”이라고 밝히며 금성출판사의 한국근·현대사 교과서에 대해 수정 명령을 내렸다. 이에 대해 일부 역사학자들은 정부가 학문과 교육의 관점이 아니라 정치운동 관점으로 교과서와 역사교육 문제에 접근한다며 비판하고 있으며, 정권 입맛에 맞는 수정 선례를 남길 수 있다고 지적한다. 이후 김한종을 비롯한 저자들이 수정 명령을 취소하라는 행정소송을 제기하였고 법원은 2010년 9월 2일 교과부의 수정명령은 위법하므로 취소한다는 판결을 내렸다. 2011년 6월에는 고교 역사 교과서에서 근현대사 비중을 대폭 축소하는 개정안을 발표했다. 고등학교 '한국사' 교과서에서 80%에 이르렀던 근현대사 비중을 50% 수준으로 낮추는 것이었다. 이에 대해 역사가들은 부정적인 반응을 보였다. 한철호 동국대 역사교육과 교수는 "일제 이후 역사가 부담스러워 현대사를 간략히 하자는 보수 진영의 의도가 반영된 것이 아니겠냐"며 "역사에서 현대사 영역이 매우 중요함에도 현대사를 제대로 배우지 않았던 권위주의 시대의 국사 체제로 퇴행하는 것"이라고 말했다. 졸속으로 개정이 진행되는 것에 대한 지적도 있다. 현재 사용중인 역사 교과서는 3년동안 역사학계의 토론 끝에 이루어진 개정이었지만, 이번에 개정안을 내놓은 국사편찬위는 3월 15일 대학교수와 초중고 교사들 21명으로 역사 교육과정 개발 정책연구위원회를 발족해 3개월 만에 개정안을 내놓았다. 주진오 상명대 사학과 교수는 "학계의 의견을 제대로 듣는 과정도 없이 밀어붙이기 식으로 진행되고 있다"고 비판했다.

### 영어 공교육 강화
이명박 정부는 인수위 시절부터 영어교육을 강조해왔다. 그의 영어에 대한 집착은 영어 공용어를 추진한데서 잘 드러난다. 특히 이경숙 인수위원장은 그에 대한 강한 동조적 입장을 취했으며 "영어 하나만은 우리나라 국민들이 고등학교만 나와도 생활영어 못하는 사람이 없게 만들자."라고 말하는 등 영어 몰입교육에 대한 집념을 나타낸 바 있다. 또한 그 와중에 "전과목을 영어로 수업하겠다"고 말했다가 여론의 큰 비판을 받아 철회한 바 있다.
대한민국 교육과학기술부는 공교육 체계에서 영어교육 강화 대책으로 국가영어능력평가시험 도입과 영어수업 확대 계획을 내놓았다. 여당인 한나라당은 지지 입장을 밝히고 있으며, 이주호 교육과학기술부 제1차관은 “일상생활에 영어가 자주 활용되고 대다수 국민들이 영어로 말할 수 있는 나라가 될 수 있다”고 말한다.
이에 대해 반대론자들은 이런 영어 몰입 교육은 결국 사교육 몰입을 부추길 것이라며 부정적 입장을 견지하고 있다. 또한, 영어 수업시간 확대가 영어 실력의 향상으로 연결된다는 과학적 근거가 전혀 없기 때문에 자칫 막대한 예산만 낭비할 수 있다는 지적이다.

### 불온서적 지정 논란
2008년 7월 31일 국방부는 23권에 대해 불온서적으로 지정하였다. 하지만 이중에는 30만부 이상 팔리며 대한민국 학술원의 '우수 학술 도서'로 선정되기까지 한 나쁜 사마리아인들을 비롯해 대학 교양수업 교재로도 활용되는 '북한의 우리식 문화'와 세계적인 석학으로 꼽히는 노엄 촘스키의 서적도 포함되어 있었다. 이에 대해 출판계와 학계는 크게 반발하며 법적 대응에 들어가기도 하였으며, 인권위는 "국방부는 불온서적 지정을 재검토해야 한다"고 밝히기도 하였다. 하지만 이에 대한 관심이 증폭되어 일부 도서들은 오히려 판매량이 폭주하기도 하였다. 이에 대해 '불온도서 지정은 장병들의 기본권을 침해 하는 것'이라며 헌법소원을 제기한 군 법무관 7명중 2명에 대해 국방부는 파면 등 중징계를 내렸으며, 이러한 중징계에 반발하여 군법무관 출신 법조인 50명은 "'불온서적' 지정에 대해 헌법소원을 제기한 군법무관을 파면하는 등 중징계한 것은 부당하다"며 탄원서를 제출하기도 하였다. 노엄 촘스키의 책 등은 불온서적으로 지정하면서도 "6·15 공동선언과 10·4합의는 '요컨대 빨갱이들끼리 만나 대한민국을 조선로동당에게 팔아넘기자는 수작에 불과하지 않은가?'". "만악의 근원인 김대중을 처단하자"등의 내용이 담긴 극우 성향의 서적인 월간지 '한국논단' 등은 군내 반입을 허용한 것으로 드러나 형평성 논란을 빚기도 하였다.
2010년 5월 4일 표현의 자유 실태를 조사하기 위해 한국을 공식 방문한 프랭크 라 뤼 UN 특별보고관은 국방부의 불온서적 지정에 대해 "그렇게 장병들을 믿을 수 없는가. 국가안보는 민주주의에서 싹트는 것인데 금서를 지정하는 것은 민주주의를 약화시키는 일"이라고 말했다.

### 전교조 해임 논란
이명박정부의 교육과학기술부는 전교조에 대해 수차례 징계를 내리며 대립해왔다. 2009년 6월에는 1만7000명에 대해 파면, 해임 등 무더기 징계를 내렸다. 교과부는 "전교조의 시국선언은 국가공무원법의 집단행위 금지 조항과 교원노조법의 정치 활동 금지 조항을 어긴 것"이라고 밝혔지만, 전교조는 표현의 자유를 억압하는 것이라며 반발했다. 2009년 7월에도 시국선언을 한 교사 15명에 대해서 징계를 내렸고, 2010년 5월 23일에는 전교조 134명에 대해 파면과 해임 등의 중징계를 내렸다. 이들 중 상당수는 민주노동당 등에 가입하여 후원을 한 것으로 밝혀지면서 교과부는 '교사의 정치적 중립'을 이유로 징계하였다고 밝혔으나 정작 한나라당을 후원한 교사들에 대해서는 징계는 물론 어떠한 수사조차 하지 않아 형평성 논란이 불거지기도 했다. 한국을 방문한 프랭크 라 뤼 유엔 특별 보고관은 "정치적 중립의 원칙에 기초하더라도 교사 등 공무원에게 근무시간 외에 정치 의사를 표현할 자유는 보장되어야 한다"며 전교조의 징계에 대해 우려를 표명했고, 국제 엠네스티도 "공무원과 교사의 정치활동을 제한하는 법이 과도해 정치 참여 및 결사의 자유, 그리고 표현의 자유를 침해하고 있다"고 지적했다. 또한 이러한 무더기 징계를 내린 것에 대해 한나라당 남경필의원조차 "형이 확정되지 않은 상태에서 예단해서 파면해임 한 것이 과도했다는 주장에 납득이 된다"고 우려를 표명했다. 성추행, 성희롱 등 4대 교원 비리에 대한 징계는 대부분 정직이나, 감봉 등의 경징계를 받는데도 불구하고 2년 전에 민주노동당에 2만원을 후원했다는 이유로 해임을 하는 등 무더기 파면, 해임하는 징계의 수위가 적절하지 못하다는 지적이 나왔다.

### 대학수학능력시험정책 일부 수정
이명박 정부하에서는 이전 참여정부에서 2008학년도 대학수학능력시험에서 실시한 수능 등급제가 폐지되었다. 정권 초기에는 대학수학능력시험의 난이도를 올렸으나 사교육을 조장한다는 의혹이 거세지자 2012학년도 대학수학능력시험부터 언수외 만점자 1% 정책을 시행하여 수능의 전반적인 난이도를 낮추는 정책을 취했다. 하지만 만점자 1% 정책은 대부분의 시험에서 1% 수치를 맞추는데 실패하였고 이에 대한 비판으로 박근혜 정부에서 폐지되었다. 그리고 학생들의 학습 부담을 완화시킨다는 명분으로 탐구 영역 응시 과목 수를 4개에서 2개로 줄였다. 하지만 결과적으로 학생들이 2과목에만 집중하게 되면서 난이도가 올라가 학습 부담은 줄지 않았다는 비판이 많았다.

### 새로운 교육관을 제안
이명박 정부하에서는 입시 위주의 교육관을 대처하자는 제안이 있었다. 하지만 제5공화국의 교육관의 부활을 우려하는 의견이 있다.

### 교육과정 개편의 이념편향성 논란
2011년 8월, 교과부는 2009개정 교육과정에 따른 역사교과 교육과정을 발표하면서 당초 최종안에 있던 "4ㆍ19혁명 이후 현재에 이르기까지 전개된 민주주의의 발전을 설명한다"는 문구 등에서 "민주주의"를 모두 "자유민주주의"로 바꾸었다. 원래 새 역사교육과정 개정 고시 과정은 자문기구인 "역사교육과정 개발 추진위원회"와 연구 실무진인 "역사교육과정 개발 정책 연구위원회"의 자문을 받고 공청회를 거쳐 이루어진다. 이러한 절차를 밟아 교과부의 교육과정심의회까지 통과한 안(案)을 교과부가 갑자기 일방적으로 변경한 것이다. 교과부의 일방적인 변경에 대해 자문기구인 역사교육과정개발추진위원회 위원 9명은 "교과부가 논의 없이 일방적으로 내용을 바꿨다"며 집단 사퇴하는 등 반발이 이어지고 있다. 적법 절차를 거쳐 성립된 안을 교과부가 갑자기 폐기한 것은 2011년 5월에 창립된 뉴라이트 성향의 단체인 한국현대사학회가 "자유민주주의"로 해야 한다고 주장해서 이를 수용한 것이었다.
교과부가 법적 자문기구를 통해 결정한 것을 뉴라이트 단체의 의견을 받아들여 일방적으로 뒤집은 것에 대해 학계로부터 많은 비판이 제기되고 있다. 우리 헌법에는 "자유민주주의"라는 단어는 없고 "자유민주적 기본 질서"라는 표현이 존재하지만 이는 정치체제로서의 "자유민주주의"를 의미하는 것이 아니라 나치즘이나 전체주의 등을 막아야 한다는 의미를 담고 있다는 게 헌법학계의 대체적 시각이라는 것이다. 임지봉 서강대 (법학) 교수는 “우리나라 헌법에서 말하는 민주주의는 자유민주주의, 사회민주주의 등을 모두 포괄하는 넓은 범위의 민주주의이기 때문에 자유민주주의만 강조한 것은 헌법 정신에 맞지 않는다”고 말했다. 실제로 우리 헌법은 119조 2항을 비롯해 사회민주적 성격을 담은 조항들도 다수 포함하고 있다. 박병섭 상지대 (법학) 교수는 “‘자유민주주의’라는 개념은 냉전시대에 ‘공산주의는 자유롭지 못하고 우리는 자유롭다’고 선전할 때나 사용됐던, 이제는 세계적으로도 폐기된 개념”이라고 지적했다. 이러한 이유 때문에 교과부의 조치에 대해 교육계에서는 교육과정 개편 문제를 이념투쟁 문제로 변질시키고 있다는 목소리가 나오고 있다.

## 사회·복지
복지 지표로서 ‘능동적 복지’를 위한 ‘평생 복지기반 마련’, ‘예방 맞춤 통합형 복지’, ‘창조적 광역발전과 실질적 지방분권’, ‘법과 원칙이 준수되는 신뢰사회 구현’ 등을 제시하고 있다.

### 세종특별자치시
이명박은 대선 후보 시절부터 세종시 원안 추진을 거듭 강조해왔다.  하지만 취임이후부터 세종시 수정안 이야기가 나오면서 반발이 일던 가운데 정운찬이 새롭게 국무총리에 취임하면서 이명박 정부는 참여정부에서부터 추진되었던 행정중심복합도시 계획을 수정, 축소하는 구상을 밝혔다. 하지만 야당과 충청도민들은 강력히 반발하면서 허위공약에 대한 비판과 함께 원안추진을 요구하고 있다.
2010년 1월 11일, 정운찬 국무총리는 세종시 수정안을 발표했다. 수정안에 따르면 당초의 방안인 ‘행정중심복합도시’가 아닌 기업 및 교육을 위주로 하는 ‘교육과학중심도시’로 추진된다. 하지만 자유선진당을 비롯한 야당 및 여당 내의 이른바 친박계가 원안추진을 요구하면서 여당 내 계파간 갈등이 커지며 한나라당의 분당 가능성이 나오기도 하였다.
또한 사업이 겹치는 비충청권 지역에서도 반발하는 등의 현상이 발생하고 있다. 정부는 이러한 반발을 잠재우기 위해 일당 3만원을 주고 고용한 사람 500여명을 동원해 세종시 홍보에 이용하여 여론조작을 한다는 비판을 받기도 하였다.
‘행정중심복합도시’가 아닌 ‘교육과학중심도시’로의 수정안에 대해 국민의 찬성률은 51.3%였으나, 수정안의 내용에 대해서는 충실하지 않다가 39.1%를 기록하고 있다.
이렇게 공약과 다른 세종시 수정 축소 방안이 나온 후 6.2 지방선거에서 한나라당은 충청도지사를 배출하지 못하는 등 패배하였으며, 이회창 자유선진당 대표는 "행정중심복합도시(세종시)를 수정 추진하려는 것은 4대강 사업에 돈을 퍼붓기 위한 것"이라며 비판했다.

### 종교차별 논란
2008년 8월 27일부터 서울도심과 전국 주요사찰에서 정부의 종교 편향을 규탄하는 불교계의 대규모 법회가 일어나면서 종교차별 논란이 일어나기도 하였다. 발단은 어청수 전(前) 경찰청 청장이 경찰 복음화를 기치로 내건 기도회 포스터에 한 저명 목사와 함께 등장한 일 때문이다. 이명박 대통령은 9월 9일 “불교계가 마음이 상하게 된 것을 심히 유감스럽게 생각한다”고 말하며 어청수 전 경찰청 청장의 방문사과를 지시했으며, 정부에서는 교육 공무원들을 대상으로 하는 표준 교육 과정에도 종교편향을 배제토록 하는 내용을 추가하기로 한다고 밝혔다. 특히 정부 차원에서 종교차별금지법을 추진해 통과되기도 하였다. 이에 대해 범불교 측은 이전보다 성의있는 자세라고 평가하면서도 불교계의 뜻을 좀 더 성의를 갖고 수용해야 한다고 지적했다. 이후 2010년 12월 13일 대한민국 불교 최대 종파인 조계종은 이명박 정부와 여당이 불교 관련 '템플스테이' 예산을 63억원 삭감한 것, 그리고 4대강 예산 강행 처리를 언급하며 "정부 여당에 대해 소통 기대를 접겠다"라며 이명박 정부의 종교 편향과, 시장주의 논리에 대해서 강하게 비판했다. 이후에도 종교편향 논란은 지속됐다. 결국 12월 22일 조계종을 비롯한 불교 3000여개 사찰은 전국에서 동시에 집회를 갖고 이명박 정부의 종교 편향에 대해 규탄했다.

### 복지예산 삭감 논란
장애아 무상보육 지원금, 보육시설 확충비용, 장애인 차량 지원비, 기초수급생활자 의료비지원, 실직가정 생활안정자금대부사업, 결식아동급식 한시적 지원금 등을 수억원에서 수백억원까지 일부 또는 전액 삭감한 것으로 드러났다. 또한 참여연대 등에서는 정부의 저소득층 무상장학금 폐지 및 생활비 지원대상을 수능 등급에 따라 제한한 것을 두고 비판하고 있다. 2010년 12월 처리된 새해 예산안에서는 영유아 예방접종 예산도 전액 삭감되었으며, 방학중 결식아동 예산과, 장애인 연금 인상분도 전액 또는 일부가 삭감되었다. 결식아동 급식지원은 지방정부의 사업이므로 지원할 수 없으나 경제위기 여파와 열악한 지자체 재정자립도 등을 감안, 2009∼10회계연도에 예산을 긴급 편성해 지원해왔다. 그러나 2011년 예산에서 이 부분 예산이 전액 삭감되었다. 정부는 지방정부로 이양된 사업이라 지원할 수 없다는 입장이다. 대신 정부는 “관련 예산을 국고에서 보조할 수 있도록 법령을 정비하고 예산을 지원하는 방안을 마련해야 한다”는 야당 의원들 의견을 받아들였으나 관련법 정비 일정 등을 감안하면 빨라야 2012년에나 지원이 가능할 전망이다. 교육청에서 지원하는 결식아동 69만명중 지자체가 지원하는 급식지원자는 27만명으로 40만명가량은 굶게 되는 것이라는 지적이 제기되었다. 이 외에도 노인 일자리 예산, 사회적 일자리 창출 지원금, 저소득층 에너지 보조금, 실직가정 대부 사업비, 장애인 차량 지원비, 저소득층 의료 지원비, 노인 요양시설 확충 비용 등을 비롯하여 수십여가지의 예산이 삭감되었다. 특히 태안 기름유출 사건으로 인해 태안 주민들의 암 발생률이 급격이 늘어남에 따라 태안주민들의 건강검진 예산이 예정되어 있었으나 이것도 삭감되었다. 자유선진당 변웅전 의원은 이명박의 친형인 이상득의 지역구 포항의 과메기 지원 예산이 대폭 증가한 것에 비유하며 "태안기름 피해민들은 포항의 과메기만도 못한 취급을 받고 있다"고 비판했다. 현재 대한민국내 사립 보육시설은 꾸준히 증가한데 비해 국립 보육시설은 지난 5년간 전혀 증가하지 않았는데, 이러한 국립 보육시설을 늘리기 위한 예산안이 58.1%가 삭감되었다.
민주노동당 곽정숙의원은 "이명박정부와 한나라당은 결국, 아이들의 필수예방접종 예산까지 빼앗아 4대강 보 건설에 쏟아 붙고 있다"고 비판했다. 그러나 정부는 복지예산이 증가했다고 주장했다. 재정부 설명에 따르면 국회 심의단계에서 취약계층 지원 등에 2160억원이 추가 증액됐고, 불요불급한 것으로 판단된 예산 946억원이 줄어들어 결과적으로 순 증가액은 1214억원에 이른다. 복지 분야 예산 증가율은 6.3%로 총지출 증가율인 5.5%보다 높으며, 총지출 대비 복지비중도 28.0%로 역대 최고 수준이라고 밝혔다. 소 심의관은 "국회 복지위가 증액을 의결한 사업이 단지 예결위에서 미반영된 것만 갖고  '삭감됐다'고 하는 것은 오해를 불러일으킬 소지가 있다"며 "국회의 예산 삭감 여부는 본회의에서 확정된 최종 예산을 정부안과 비교해 증감 여부를 판단하는 것이 맞다"고 설명했다. 결식아동 급식지원예산의 경우 비장정부로 넘긴 사업이기 때문에 3105억원의 예산이 편성돼 있음에도 마치 예산 자체가 날아가 버린 것처럼 오해한 것이고, 경로당 난방비는 2010년 411억원보다 늘어난 436억원이 지원되었는데 일반회계로 218억원이 지원되고 나머지는 지자체에서 지원키로 하면서 감액이라는 오해가 빚어진 것이라고 밝혔다. 정부는 2011년도 확정된 복지 예산 총액은 모두 86조3926억원으로 2010년의 81조2464억원보다 5조1462억원이 늘어났다는 것이다. 그러나 정부가 주장한 복지 예산이 잘못되었다는 지적이 제기됐다. 민주당은 "복지 예산 증가액 5조248억원 중 노인장기요양보험, 기초노령연금, 국민연금 등 공적연금 대상자 확대에 따른 자연증가분 2조2000여억원과 기초생활급여 2195억여원 등 법정 의무지출에 따른 증가분 6848억원은 제외돼야 한다"며 "주택관련지출 1조3000여억원 중에서도 취약계층 임대주택 지원금은 미미하고 강남이나 신도시에 조성, 분양하는 보금자리주택 등의 예산이어서 복지예산으로 분류할 수 없다"며 "복지예산의 실제 증가분은 8049억원에 불과하다"고 주장하여 복지예산에 대한 거짓 홍보 논란이 벌어지기도 했다.
정부는 86조4000억원 작년 81조2000억원 대비 6.3% 증가한 것으로, 올해 총지출 대비 복지예산 비중(28.0%)으로 역대 최고 수준이며 GDP 대비 복지지출 비중(7.0%)으로도 최고 수준이라고 밝혔다. 특히 복지예산 특성상 법적 의무지출 사업은 핵심사업에 해당하므로 의무지출 비중이 높다고 해서 복지정책이 부실하다고 할 수 없다며 노후소득을 보장하는 공적연금, 무주택 서민의 내집 마련을 위한 보금자리주택 건설 등을 제외하고 복지예산을 논하는 것은 부적절하다고 지적했다. 또 의무지출 사업이라 하더라도 올해 예산에는 자연증가분만 반영된 것이 아니라 지원대상과 수준을 확대하는 등 정책적 의지가 반영돼 있다고 밝혔다. 실례로 무상보육 지원대상은 작년의 경우 전체 가정의 50%였지만 올해는 70%까지 확대하고 장애인 장기요양서비스도 신규로 도입되며 기초생활보장 최저생계비도 5.6% 인상됐다는 것이다.
국공립 어린이집 확충 예산 삭감 지적에 대해서는 현재 보육시설은 이용아동보다 시설이 많은 초과공급 상태로 이용율이 79.3%(아동현원/정원)에 불과한 상황에서 국공립 보육시설을 추가 공급할 경우 민간 보육시장이 위축될 우려가 있다고 밝혔다.
태안지역 암검진 예산 미반영 주장에 대해서는 태안주민 암검진 예산은 3억원이 포함돼 있으며, 나머지 11억원은 태안군 보건의료원 시설장비 확충(8억5000만원), 일반적인 환경피해 건강관리 및 교육훈련(2억5000만원) 예산이라고 설명했다. 또한 의료급여를 받는 기초생활수급자 및 건강보험가입자 중 소득하위 50%에 해당할 경우 암검진 비용을 100% 지원하고 있다고 설명했다.

### 사회통합위원회
이명박 정부는 계층과 이념, 지역, 세대간의 갈등을 해소하기 위해 대통령 직속 ‘사회통합위원회’를 출범시켰다. 여기에는 참여정부 시절 국무총리를 역임했던 고건을 비롯한 인사들이 참여했다. 위원회의 출범에 대해 기대를 거는 의견이 있는가 하면, 이 위원회의 성향이 보수 성향으로 기울었다는 지적이 있고, 과연 실효성 있는 대안을 내놓을 수 있을지에 대한 우려가 있다.

### 민주주의, 인권 후퇴 논란
이명박 정부는 경제 성장 등 실용주의적 정책에 중점을 둔 것과는 대조적으로 인권, 민주주의 정책에 대해서는 후퇴했다는 평가가 지배적이다. 특히 정권초기인 2008년부터 2009년까지 전국의 대학교수들과 시민단체 수십여개에서 시국선언이 줄을 잇기도 했다.

#### 국제사면위원회 조사
2008년 7월 앰네스티의 노마 강 무이코 조사관이 방한하여 대한민국의 인권에 대해 조사한 결과 대한민국의 인권이 전반적으로 후퇴했다고 평가했다. 특히 2008년 촛불집회에서 물대포, 소화기 등을 사용한 진압을 지적하며 "집회가 평화적으로 진행됐지만 경찰의 강경진압에 문제가 있었으며, 인권침해 요소를 발견했다"고 밝혔다. 2009년 11월, 엠네스티 사무총장도 2008년 촛불집회와, 용산 참사 등의 예를 들어 대한민국의 인권 후퇴에 대한 문제를 지적했다.

#### 국제 연합 조사
2010년 5월, 대한민국의 표현의 자유 침해를 조사하기 위해 UN 특별조사관 프랑크 라 뤼가 방한하였다. 이 과정에서 국정원이 프랑크 라 뤼를 미행하여 프랑크 라 뤼가 한국 정부에 항의 하는 등 물의를 빚기도 했다. 라 뤼를 미행하여 압박한 나라로는 군사정권 하에서 20만명의 양민들을 학살한 과테말라가 있다. 라 뤼는 5월 17일 ‘한국 표현의 자유 실태 조사결과’기자회견에서 "촛불집회 이후 지난 2년간 한국에서 표현의 자유를 제약하는 일들이 많아졌다"고 말했다. 5월 30일에 있었던 조사결과 최종 발표 기자회견에서 그는 "1987년 이래 인권분야에서 상당한 진전을 보인 한국에서 지난 2년 동안 전반적인 인권과 특히 표현의 자유에 대한 권리가 축소돼왔음을 우려한다."며 "집회 시위의 자유, 공영방송의 독립성, 한국 공무원들의 의사표현, 선거와 인터넷 상의 의사 표현, 국가의 개인에 대한 명예훼손 소송 등의 문제에 대해 대한민국 정부의 개선을 권고했다. 또한 네티즌들에 대한 무리한 기소들과 언론인, 시위자들에 대한 체포, 교사들의 정치활동 금지로 인한 표현의 자유 위축 등을 지적했다. 중앙선거관리위원회에 대해서도 "6.2 동시지방선거를 앞두고 4대강 사업, 무상급식 등 일부 쟁점에 대한 표현의 자유를 억압하는 것은 잘못"이라고 지적했다. 실제로 이명박 정부 들어서 현행 신고제인 집회가 원천 금지되는 경우가 훨씬 많아진 것으로 드러났다. 2011년 2월에 발표된 유엔 보고서 초안은 “2008년 촛불시위 이후 한국에서 표현의 자유 영역이 줄어들고 있으며 정부의 입장과 일치하지 않는 견해를 밝힌 개인들을 국제법에 부합하지 않는 국내 법규에 근거해 기소·처벌하는 사례가 점점 늘고 있다”고 지적했다. 또한 이 보고서는 △명예훼손과 인터넷상 의사와 표현의 자유 △선거전 의사·표현의 자유 △집회의 자유 △국가안보를 이유로 하는 의사·표현의 자유 제한 △공무원의 의사·표현의 자유권 등 8개 분야에서 한국의 인권 상황에 우려를 표시하거나 개선을 권고했으며 표현의 자유를 제약하는 대표적 사례로 박원순 변호사에 대한 국가의 손해배상 청구 소송과 인터넷 논객 ‘미네르바’ 사건을 꼽았다.

#### 전국교직원조합 관련
2010년 6월 전교조의 집회를 경찰이 막았지만 전교조는 "최근 몇년간 전교조가 집회에서 폭력을 행사한 적이 없는데도 경찰이 전교조 탄압에 대한 비판여론 확산을 막기 위해 집회를 막는 것"이라며 소송을 제기해 법원은 전교조의 집회를 허용한다는 판결을 내리기도 했다.

#### 국가인권위원회 관련
국가인권위원회의 파행도 잇따랐다. 사건의 발단은 이명박 정부 출범 이후로 행정안전부와, 감사원 등의 조사에 의해 국가인권위원회 축소 정책이 추진된 이후였다. 이러한 조직의 축소는 독립적으로 운영되던 인권위를 대통령 소속으로 만들려다가 실패에 부딪힌 대가에 따른 것이라는 주장이 제기되기도 했다. 2008년 말 조직을 축소하여 효율성을 높이라는 감사원의 감사 결과가 있었으며, 행정안전부가 인권위의 정원을 208명에서 164명으로 줄이도록 조치했다. 이에 대해 인권위는 표적감사라며 반발하며 인권위에서 점거농성을 벌인바 있다. 이후 취임한 현병철이 인권위 축소에 대한 찬성 의견과, "인권위가 행정부에 소속된다"는 인권위의 독립성을 저해하는 발언이 구설수에 올라 인권위의 파행이 더욱 깊어졌다. 이로 인해 인권위 상임위원 61명이 동반사퇴하며 현병철의 사퇴를 요구하기도 했다. 사퇴한 위원 중에는 한나라당이 추천한 사람도 포함되어 있었다. 현병철은 이 외에도 인권위에 의한 수상자 선정이나, 각종 정책에서 이명박 정부의 입맛에만 맞는 정책을 시행한다며 비판을 받아왔다. 인권위는 행정부와 독립된 기관이지만 인권위원장의 임명권이 대통령에게 있어 현병철로 인한 인권위 파행에 대해 이명박이 적극적인 조치를 취해야 한다는 지적이 제기되며 자유선진당을 비롯하여 보수성향의 시민단체들도 현병철의 사퇴를 요구하기도 했다. 법조인 330여명으로 이루어진 '현병철인권위원장사퇴를촉구하는전국법학자및변호사공동선언 준비단'도 성명을 통해 "현 위원장이 모든 문제에 일차적 책임을 지고 사퇴하는 것이 문제 해결의 첫걸음"이라고 주장했으며, 전직 인권위원 18명도 "인권위원의 자격을 '인권 문제에 지식과 경험이 있고 인권 보장 업무를 공정하고 독립적으로 수행할 수 있는 사람'으로 규정한 인권위법을 위반한 정부의 불법적 인사에 사태의 근본 책임이 있다"라며 이명박의 책임을 지적했다.
반대의 목소리도 잇따랐다. 인권위의 이러한 파행은 현 위원장과 코드가 다른 내부인권위원들의 사퇴로 이러한 사람들의 입지가 축소되는 데 위기감을 느낀 구세력의 정치적 목적에 의한 것이라는 주장도 있다. 보수 성향의 시민단체들은 "인권위가 과거의 편향된 입장에서 벗어나고 북한 인권문제 해결에 적극적으로 나서는 등 보편적 인권에 대한 균형을 찾아간다"며 긍정적인 평가를 내렸다. 탈북자 모임인 북한자유연맹은 지난 10년간 국가인권위는 좌편향 노선에 충실했고 북한인권이나 독재세습에는 철저히 외면했다면서 현병철 위원장은 좌편향을 극복하고 북한인권에 대해 기대하는 바가 크다고 밝혔다.
2011년 인권관련 예산은 늘어난 것으로 나타났다. 취약분야 인권개선 사업비는 2010년 5억6천만원에서 2011년 6억9천만원으로, 장애인 인권증진 사업비는 2010년 3억8천만원에서 2011년 5억9천만원으로 각각 늘었다. 전체 주요 사업비는 48억1천만원으로 2010년 46억원보다 2억1천만원 증가했다.

### 선진국 내수와 반대되는 고지방 낙농제품 권장 지속
고지방육 한우에 대통령상을 수여하는 것에 비판이 일어나기 시작한다.

## 정보

### 전자정부 사업
대한민국 행정안전부는 참여정부의 기존 국가 정보화 업무를 이관받아서 정보화 전략실로 개편했다. 이 과정에서 정보화 업무 순위가 밀리는 등의 현상이 발생해 이명박 정부의 정보화 사업 추진 의지에 대해 의구심이 증폭되었다. 이에 대해 행정안전부는 ‘2010년도 정부 부처별 정보화사업계획 발표회’를 통해 2009년 대비 예산을 50% 증액 및 전자정부 수출 시도 등을 통해 사업 추진 의지를 밝히고 있다.

### 모바일 활성화 계획
2013년 ‘모바일 인터넷 강국’ 도약을 목표로 이동통신 서비스 매출액 중 데이터 매출 비중을 40%로 끌어올리고, 모바일 인터넷 유효 이용자 비중도 40%를 달성할 계획이다. 방송통신위원회에서는 2009년 4월부터 WIPI 탑재 의무화를 해제하였다. 이에 따라 문화체육관광부는 2013년까지 총 1000억원을 투입해 모바일 콘텐츠를 활성화하고, 행정안전부는 정보를 비지니스 용도로 활동할 수 있도록 하며, 방송통신위원회에서는 이동통신사 중심의 폐쇄적 서비스 환경 개선에 나서는 등 부처 간의 합동 활성화 계획 발표하였다.

### 사이버 모욕죄 신설 논란
이명박 정부는 연예인 최진실 사망사건을 계기로 사이버상의 모욕행위에 대해 형법 제311조의 모욕죄와 별도로, 정보통신망법에 사이버 모욕죄 조항을 신설하는 것을 추진하였다. 하지만 야당 및 시민단체들은 “표현의 자유를 축소시키고 우리 공동체의 민주주의를 뒤에서 잡아 당기는 악역을 맡을 것”이라며 반대하여 논란이 가열되었다.

### 언론 정책
이명박 정부는 민영미디어렙 도입과 방송광고 경쟁체제 도입을 추진하는 등 미디어 관련 산업을 육성하는 방향으로 정책을 추진하고 있다. 이에 대해 전국언론노동조합은 재벌, 족벌언론의 직접적인 방송 장악화가 우려된다며 집회를 열어 반대 시위를 하기도 했으며 특히 언론인 시국선언 전국대회가 열리기도 하였다.
2009년 10월 29일에는 이른바 미디어법 처리와 관련해 대한민국 헌법재판소의 “가결·선포 유효” 판결이 있은 후, 대한민국 방송통신위원회는 방송법 시행령 일부 개정안을 의결하고, 신규방송사업 정책 TF팀을 만드는 등의 활동을 보이고 있다. 하지만 끊임없이 야당과 시민단체의 거센반발을 받고 있으며, 전국언론노동조합 등도 “방송법 밀어붙이기를 즉각 중단하라”면서 비판했다. 이 외에도 무죄 판결과, 해임 무효 판결을 받은 정연주 KBS 사장을 불법적으로 해임한 사건이나, YTN 사장 낙하산 논란, MBC 사장 낙하산 논란 등 친정부 인사를 언론, 방송사 사장으로 앉혀 언론장악 논란이 일며 노조간의 충돌이 일기도 했다. 방송장악 논란은 주로 시사프로그램에서 많이 나타났다.
결국 이러한 사장들이 임명된 이후 시민단체의 분석 내용과 언론의 보도에 따르면 친정부 인사가 사장으로 임명된 이후 방송사들의 보도 내용이 눈에 띄게 친정부화 성향으로 바뀌고 뉴스와 시사 프로그램의 내용도 보수화된 것으로 나타났다. 또한 천안함 사건이나, 4대강 사업처럼 이명박 정부에 부담이 되는 내용들을 다룬 시사 프로그램들이 줄줄이 방송 취소 또는 보류되거나, 방송이 되더라도 관계자가 중징계를 받는 등 언론장악 논란과 함께 권력의 비판기피증에 대한 지적도 제기되고 있다. 2011년 7월에는 일제고사를 거부한 교사들을 인터뷰했다는 이유로 방송통신위원회가 MBC 라디오 《박혜진이 만난 사람》에 대한 징계를 내린 사안 등은 반발을 불러왔다. 주요한 비판은 '일제고사를 거부한 교사에 대한 징계가 부당하다는 대법원 판결이 있었기 때문에 해당 교사의 출연은 문제가 없었다'는 지적이다. 2011년 6월에는 트위터 사용자 @2MB18nomA에 대해 방통위가 차단 조치를 내리면서 또 다시 표현의 자유 탄압 논란이 불거졌다. 이에 반발한 누리꾼들은 비슷한 아이디를 대량으로 만들기도 했으나, 방통위는 비슷한 아이디를 모두 차단했다. 또한 방통위는 2011년 5월 25일 방송된 MBC 라디오 《손에 잡히는 경제 홍기빈입니다》 5월 28일 방송된 KBS 1라디오 《박경철의 경제포커스》에 대해서도 유성기업 파업사태와 관련해 출연자가 노조에 유리한 발언을 해 "공정성"을 해쳤다며 각각 행정제재인 "권고" 조치를 내렸다. 이처럼 기계적 중립을 요구하며 제재 조치를 내린 것에 대해 언론노조는 BBC의 사례를 예로 들며 반발했다. 2002년 BBC는 《전쟁에 반대하는 목소리》에서 당시 영국 블레어 총리와 미국 부시 대통령이 이라크 전쟁을 한창 준비하고 있던 시기에 방송됐다. 이 방송에는 예비역 소장, 전직 CIA 요원, 중동지역 전직 대사 등 이라크 전쟁에 반대하는 7명의 목소리만 방송하였으나 어떠한 제재도 받지 않았다고 지적하며 기계적 중립은 공정한게 아니라고 지적했다. 이러한 논란 끝에 2011년 미국의 국제 인권 단체인 '프리덤하우스'가 선정한 각국의 언론자유도에서 대한민국은 '언론 자유국'에서 2011년 '부분적 자유국'으로 하향 조정됐다. 프리덤하우스는 언론자유를 하향 조정한 것에 대해 '정부의 검열 강화', '언론에 대한 정부 영향력의 확대' 등을 그 이유로 들었다. 프리덤하우스는 또 "최근 몇 년간 온라인상에서 친북 또는 반정부 시각의 글이 삭제되는 일이 증가했다"며 "보수적 정부가 대형 방송사의 경영에 직접 개입, 이명박 대통령의 측근들이 언론인의 반대에도 불구하고 미디어 기업의 주요한 자리들을 차지했다"고 지적했다. 2009년 프랑스 파리에 본부를 둔 '국경없는기자회(RSF)도 대한민국의 언론 자유 순위를 2008년 47위보다 22단계 하락한 69위로 선정했다. 국경없는기자회는 MBC 《피디수첩》제작 PD들에 대한 기소와 인터넷 논객 박대성(미네르바)에 대한 기소 등의 언론 탄압의 사례를 꼽으며 "한국의 검찰과 경찰이 더 이상 언론보도를 문제 삼아 언론인을 체포하는 데 주저하지 않고 있다"고 말했다. MBC 앵커를 지낸 신경민은 "참여정부가 언론 불만 해결을 주로 중재와 민사소송에 의지했다면 새 정부는 검찰을 주로 동원했다"고 지적했다.

#### 언론노조 총파업
전국언론노동조합은 2008년 12월 26일 서울 여의도에서 MBC·SBS·YTN 본부 등 조합원 2000여명이 모인 가운데 미디어법 반대를 중심으로한 이른바 ‘7대 언론악법 저지를 위한 총파업 출정식’을 열고 “한나라당이 추진 중인 언론관련 개악법안을 철회하라”고 정부·여당에 요구했다.
PD수첩의 광우병 보도 등으로 인해 MBC와 이명박 정권이 대립을 하고있는 가운데 2010년 5월, MBC 노조원들에 대한 무더기 징계가 내려졌다. 한 MBC 노조원은 "청와대가 우리 MBC 문제를 지속적으로 컨트롤 하고 있다는 정황을 알고 있다. 선거 전에 이미 청와대가 해고 사실을 알았고, MBC 사측이 함구한 상황에서 그쪽에서 징계 소식이 먼저 흘러나온 것이다."라며 청와대측의 MBC 경영과 징계에 대한 개입 의혹을 제기했다.
2010년 12월 16일에는 조선일보와 중앙일보를 비롯하여 각종 경제지에 정부에 돈을 주고 칼럼 등의 기고문을 요구했다는 비판이 제기됐다. 기획재정부 FTA 대책반이 교수 등 전문가들에게 기고문을 쓰게 하고 일정 원고료를 지불했다는 것이다. 이러한 사례는 농림수산식품부, 보건복지부, 환경부 등에서 광범위하게 이루어졌다. 이들은 홍보비용으로 정부로부터 3천만원부터 5천만원까지 받은 것으로 드러났다. 이러한 행위는 "언론사와 언론인은 취재, 보도, 평론, 편집에 관련하여 이해당사자로부터 금품, 향응, 무료여행초대, 취재여행의 경비, 제품 및 상품권, 고가의 기념품 등 경제적 이익을 받아서는 안된다"는 신문윤리실천강령을 위반한 것이며 도의적으로도 비판받았다.
이러한 논란 끝에 2010년 8월 이명박 정부의 언론 정책에 대해서 기자들에 설문조사를 한 결과 83.8%의 기자들이 "언론정책을 잘 못하고 있다"고 답변했다.

#### 종편 논란
2010년 12월 31일에는 방송통신위원회에 의해 조선일보, 중앙일보, 동아일보, 매일경제가 종합편성채널 사업자로, 연합뉴스가 보도 전문 채널 사업자로 선정되었다. 종편채널 선정 논란은 2008년 있었던 미디어법 논란과 이어지는 것으로 정치적 성향에 따라 의견이 극명하게 엇갈렸다. 2011년 1월 5일 여론조사기관 리서치플러스가 조사한 바에 의하면 조중동 방송이 여론 다양성을 해칠것이라고 답변한 사람은 55.2%에 달해 여론 다양성을 해치지 않을것이라 답변한 사람 29.5%보다 두배 가까이 많았다. 또한 조중동매경 방송 사업자 선정에 대해서도 45.8%가 부적절했다고 답변하여 '적절'했다고 답변한 27.3%보다 많았다. 55.6%는 정치적 문제가 고려되었다고 답변했으며, 64.2%는 신문사의 성향이 반영되 여론 왜곡이 발생할 것이라고 답변했다. 특히 이들 언론사들은 종편채널 사업을 선점하기 위해 입맛에 맞는 기사를 써왔다는 비판과 함께 친재벌 보수 편향 보도를 우려하는 목소리가 나오기도 했다. 김평호 단국대학교 언론영상학부 교수는 " 수구기득권 세력을 위한 축소·은폐·왜곡·과장의 저널리즘, 그리고 그 연장선상에서의 시사나 교양, 토론 프로그램, 그리고 시청자들을 빨리 사로잡기 위한 상업적 상상력에 기초한 드라마나 온갖 종류의 오락 프로그램이 나올 것"이라며 우려를 표시했다. 정부가 제시한 종편선정의 가장 큰 이유중 하나인 여론 다양성에 대해서도 문제제기가 이어졌다. 기존의 언론 시장에서도 조중동이 대부분의 여론을 장악하고 있는 상황에서 이들이 방송시장에까지 진출한다면 여론의 다양성이 아닌 여론의 획일성만 강화된다는 것이다.
민주당을 비롯한 야당들은 미디어법 개정의 목적이 드러났다는 평가와 함께 여론독과점에 대한 우려를 제기했다. 야당들은 미디어법 개정 논란때부터 조중동 방송법이라며 우려를 제기해왔으며, 실제로 이명박 정부가 조중동에 종편을 선물할 것이라는 소문이 나돌았다고 한다. 특히 종편성정위원장에 있는 이병기 교수가 박근혜의 측근중 한명으로 싱크탱크 위원에 있기 때문에 종편사업자가 선정되는 과정에서 중립성이 훼손될 수 있다 우려가 나오기도 했다. MBC는 논평에서  "거대 족벌신문과 재벌의 목소리로 가득한 편향적인 채널의 수만 늘어났다고 한탄하는 목소리가 더 높은 것 같다"고 지적했다. 또한 이미 포화상태에 이른 방송시장에 무려 4개 채널의 사업자를 선정하면서 과열경쟁에 대한 우려도 제기되고 있다. 이러한 과열 경쟁은 방송시장의 확대가 아닌, 자극적인 방송으로 인한 전반적인 질적 하락이 예상된다는 것이다. 2011년 1월, 대한민국의 언론 관련학과 교수 26명을 상대로 설문조사한 결과 23명이 "종편 사업자가 너무 많다"고 지적했다. 종편 사업자 선정도 긍정적 3명, 보통 4명, 부정적 8명, 매우 부정적 11명으로 부정적 평가가 매우 우세했다. 이들중 18명은 '보수편향의 불공정 보도가 심화될 것'이라고 답변했다. 방송 콘텐츠의 질에 미칠 영향에서도 14명이 부정적이란 답변을 하기도 했다. 정부가 강조한 방송시장 확대도 2010년 기준으로 지상파 방송들의 광고 완판률이 60%에 그치고 있어 방송시장에서 더 이상의 성장은 지속하기 어렵다는게 중론이다. 실제로 종편 사업자로 선정된 조선일보 계열사 디지틀 조선은 주가가 8% 이상 하락했으며, 종편 선정에 탈락한 태광은 오히려 0.32%오르는 등 '승자의 저주'라는 말이 나오기도 했다. 이렇게 어려운 상황을 아는 조중동은 한결같이 '종편 신규 사업자에 대해 정부의 지원이 있어야 한다'고 주장했으나 한나라당 지지자들도 64%가 '정부의 지원에 반대'한다고 답변하기도 했다. 과도한 방송 경쟁으로 인해 기존 사업자들까지 모두 패자가 되는것 아니냐는 전망도 나왔다. 실제로 종편사업자 선정 이후 한국경제TV와, SBS, YTN의 주가가 하락했다. 이러한 신방겸영은 선진국들과는 다른 추세라는 지적이다. 신문 방송에 대한 규제가 적은 미국에서조차 여론 독과점을 우려하여 상원에서 부결된 안건이다. 최진봉 미국 텍사스주립대 저널리즘스쿨 교수는 "미국내 언론 학자들도 거대 미디어 그룹이 언론을 장악해 편파적이고 보수적인 여론형성이 이뤄지고 있다고 비판하고 있는데 여당이 이를 선진 언론이라 소개하면서 배우겠다고 하는 것은 잘못된 것을 따라하겠다는 것"이라고 비판했다. 그는 이어 "재벌의 언론사 소유와 거대 신문사들의 방송사 진출은 한번 허용하면 되돌릴 수 없다"라며 반대 입장을 분명히 했다. 이어 "거대 미디어 그룹이 미국 전체 언론 시장의 약 90%를 장악하게 되면서 언론계 종사자 수가 감소했다"라며 일자리 창출에 대한 역효과에 대한 우려도 제기했다. 그러나 전문가들은 신방 겸영과 대기업 방송 진출 허용으로 미디어에 신규 자본이 유입되고 이를 통해 미디어 산업의 발전과 일자리 창출이 가능하다고 보고 있다. 실제로 미국의 신방겸영에 대한 규정은 AM, FM, TV 모두 전파 도달 범위 내에서 발행되는 신문과 교차 소유할 수 없도록 돼 있다. 또한 LA에 있는 신문이 뉴욕이나 워싱턴의 방송을 소유, 경영할 수는 있고 서울에 있는 신문이 부산이나 광주의 방송을 운영하는 식의 규제가 있으며 이들 DMA 내에서의 신방 겸영은 전면 금지되는 것이라는 것이다. 경제협력개발기구(OECD) 30개국 중 한국만 유일하게 갖고 있던 신문과 방송 겸영의 원천 금지 조항을 폐지함으로써 글로벌 미디어 추세에 발을 맞추게 됐다는 주장도 제기되었다.  대한민국내 언론학자들과 현업 언론인들에 대해 신방겸영에 대한 의견을 조사한 결과 언론학자들의 65%, 언론종사 현업인 78%가 신방겸영에 반대한다고 밝혀 언론계에서도 반대 목소리가 우세했다. 특히 종합편성채널 진출에 대해서도 언론인의 70.8%, 언론학자의 58%가 반대입장을 밝혀 반발이 많았다. 프랑스나 영국처럼 시장점유율이 일정 정도 이상인 신문은 방송 겸영을 금지하는 조치에 대해 언론인의 76.6%, 언론학자의 71%가 동의했다. OECD 국가들은 모두 신방겸영으로 인한 여론 독과점에 대한 규제가 있지만 대한민국의 신방겸영은 신문 시장 점유율 30% 이상인 언론사만 진출하지 못하도록 되어 있으나, 대한민국에는 30% 점유율을 가진 신문사가 없어 이러한 규제가 유명무실해 오히려 '조중동의 방송 진출을 위한 제도'라는 비판을 받았다. 또한 종편 사업자 선정 과정에서 비계량 부문인  ‘공적책임·공정성·공익성의 실현계획’ ‘시청자 권익 실현방안’ ‘방송프로그램 기획·편성, 수급, 제작협력 계획’ ‘경영의 투명성·효율성’ ‘방송발전 기여계획’ ‘콘텐츠 산업 육성·지원계획’등에서 조중동은 나란히 모두 3위 안에 들어 가장 높은 점수를 받았다. 하지만 계량화가 가능한 부문에선 조중동이 낮은 점수를 받은부문도 있었으나, 배점 비율 자체가 낮아 사실상 당락을 결정하지 못한 것으로 들어났다. 또한 심사위원들도 방송 전문가는 14명중 2명에 불과해 전문성 여부에 대한 논란도 일었다. 이처럼 종편 사업자 선정 과정에서 여러 가지 우려와, 의혹이 나오던 가운데 방통위에 의한 종편 사업자 선정 과정이 투명하지 못했고, 특정 언론에 특혜를 준 것 아니냐는 논란이 일어 시민단체는 국민의 알권리를 위해 선정과정에서의 자료를 공개해달라고 청구했다. 이러던중 2011년 3월 8일 종편의 경제적 가치를 계산하여 보고서를 작성한 정보통신정책연구원이 "종편의 경제적 가치가 과장돼서 작성됐다"라고 보도한 MBC에 대해서 정정보도 청구소송을 냈으나, 법원은 "MBC의 보도가 허위라고 볼 수 없다"며 과장된 부분을 인정하며 원고 패소판결하기도 했다.
장점에 대한 목소리도 나왔다. 시청자는 기존 지상파 외에 4개의 지상파와 유사한 방송사들로 인해 채널 선택권이 높아진다는 장점이 있다는 것이다. 숙명여대 언론정보학부 도준호 교수는 31일 오전 YTN에 출연해 “시청자는 종편을 통해 선택권이 증가되는 긍정적인 측면이 있다”며 “’슈퍼스타K’처럼 지상파에서 편성할 수 없었던 프로그램들, 지상파와 차별화된 고급 콘텐츠를 기대할 수 있다”고 분석했다. 종편 사업자를 4개씩이나 선정한 것에 대해 도준호 교수는 “정부는 우선적으로 우리나라 유료방송 시장을 활성화 하려는 측면이 컸다”며 “국내 유료방송이 왜곡되어 시청률 자체가 굉장히 낮아 방송 프로그램을 만들어내는 사업자들은 제대로 콘텐츠에 대한 값을 못 받았다. 그래서 자체제작보단 기존 방송의 프로그램을 사와서 방송하는 경우가 많았다”고 현재의 유료방송 시장의 문제점을 꼬집었다. “새로운 방송사업자가 들어오며 정말 유료방송에 걸맞은 프리미엄 콘텐츠를 제공할 수 있을 것”이라 기대하는 정부의 입장을 설명했다.
박천일 숙명여대 교수는 "소비자 입장에서 보면 원하는 콘텐츠를 원하는 시간에 볼 수 있는 소비자 선택권이 굉장히 넓어집니다"고 평했고 최성진 서울과학기술대 교수는 외주제작사를 우대하는 환경이 되어 지상파의 독점에서 초래된 공급자 위주의 콘텐츠 유통구조는 시청자 위주로 바뀌며 지상파의 횡포에 시달려 온 외주제작사가 제대로 대접을 받는 계기도 마련한다고 평했다.
글로벌 진출의 문이 열린다는 주장도 제기됐다. 세계 1위 미디어그룹인 타임워너는 jTBC에 주요 주주로 참여하며, 매경이 만드는 MBS에는 일본 니혼게이자이신문사그룹과 영국 피어슨 그룹이 주주로 참여한다. 조선일보의 CSTV는 엔터테인먼트 채널인 MTV, 일본 민방인 TBS와 제휴했다. 서강대 신문방송학과 현대원 교수는 “독립제작사 여건이 개선되고 시청자의 채널 선택권이 확대될 것”이라고 했다. 지상파 독과점이 깨지면서도 경쟁 구도가 만들어질 것이라는 전망도 있다. 인천대 신방과 반현 교수는 “아직 종편이 출범하지 않았는데도 벌써 지상파 방송들이 변화를 꾀하고 있다”고 말했다. 종편 채널의 등장으로 방송 시장에서 건전한 경쟁이 벌어지면 국내에서도 글로벌 미디어그룹이 성장할 수 있는 토대를 마련할 수 있다. 하주용 인하대 언론정보학과 교수는 “종편 선정을 계기로 방송시장에 자본력을 확충하고 프로그램 제작 기반을 확대해 장기적으로 글로벌 미디어기업을 키우는 동력으로 활용할 수 있다”고 말했다. 중앙일보는 1964년 개국한 대한민국내 최초의 민영방송 TBC(동양방송)가 1980년 신군부의 언론통폐합 조치로 문을 닫은 예를 들며 "종편은 신군부가 신문과 방송을 함께 경영할 수 없도록 한 이후 30년만에 신문 방송 겸영 시대가 열렸음을 의미한다"고 분석했다.

### IT 정책
이명박은 취임 초기부터 "디지털 정보화시대에는 일자리를 만들 수 없으며, 빈부격차를 줄일 수 없다’고 말하는 등 IT 분야에 대한 부정적인 인식을 드러내왔다. 그러나 이러한 인식들과 맞물려 정보통신부를 폐지하고 각종 IT 업무들을 문화관광부, 지식경제부, 방송통신위원회 등으로 분산시킨 결과 IT 경쟁력이 2007년 3위에서 2009년 16위까지 떨어지기도 하였다. 이러한 경쟁력 하락에 대한 문제가 불거지던 가운데 최시중을 중심으로 정보통신부 부활에 대한 논란이 불거지기도 하였으나 청와대는 정보통신부의 부활은 없을 것이라며 논란의 종지부를 찍었다. 정보통신부 폐지로 인해 IT 산업 경쟁력이 떨어졌다는 지적이 많았으며, 이러한 문제는 아이폰 출시로 인해 상징적으로 드러났다는 분석이다. 안철수는 "IT컨트롤타워가 없는 지난 MB정부 3년간 우리 IT산업은 예전보다 뒷걸음질쳤다"라고 지적했다.

## 환경
‘저탄소 녹색성장’을 제시하여 2008년 후반기부터 이를 위한 계획 수립 및 실천에 중점을 두고있다. 9월 9일에는 ‘녹색성장포럼’이 출범하였고, 10월 11일에는 ‘그린 스타트 네트워크’가 구성되었다. 환경 단체들은 녹색성장 포럼에 참여를 권유받았으나 “녹색성장비젼이 공표 뒤에도 원전 확대, 재개발·재건축 활성화 발표가 이어지는 것을 보면 떨어져 나간 민심을 끌여들이고, 새로운 성장주의를 포장하기 위한 것으로 볼 수밖에 없다”며 참여하지 않았다.

### 온실가스 감축
2009년 11월 17일, 이명박 정부는 국무회의에서 온실가스 2020년 대비 30% 감축 등 구체적인 목표를 내걸었다. 이명박 대통령은 이를 ‘역사적인 국무회의’라고 평가하면서, “글로벌 인식을 제고한다는 점에서 선진국형 발상의 전환”이라고 평가했다. 12월 21일, 지식경제부는 2010년도 대통령 업무보고에서 ‘2020 온실가스 감축 마스터플랜’을 수립해 정부 목표를 달성하겠다는 청사진을 내놓았다.
하지만 산업계는 “수출경쟁력 약화가 우려”되며, “정부가 발표한 감축 목표 시나리오 가운데 가장 낮은 수준인 2020년까지 배출량(전망치) 21% 감축도 달성하기 힘든 목표”라고 밝혔으며, 특히 중소기업에 큰 부담이 될 것이라고 전망했다. 그러나 온실가스 감축은 인류의 생존을 위해 어쩔 수 없이 치러야 할 비용이며 선택이 아닌 필수라는 지적이다.

### 저탄소 녹색성장
이명박 정부는 환경과 경제의 선순환 구조를 통해 양자의 시너지를 극대화하고 이를 새로운 동력으로 삼아 녹색뉴딜 정책 9대 핵심과제를 마련하였다. 특히 ‘숲 가꾸기 사업’을 통해 산림의 탄소흡수 능력도 대폭 확대하고, 산림 분야 녹색 뉴딜 사업을 통해 총 20만개의 일자리를 창출할 것으로 기대하고 있다고 전망했다. 또한 저탄소 녹색성장 박람회 개최, 지방자치단체의 구체적 실천 등이 진행되고 있다.
2010년 1월 13일, 이명박 대통령은 ‘저탄소 녹색성장 기본법’ 제정·공포 서명식을 갖고 “대한민국이 국제사회에서 녹색성장 선도국이 될 수 있는 강력한 법적·제도적 기반이 마련됐다”라고 의미를 부여했다.
이에 대해 모든 국가 시책과 정책을 ‘녹색으로 포장’하였지만 실상은 국회에서 통과된 4대강 정비 사업 비용 약 5000억 원을 포함하여 30조 원 가까운 슈퍼 추경의 대부분이 저탄소와 직접적인 관련이 없다는 것만 보아도 현 정권의 녹색 의지를 의심하지 않을 수 없는 비판이 일고 있다. 이러한 저탄소 녹생성장정책은 대내외에서 호평을 얻고 있다. 독일 녹색당 대표는 대한민국의 저탄소 녹색성장 정책을 거론하면서 한국의 저탄소 녹색성장을 배워야 한다고 강조했다.

### 4대강 정비 사업
정부가 2012년까지 한강, 금강, 낙동강 및 영산강 등 4대강을 정비하는 데 22조 원을 투입하기로 했다. 4대강 정비사업이 추진하기로 하자, 대운하사업을 재기한다는 논란이 일어나, 정부는 대운하사업과는 차이가 있다며 논란을 일축했다.
2009년 11월 22일, 영산강에서 착공된 4대강 정비사업에 이명박 대통령이 참석하면서 본격적으로 시작되었다. 하지만 환경단체들은 “수질이 나빠지고 생태계가 파괴될 것”이라면서 반대입장을 밝히고 있다.
2010년 예산안에 포함된 4대강 정비 사업을 둘러싸고 여야간에 대립이 치열한 상태이다. 또한, 일부 농민들도 생존권 투쟁을 벌이며 반발하고 있다.
그러나 실제 4대강사업이 시행에 관해서 <매일신문>이 1028명을 대상으로 대구, 경북 지역에서 조사한 결과엔 찬성 51.5%, 반대 36.4%로 나타났다.
한편, 4대강 정비사업이 이명박 대통령의 대선공약이었던 한반도 대운하와 유사하다는 지적이 있다. 한반도 대운하 추진 사업은 이명박 대통령의 특별기자회견에서 “대운하 사업도 국민이 반대하면 추진하지 않을 것”을 밝혔고, 국토해양부의 대운하 준비단도 해제되었으며 이에 따라 지방자치단체들의 사업 추진도 수정되는 등의 조치가 취해졌다. 하지만 4대강 정비사업이 추진됨에 따라 대운하를 쉽게 건설할 수 있는 사전 작업이 아니냐는 지적도 있으며, 대운하 사업단이 4대강 추진팀으로 재편성 되는 등의 의혹 등이 있었다.
또한 4대강 사업 이전에 나왔던 한반도 대운하 공약을 내세웠을 때는 민자유치를 하여 국민의 세금이 전혀 들어가지 않는다는 점을 강조하였으나, 4대강 사업으로 바뀌면서 22조원가량의 세금이 투입되는 데 대한 비판도 존재한다. 4대강 준설로 장마 태풍의 우려가 줄었다는 평가도 있다. 홍수위가 남한강 여주교-남한강교 구간(12.3 km)에서는 0.66~1.23m, 낙동강 구미보 11.4 km 상류 지점에서는 최고 1.7m까지 낮아진 것으로 조사되었고,
국토해양부 4대강 살리기 추진본부의 조사에 따르면 4대강 주요지점의 수질(BOD·생물학적 산소요구량)을 분석한 결과 지난해 같은 달에 비해 최고 2.8배 개선되었다.
낙동강변에서 조선시대 제방과 고려시대 건물터등 문화재가 발굴된 점도 수확이다.
비닐하우스와 농약, 비료, 쓰레기 등으로 뒤덮였던 낙동강 둔치 길이 5.5 km, 면적 1.41 km2의 자연생태계를 복원했다. 생태학습장과 야구장 2곳, 테니스장 10곳 등 각종 체육시설 31곳과 자전거도로 등이 들어선 주민의 쉼터도 등장했다.

### GCF 사무국 유치
선진국이 개발도상국의 온실 가스 감축과 기후 변화 적응을 지원하기 위해 UN 기후 변화 협약을 중심으로 만든 국제 금융 기구인 녹색 기후 기금(Green Climate Fund)의 사무국을 2012년 10월 22일 인천광역시 송도국제도시에 유치를 성공했다.

## 개각

### 이명박 정부 제1기 내각(조각 및 보각)
2008년 1월 말 국무총리에 한승수 전 외교부 장관을 지명하였다.
2008년 2월 18일 조각 명단을 발표했다. 그러나, 인선 직후 국무위원 후보자들에 대해 각종 의혹이 제기되었고, 결국 '재산 과다'로 논란이 된 남주홍, 이춘호, 박은경 후보자가 사퇴하였다.
2008년 2월 29일 이명박 대통령은 한승수 국무총리 및 국회 청문 절차가 완료된 12명의 각료 후보자에 대해서 임명하였다. 김성이 보건복지부 장관의 경우 야당이 강력하게 반발하였지만 임명을 강행하였다.
2008년 2월 말 여성부 장관에 변도윤이 내정되었다.
2008년 3월 2일 통일부 장관에 김하중 주중 대사가, 환경부 장관에 이만의 전 환경부 차관이 내정되었다.
2008년 3월 13일 김하중, 이만의가 임명됨에 따라 조각이 완료되었다.

### 이명박 정부 제2기 내각(제1차 개각)
2008년 6월 미국산 쇠고기 수입 사태가 발생하면서 정부에 대한 지지도가 급락하였다. 이로 인하여 국정 쇄신을 목적으로 정부 출범 이후 첫 개각이 단행되었다. 이명박 대통령은 쇠고기 파동이 어느정도 마무리된 7월 7일 쇠고기 사태의 주무부처인 농림수산식품부 장관, 취임 이후에도 각종 의혹이 제기된 김성이 보건복지부 장관 등 3개 부처 장관이 경질하는 소폭의 개각을 단행하였다.
이 개각으로 내정된 장관 내정자들은 쇠고기 파동으로 인하여 야당이 장외 투쟁에 돌입하여 국회의 원 구성이 이뤄지지 못함에 따라 국회가 기일 내에 인사청문회를 하지 못함에 따라 인사청문회를 받지 아니하고 임명되었다.

### 이명박 정부 제3기 내각(제2차 개각)
2009년 1월 초 정부 출범 2년차를 맞아 새로운 진용을 갖춰야 한다는 요구가 있었다. 특히 2008년 미국발 금융위기 대처 과정에서 논란을 빚은 강만수 장관에 대한 야당의 경질 요구가 높았다. 이명박 대통령은 1월 19일 강만수 기획재정부 장관, 김하중 통일부 장관을 경질하였고, 후임 기획재정부 장관에는 윤증현 전 금융감독위원회 위원장을, 통일부 장관에는 현인택 교수를 지명하였다.  또한, 김성호 국가정보원장을 경질하였고 후임에 원세훈 행정안전부 장관을 이동하여 배치하였다. 후임 행정안전부 장관에는 이달곤 한나라당 전국구 의원을 내정하였다.

### 이명박 정부 제4기 내각(제3차 개각)
2009년 9월 3일 이명박 대통령은 국무총리와 6개 부처 장관을 교체하는 개각을 단행하였다. 국무총리에는 이명박 정부를 비판해 온 정운찬이 전격 발탁되었다. 법무부장관에는 이귀남 법무부 차관이, 노동부장관에는 임태희 한나라당 의원이 내정되었다., 특히 정부조직법의 2008년 개정 이후 신설된 특임장관을 처음으로 임명하였는데, 주호영이 내정되었다.

#### 보각
2010년 3월 지방선거 출마를 위해 이달곤 행정안전부 장관이 사퇴하였고, 후임에 맹형규 대통령 정무수석이 내정되었다.

### 이명박 정부 제5기 내각(제4차 개각)
2010년 8월 8일 이명박 정부는 국무총리와 장관 9명을 포함한 인사 개각을 단행했다. 차기 국무총리로는 김태호, 교육과학기술부 이주호, 문화관광부 신재민, 농림식품수산부 유정복, 지식경제부 이재훈, 보건복지부 진수희, 고용노동부 박재완, 특임장관 이재오, 총리실장 임채민, 중앙노동위원장 정종수, 국세청장 이현동, 법제처장 정선태, 경찰청장 조현오 등이 내정되었다. 이중에서 가장 논란이 된 인물은 김태호, 신재민, 조현오이다. 김태호는 박연차로부터 돈을 받았는지 여부를 수사받은바 있다. 김태호측은 무혐의로 결론난 사안이기 때문에 문제 없다는 입장이지만, 홍준표조차 "비리 혐의에 연루된 사람은 자격이 없다"고 비판하기도 했다. 민주당 박기춘의원도 "STX 엔진 등 군에 장비를 납품하면서 납품 가격을 조작해 157억 원 정도의 부당 이익을 올린 과정에도 연루되었다는 의혹이 제기됐다"며 관련 의혹을 제기했다. 참여정부 시절과, 이명박 정부 시절의 오락가락하는 대북정책도 문제로 제기되고 있다. 신재민은 자녀의 진학을 앞두고 무려 9차례나 주소지를 옮기며 위장전입을 해왔던 사실이 밝혀지면서 8월 14일 이에대한 사과를 하기도 했다. 또한 신재민의 부인이 복합휴양촌 건설 등 개발 호재로 땅값이 크게 오른 경기 양평군 일대의 땅을 소유하고 있다가 장관 후보자로 발표되기 20여 일 전에 되판 것으로 드러나면서 부동산 투기 의혹도 불거졌다. 이에 대해 민주당 박지원 원내대표는 "이명박 정부에선 위장전입, 부동산투기, 병역기피 등 3대 필수과목을 세 가지 다 이수하면 대통령 되고, 한 두가지 하면 장관 되는 것이냐"며 지적하기도 했다. 가장 문제가 불거지는 후보는 경찰청장 지명자 조현오이다. 조현오는 "노무현이 뛰어내리기 바로 전날 거액의 차명계좌가 발견됐다. 10만원짜리 수표가, 거액의 차명계좌가 발견이 됐다. 당시 특검 이야기가 나와서 특검을 하려고 하니까 권양숙 여사가 민주당에 이야기해 특검을 못하게 했다. 그거 해봐야 드러나게 될 것이니까(자살한 것)"이라고 말해 파문이 일었다. 노무현 측근인 한명숙과, 노무현 재단 등은 조현오의 발언에 반발하며 즉각 파면을 요구했다. 후에 노무현 수사를 지휘했던 홍만표 전 수사기획관은 "조현오의 발언은 사실무근"이라고 밝혔다. 또한 조현오는 천안함 침몰 사고로 인해 사망한 피해자의 유가족들이 오열하는 것에 대해 "동물처럼 울부짖는다. 그런 모습은 국격에 어울리지 않는다"라며 비하를 하여 물의를 빚기도 했다. 이에 대해 천안함 유가족 모임은 "희생자 46인의 묘 앞에서 무릎꿇라"며 조현오에 대해 사과를 촉구했다. 동아일보는 <조현오씨 경찰청장 자격 없다>는 제목의 사설에서 " 두 가지 실언(失言)만으로도 15만 경찰을 지휘할 총수로서 자격미달이다."라며 조현오의 자진 사퇴를 촉구했다.
이렇게 논란이 되던 가운데 김태호는 탈세, 불법대출, 신재민은 위장전입, 부동산 투기, 이재훈은 부동산 투기, 논문 중복게재 논란 등의 비판이 거세져 이들은 8월 29일 자진 사퇴하였다. 이중에 김태호는 그동안 여러 정치인들에게 뇌물을 건넨 혐의로 유죄 선고를 받은 박연차를 만나지 않았다는 진술도 거짓말로 드러나 여론이 악화됐고, 민주당 또한 사퇴를 하지 않으면 더 큰 사건을 폭로하겠다고 한 것도 김태호가 사퇴한 주요 원인으로 꼽힌다. 한나라당은 김태호에 대한 여론이 안좋아져 당의 지지율이 하락할 것을 걱정하던 가운데 김태호의 사퇴를 내심 반기는 분위기인 동시에 공직후보자 부실 검증에 대해 비판하며 청와대의 관련 인사권자들의 문책도 촉구했다. 민주당은 정국 주도권을 잡을 수 있다는 분위기에 고무되었으며 "국민을 위해 잘 한 결정"이라는 반응을 보였다. 조선일보는 칼럼을 통해 "총리·장관 후보자 3명이 한꺼번에 사퇴하고, 곧이어 외교부 장관이 스캔들로 물러나는 일이 다른 나라에서 벌어졌다면 십중팔구 '정권의 위기'라는 말이 나왔을 것이다."라고 지적하며 사안의 중대함을 지적했다.

#### 보각
2010년 8월 말 유명환 외교통상부 장관이 자녀의 외교부 특채 논란으로 인하여 경질되었다.
9월 중순 김황식이 국무총리에 내정되었다.
10월 김성환이 외교부 장관에 내정되었다.

### 이명박 정부 제6기 내각(제5차 개각)
이명박은 새해를 맞아 12월 31일 장관급 6명과 차관급 2명, 대통령실 수석 및 비서관 10명에 대한 인사를 단행했다. 감사원장에 정동기 전 대통령실 민정수석, 문화체육부장관에 정병국 국회 문화체육관광방송통신위원장을 내정했다. 지식경제부 장관에는 최중경 대통령실 경제수석, 공정거래위원장에는 김동수 수출입은행장, 금융위원장에는 김석동 전 재경부 1차관, 국민권익위원장에는 김영란 전 대법관이 내정됐다. 박형준 전 정무수석과 이동관 전 홍보수석이 각각 상근 대통령 사회특보와 언론특보로 복귀했다. 이들중 상당수는 청와대에서 장, 차관급으로 이동하여 이전부터 지적되던 회전문 인사를 반복하는 것이라는 지적이 제기되기도 했다. 임명된 사람들에 대한 도덕성 문제도 지적됐다. 가장 논란이 된 후보자는 정동기 감사원장 후보로 대통령직 인수위원회에 참여한 뒤 법률회사(로펌) 쪽에서 한 달에 1억 원 씩, 7개월 간 모두 7억 원의 급여를 받았다는 사실이 드러나면서 전관예우를 받았다는 비판여론이 제기됐다. 정동기는 또한 이명박의 BBK 수사와, 국무총리실의 민간인 사찰 사건에도 개입되어 있다는 의혹이 제기되어온 인물이다. 정동기는 1981년부터 1995년까지 15년 동안 서울 강남, 마포, 경기도 과천, 대구 수성 등에서 모두 9차례에 걸쳐 전입 신고를 해왔으며 특히 1~2년 마다 서초구 반포동에서 한 번, 강남구 도곡동에서 두 번, 마포구에 세 번 전입하는 등 위장전입에 대한 의혹도 불거지고 있다. 약 200만 원의 재산세 탈루 의혹이 제기된 바 있는 최중경 지식경제부 장관 후보자의 경우에는 배우자의 부동산 투기 의혹이 6일 추가로 거론됐다. 정병국 문화체육관광부 장관 후보자의 경우에는 한 해 수천 만원에 달하는 주유비가 드러나 탈세 혹은 부적절한 의도가 있던것 아니냐는 의혹이 제기되고 있다. 특히 정병국은 자신의 지역구인 경기도 양평군 소재 특정 주유소에서 한 번에 50만~100만 원씩, 모두 1700만6000원의 주유비를 집중적으로 결재한 것으로 나타나 의혹이 증폭되고 있다. 최중경 지식경제부 장관 후보자는 재산세 탈루 의혹에 배우자의 부동산 투기 의혹까지 불거졌다. 정병국 문화체육관광부 장관 후보자는 한해 주유비가 수천만원에 이른 사실이 드러나면서 허위 영수증 처리 의혹을 받고 있다. 공직 후보자들의 반복되는 도덕성 문제에 대해 이명박이 문제의식을 느끼지 못하는 것 아니냐는 지적이 제기됐다. 일만 잘하면 된다는 식의 생각이 문제라는 것이다. 결국 전관예우를 받으며 고액의 수입을 챙겼다고 비판받는 정동기가 자진 사퇴했다. 정동기에 대해서 한나라당이 사퇴를 요구함에 따라, 당청 간에 심각한 갈등이 발생하였고, 정동기는 사퇴하였다. 민주당은 이를 계기로 인사책임자 문책을 촉구하고, 인사 시스템 개선에 대해서 요구했다. 정동기 사퇴 이후로 당정간 갈등이 심화되기 시작했는데, 이명박은 안상수를 겨냥하여 서운함을 드러내기도 했다. 한나라당과 조중동의 이러한 변화는 이명박의 레임덕 시작을 알리는 것으로 분석되고 있다. 도덕성에서 문제가 제기되었던 정병국 문화체육관광부 장관과, 최중경 지식경제부장관은 그대로 임명되었다. 역시 민주당은 정병국의 경기도 양평 부동산 투기 의혹, 지역구 문화예술 특구 유치과정에서의 외압 의혹을 들어 반대했으며, 유류비 외상 결재의혹과, 정치자금법 위반 혐의를 들며 검찰에 고발했다. 최중경은 부동산 투기와, 탈세가 있었다며 자진 사퇴를 촉구하기도 했다. 민주당은 이들의 인사청문경과 보고서 채택을 거부하였으나, 청와대는 인사청문회법에 따른 재요청 절차를 거쳐 1월 26일 임명장을 수여했다. 이명박 정부 들어서 국회 인사청문회 경과 보고서가 채택되지 않은 상태로 임명이 강행된 것은 9번째로 한국경제는 '정치 실종'이라고 비판했다. 이렇게 잦은 임명 강행으로 인해 인사청문회가 통과의례로 전락될 수 있다는 우려도 제기됐다. 윤희웅 한국사회여론연구소 조사분석실장은 "대중들의 불신 상태에서 인사를 강행한 것은 인사청문회 기능을 저하시키는 부작용을 낳을 것"이라고 지적했다.

### 이명박 정부 제7기 내각(제6차 개각)
2011년 5월 4일 이명박 대통령은 취임 이후 6번째의 내각 개편을 단행하였다. 환경부 장관, 노동부 장관등 5개 부처 장관이 교체되었다. 기획재정부 장관에는 박재완 노동부 장관이 이동하여 내정되었고, 노동부 장관에는 이채필이, 환경부 장관에는 유영숙이, 국토해양부 장관에는 권도엽 국토부 2차관이 내정되었다.

#### 보각
7월 중순, 이귀남 법무부 장관이 교체되었다. 후임에는 권재진 청와대 민정수석비서관이 내정되었다.

### 이명박 정부 제8기 내각(제7차 개각)
8월 31일 이명박 대통령은 임기 마지막 개각을 단행하였다. 보건복지부등 5개 부처의 장관이 경질되었다. 보건복지부장관에는 임채민 국무조정실장이, 여성가족부장관에는 김금래 한나라당 의원이 지명되었다.

#### 보각
9월 13일 9.13 대정전 사태로 인하여 최중경 지식경제부 장관이 사퇴하였다. 이명박 대통령은 사표 수리를 사태 수습 이후로 연기하였고, 10월 말 후임에 홍석우를 지명하였다.
2012년 2월 10일 이명박 대통령은 특임장관에 4.11총선 불출마를 선언한 고흥길을 내정하였다.

## 정책 관련 논란

### 한미 쇠고기 수입협상
2008년 4월에 열린 한미 쇠고기 협상에서, 쇠고기의 수입을 재개하고 부위 대부분을 자유롭게 수입할 수 있도록 합의되었다. 이후, 축산 농가의 피해와 광우병의 위험성에 대한 우려가 지적되어 각계 각층으로부터 논란을 불러일으켰고, 정당, 각종 언론, 전문가 등이 문제를 제기하면서 논란은 더욱 증폭되었다. 이 문제는 결국 국민들의 촛불 시위로 이어졌으며, 이명박 정부의 소통에 대한 문제제기가 시작되었다.

### 건국절 논란
2008년 8월 15일 이명박정부는 오전 9시부터 옛 중앙청 광장에서 ‘63주년 광복절 및 건국 60년 중앙경축식’을 열었으며 이명박 대통령과 함께 시청 앞 서울광장까지 행진했다. 뉴라이트전국연합 등 보수단체 회원 들도 “이승만 대통령과 건국세력이 없었다면 지금의 대한민국도 없다.”면서 “1948년 건국을 부정하는 것은 대한민국의 정통성을 부정하는 행위”라고 주장하면서 ‘건국 60주년 기념 문화제’를 열었다. 한나라당과 자유선진당 지도부도 정부가 주관한 행사에 참석했다. 하지만 민주당 등 야당은 이 행사에 불참하고, 백범 김구 선생 묘역을 참배했다. 독립유공자회, 독립운동단체에서는 “대한민국 건국은 임시정부가 수립된 1919년이며, 임시정부의 법통을 부정하는 것은 역사왜곡”이라고 비판하였고, 진보단체에서도 “헌법에 명시된 임시정부 법통 계승과 독립운동의 역사를 무시하는 처사"라며 반일집회와 광복절 기념집회를 갖고 6·15공동선언 실천을 주장하였다. 이날 ‘광복절’과 ‘건국절’을 기념하는 행사가 제각각 열렸다. 전문가들은 “분단과 분열의 역사를 치유하지 못한 우리들의 자화상”이라고 평가했다.

### 노무현전 대통령 수사·서울광장개방
2009년 5월 노무현이 서거하고 나서 그에 대한 검찰의 수사가 중립적이었는지, 원칙을 벗어난 표적수사를 한 것은 아닌지에 대한 비판이 제기되었다. 검찰은 원칙대로 수사 하였다고 밝혔으나 논란은 가라앉지 않았고, 여론조사에서도 60%가 넘는 사람들이 이명박과 검찰의 책임이라고 응답하였다. 이러한 논란속에서 이명박 정부는 광장에 사람이 모이게 되는 것에 2008년에 있었던 촛불집회처럼 대규모 집회가 될 것을 우려하여 서울광장을 경찰병력을 이용하여 폐쇄하였다. 이러한 폐쇄는 노무현 영결식 전날까지 이어졌으며 서울광장에 노무현을 추모하러 온 사람들은 이해할 수 없다는 반응을 보였다. 심지어 덕수궁에 마련해놓은 분향소를 보수단체가 기습하여 훼손한 것을 경찰이 완전철거를 하여 크게 비판되기도 하였다. 이에 대해 SBS 편상욱 앵커는 나이트라인에서“시민들 돈으로 월급 받는 경찰이 시민들이 설치한 덕수궁 분향소에서 천막을 빼앗았다. 추모 행사를 서울광장에서 열어야 한다는 여론이 70%에 달해도 경찰은 시민들 돈으로 산 버스로 광장을 봉쇄했다"며, “누구를 위해 왜 존재하는지, 실제로 경찰을 움직이는 분들은 다시 한번 생각해보길 바란다”라고 비판하기도 하였다. 강력한 항의가 빗발치자 노무현 영결식 당일날인 5월 29일에만 개방하고 또 다시 폐쇄하였다. 이처럼 광장의 개방에 극도로 민감하게 반응하는 정권에 대해 '광장 공포증'이 있다고 부르기도 하였다. 그러나 8월에 김대중의 서거때는 서울광장을 서슴없이 개방하였다는 점에서 모순된 서울광장 개방 정책에 대한 비판이 제기되기도 하였다. 또한 광장 개방에 폐쇄적이었던 서울시에 대한 비판도 제기되었으며, 서울시는 서울광장과, 광화문 광장의 사용 허가 조건을 엄격하게 바꾼 것으로 밝혀졌다. 당시 경찰이 버스를 이용해 명박산성으로 추모자들을 막은 것에 대해 2011년 7월 헌법재판소는 "국민의 행동자유권을 침해해 위헌"이라고 판결했다.
2010년 5월, 그동안 집회가 금지되었던 서울광장이 2년만에 개방되었다. 갑자기 이렇게 개방된 데 대해 유엔 의사표현의 자유 특별보고관 '프랑크 라 뤼'가 방문해서 조사하고 있기 때문이라는 지적이 제기되었다. 또한 정부는 그동안 3회 경고방송에 응하지 않으면 강제해산이나 연행에 나섰던 것과는 크게 다른 모습을 보이기도 하였다. 5월 6일 있었던 서울광장 집회에서는 50여개 시민사회단체들로 구성된 인원 1000여명이 참가했다.

### 고위직 인사 편중 논란
이명박 정부는 정권 초기부터 장, 차관급 고위직 인사들과 청와대 수석 비서관 등에서 고려대, 소망교회, 영남, 강남의 땅부자 등등 학연, 지연에 치중되도록 임명한다는 비판을 지속적으로 받아왔다. 비판이 사그라들지 않자 이명박은 이러한 문제점을 해결하기 위해 노력하였고 인사 범위도 넓혔다. 그러나 취임 2년이 지난 2010년 조선일보에서 조사한 결과 호남 출신 인사들은 줄었으며, 고려대, 대구경북 인사들이 더 많아진 것으로 드러났다. 연평도 포격 사태 이후로 12월 15일 장성급 8명에 대한 인사가 단행되었는데 육해공군 참모총장이 모두 영남 출신이며, 특히 육군참모총장으로 내정된 김상기 대장은 이명박의 동지상고 후배인데다 이명박의 출신대학인 고려대 대학원을 다닌바도 있어 편중인사 때문에 논란이 일었다. 그러나 이명박은 "군대다운 군대를 만들겠다는 의지를 반영해 국방장관이 가장 공정하게 했다"라고 거듭 강조했다. 2011년 검찰 인사에서도 중앙지검 검사장, 차장검사, 부장검사해서 간부 29명의 출신 대학을 분석한 결과 고대가 전체의 3분의 1에 가까운 8명으로 집계됐다. 출신지별로 살펴보면 TK 8명, PK 7명, 수도권 5명, 호남 5명 순으로 조사됐다. TK(대구경북)와 PK(부산경남)를 더하면 15명이나 되어 영남 출신이 절반이다.
검찰 인사에서의 고려대, 영남 편중현상은 2011년 국정감사에서도 다시 확인되었다. 2011년 10월 현재 검찰 인사권자인 권재진 법무부 장관은 대구가 고향이고, 한상대 검찰총장은 고려대를 졸업했다. 2011년 10월 4일 국회 법제사법위원회 소속 이춘석 의원(민주당)이 법무부에서 제출받은 '검사장 승진 현황'을 분석한 결과 이명박 정부 출범 이후 4년 동안 검사장 승진자 51명 중 9명인 17.6%가 고려대 출신인 것으로 조사됐다. 이는 노무현 정부 때 승진자 비율인 8.1%에 비하면 2배가량 증가한 셈이다. 대신 서울대 출신 승진자 비율은 71%에서 60.8%로 감소했고, 기타 대학 출신은 비슷한 수준을 유지했다. 출신 고교를 기준으로 한 출신 지역별 분포에서는 서울 출신이 50%에서 27.5%로 감소한 반면 대구·경북이 23.5%로 높아졌다. 2011년 8월 검찰 간부 인사에서 '검찰의 꽃'으로 불리는 서울중앙지검장(고검장급)에 최교일 전 법무부 검찰국장이 승진 임명됐다. 최 지검장은 경북 영주 출신으로 경북고와 고려대를 나왔다. 서울중앙지검장은 2009년 9월 이후 노환균 법무연수원장, 한상대 총장에 이어 고려대 출신이 계속 맡았다.

### 국가기록물 관리법개정 논란
이전까지는 정부나 대통령이 국가기록원에서 이전 정권의 기록물을 보기 위해서는 국회의 2/3 이상의 동의를 거치거나, 국가기록원장의 승인이 있어야 가능했다. 이는 기밀 문서의 누출을 막고, 정권이 이전 정권을 악용할 목적으로 열람하는 것을 방지하며, 행정업무의 투명성을 높이기 위한 취지의 규정이었다. 하지만 이명박 정부 들어서 국가 기록원장을 최측근으로 임명하여, 대통령이 국가기록원의 기록물을 마음대로 살펴볼 수 있게 되어 법의 취지가 훼손되었다는 지적과 함께 악용에 대한 우려가 제기되기도 했다. 또한 2010년 7월 국가 기록물을 쉽게 폐기할 수 있는 방안이 추진되었다. 이 개정안이 통과될 경우 사실상 모든 문서를 마음대로 폐기할 수 있기 때문에 논란이 일었다. 행정안전부는 "기록물 폐기 업무의 효율성을 높이기 위한 것"이라고 해명하였으나, 한국외대 이영학 교수는 "정부의 전자문서 비율이 98%에 이르는데 공무원이 삭제 버튼 하나만 누르면 문서를 삭제할 수 있는 권한을 부여한다는 것은 납득할 수 없는 일"이라고 지적했다. 투명사회를 위한 정보공개센터’ 전진한 사무국장도 "우리나라 문서 대부분의 보존기간이 1년 또는 3년이므로 사실상 문서 전반을 손쉽게 폐기하겠다는 위험한 발상"이라며 "개정안이 통과되면 감사원이나 검찰은 무슨 근거로 공공기관을 감사·수사하고 언론과 시민단체는 어떻게 권력을 감시할 수 있겠는가"라고 지적했다. 또한 개정안을 추진하는 과정에서 국가기록관리위원회를 소집하여 위원들의 반대표에 의해 부결되었는데도 불구하고 이를 무효화 시킨 후 개정을 강행한 절차상의 문제점도 지적됐다.

### 국회 세금 정책 논란
임태희 대통령실장은 "민주주의의 역사를 보면 국회는 국민의 세금을 덜어주려고 하고, 정부는 더 받으려고 해왔다. 지금 국회의 논란은 반대다. 이것은 정상적인 상황이 아니다"라고 비판하였다.

### 구직 정책 논란
한나라당 이한구 의원은 "이명박 정부의 일자리 예산 억원당 일자리 창출 파급효과는 2.1명에 불과하다"며 "김대중 정부의 7.4명에 비해 3분의 1 수준에도 못 미친다"라고 비판하였다.

### UAE 파병 논란
원전을 수출하는 대가로 아랍에미리트에 군을 파병한다는 논란이 있다.

### 경호 시설
전임 대통령을 위한 경호 시설을 건립하기 위해 부지매입비로 40억원의 예산을 정하였다. 정부가 신청했던 예산은 70억이었으나, 국회에서 30억이 삭감되어 40억이 통과되었다. 그러나 40억은 노무현 전 대통령의 사저 경호시설 부지 매입비용 2억 5900만원인 것과 비교해 27배에 달하는 것으로 역대 어떤 대통령보다 많은 비용이 투입되는 것에 대해 비판이 제기되었다.

## 관련 사건

### 아덴만 선원 구출
삼호주얼리호가 인도양 해역에서 해적들에게 납치되었다. 그간 매번 몸값 지불 형식으로 선원들을 구출하다 보니 선박이 피랍될 때 마다 몸값은 계속 올라갔고, 비공식 협상 기간도 길어지자 정부는 그간 협상을 통해 몸값을 지불하던 관행을 깨고 2011년 1월 21일 군사작전을 통해 구출작전(작전명 ‘아덴만 여명작전’)에 나서 총격전으로 해적을 제압하고 선박을 장악했다. 구출 작전 과정에서 해적 13명 가운데 8명은 사살되고 5명은 생포됐다.  이명박 대통령은“해적과는 타협하지 않는다는 선례를 이번에 우리가 만들어야 한다” 우리 국민의 생명과 재산을 지키는 단호한 모습을 보임으로써 같은 사건이 다시는 되풀이 되지 않아야 한다는 점을 강조했다. 정치권은 일제히 군의 노력을 치하했다. 아울러 테러와 타협하지 않는다는 국제 사회의 원칙을 재확인했다는 점을 높이 평가했다. 그러나 진보신당은  "선원 모두를 구출했다니 다행한 일"이라면서도 "선장이 총상을 입고 해적 8명이 사살되는 인명 피해가 발생한 것은 유감스러운 일"이라고 말했다. 외신들도 “대담하고도 보기 드문 이 공격이 한국에 깜짝 놀랄 성공을 안겼다” “한국 특수부대가 높은 파고를 뚫고 드라마틱한 구출 작전을 벌였다”등으로 대한민국군의 대응을 평가    했다.

### 특별채용 사건
이명박 정부 때의 국회는 정치인들의 친인척을 연쇄적으로 특별채용한 것으로 나타났다.

### C&그룹 로비 사건
이명박 정부 한나라당 의원 2명이 불법으로 C&그룹 회생을 위한 로비 활동에 연관되어 조사받았다.

## 평가
정부 출범 후 6개월 간은 전 세계적으로 석유를 비롯한 원자재 값 급등, 미국 발(發) 금융 위기를 비롯한 각국의 금융불안 등의 악재로 만족할 만한 성과를 거두지 못하였고, 물가 상승과 함께 쇠고기 수입 협상과 촛불 시위 등에서 드러난 소통의 문제는 정부에 대한 국민의 신뢰도를 하락하게 하는 원인이 되었다. 하지만 ‘친서민 정책’ 및 ‘중도 실용’ 정책을 통한 국정기조 변화를 통해 지지율 반전을 이루기도 했다.
뉴라이트의 주류세력은 70~80년대 노동 및 학생운동권이 이끌어 나가면서 이 대통령의 개혁적 색채를 보강해 줬다. 하지만 집권이후 이들은 일부 인사를 제외하고 권력에서 소외됐다. 또한 “이 정부는 철저히 특정 인맥과 학맥, 지연으로 구성돼 합리적인 보수세력을 배제했다”며 “이 대통령은 올드라이트의 아류에 불과하다”고 평가했다.
2010년 교수신문이 매년 전국의 대학교수 200여명을 대상으로 뽑는 '올해의 사자성어'에서 장두노미(藏頭露尾)가 선정되었다. 장두노미는 머리는 숨겼지만 꼬리는 숨기지 못하고 드러낸 모습을 뜻하는 말로 쫓기던 타조가 머리를 덤불 속에 처박고서 꼬리는 미처 숨기지 못한 채 쩔쩔매는 모습에서 생겨난 사자성어로써 4대강 사업 논란, 천안함 침몰, 국무총리실의 민간인 불법사찰, 영포회 논란, 한미 FTA(자유무역협정) 협상, 예산안 날치기 처리 등 많은 사건이 있었지만 그때마다 정부는 국민을 설득하고 의혹을 깨끗이 해소하려는 노력보다 오히려 진실을 감추려는 모습을 비유한 말이다. 또한 2010년 12월, 이명박 정부의 취임 3년을 맞이하여 정치권의 평가가 나왔으나 여야의 평가가 엇갈렸다. 한나라당은 공정사회’라는 화두를 던지고 이를 실현하기 위한 노력을 기울이고 있는데 대해 긍정적인 평가를 내렸다. 그러나 한나라당 정두언 의원은 "잃어버린 10년’이라고 공격해 정권을 되찾아 놓고는 더 잃어버렸다"라며 "1970년대 같은 분위기로 정치가 후퇴했다"라며 혹독한 평가를 내려 여당에서도 비판이 제기되기도 했다. 민주당 차영 대변인은 "현 정부는 민주주의와 한반도 평화 등 민주정부가 10년 동안 이뤄낸 성과를 모조리 탕진했다"라며 혹평했다. 자유선진당은 "이명박 대통령 당선 3년은 자화자찬의 3년이었고, 절차적 정당성과 의회 민주주의를 무시한 오만과 독선의 3년이었다"라고 평가했다.
2011년 8월 전문가들을 상대로 이명박정부의 공정사회 분야에 대한 여론조사를 실시했다. 그 결과 '공직자 부패고리 차단', '공정·투명한 금융시장 규율 확립', '서민 금융피해 방지·구제 강화' 부문에서는 D 학점을, '공정 경쟁질서 확립', '인사·심사의 공정성 제고', '대·중소기업 동반성장', '복지급여의 효율성 제고' 부문에서는 C학점을, '공정과세·납세', '학력차별 해소', '전관예우 관행개선', '공정한 병역의무', '균등한 교육기회 제공'은 B학점을 맞았고 A학점은 없었다.
2011년 1월 이명박 정부의 경제정책 평가를 내려달라는 여론조사 결과 A학점이 14.6%, B학점이 21.9%, C학점 22.1%, D학점 14.3%였다. F학점을 준 응답자가 27.1%로 가장 많았다.

### 지지율
쇠고기 재협상 문제, 한반도 대운하 추진 등의 논란으로 이명박 정부의 초기(출범 후 ~ 3개월) 지지율은 높지 않았다. 2008년 6월 4일 실시된 재보궐 선거에서는 여당인 한나라당이 참패하였고, 2008년 6월 초에 실시한 여론조사에서는 국정수행 지지도가 10%대를 기록하기도 하였다.
출범 후 6개월의 지지율은 베이징 올림픽 전·후로 2 ~ 30%대를 유지하다가 올림픽 이후 낮아지는 추세였으며, 같은 기간에 현직 기자를 대상으로 한 여론 조사에서의 국정수행능력 지지도는 2.7%로 낮은 지지율을 기록했다.
2009년 2월에 실시된 여론조사에서 국정수행능력 지지도는 36.7%였고, 2009년 11월에는 39.2%를 기록했다.
2010년 1월에 조사된 지지율은 51.1%를 기록하고 있는데, 이는 아랍에미리트에서의 원자력 발전소 수주 성공 등의 요인이 작용한 것으로 분석되고 있다.
2010년 실시된 역대 대통령 평가에서 이명박을 가장 뛰어난 대통령으로 꼽은 사람은 6.4%였다. 12월 4일 중앙일보에서 조사한 여론조사에 따르면 이명박 정부의 정치발전 긍정평가는 44.1%였으며, 경제발전은 47.1%의 긍정 평가를 받았다. 그러나, 남북화해 부분에서는 33.2%만이 긍정 평가를 내렸다
2010년 이후로 이명박 정부는 40%에 달하는 지지율을 기록하고 있다며 민심을 얻었다고 강조한바 있으나, 여론조사의 맹점이 민심을 반영하지 못한다는 지적도 제기됐다. 한나라당 홍준표 의원은 여론조사가 집전화 위주로 이루어지는 것을 지적하며 "우리가 지금 발표되는 여론조사는 보수층들이 한 80%이상 집 전화를 가지고 있고 좀 자유스러운 개방 마인드를 갖고 진보적인 측면의 젊은이들이나 40대들은 이미 집 전화가 없다"며 6.2 지방선거때도 지지율 우세였던 한나라당이 참패했던 과거를 지적했다.
2011년 8월 31일 서울신문이 국회의원들을 상대로 설문조사한 결과 전체 의원의 46%(56명)가 ‘이명박이 국정을 잘못 운영하고 있다’고 답했다. 이 중에서도 ‘아주 못한다’(41명)가 ‘못한다’(15명)는 의견을 앞섰다. ‘아주 못한다’고 평가한 의원 중 16명이 민주당 소속이었고, 한나라당 소속도 14명이나 됐다. ‘잘한다’(아주 잘한다 포함)는 의견은 39명(31.9%)이었다.

### 2010년 지방선거 결과
이명박 정부의 중간평가 성격이 짙은 것으로 평가되는 지방선거에서 한나라당은 패배를 하였다. 그 이유는 천안함 사건으로 인한 북풍몰이에 대한 역풍, 세종시 수정안, 4대강 사업 등에 대한 반발 등 정권심판론의 영향이 가장 컸던 것으로 분석된다. 또한 검찰을 이용하여 정치적 대립자들을 기소하여 표현의 자유가 위축되었다는 점도 꼽힌다. 그동안의 여론조사와 정 반대의 결과가 나온 것에 대해서 중앙일보는 시론을 통해 "대통령이나 정부에 반대하는 목소리는 경찰·검찰·선관위 등 권력 기관에 의해 제압당하고, 최근 방송인 김제동씨의 경우에서 보듯이 집권층의 눈에 거슬리면 하던 일에서도 쫓겨날 수 있는 억압적 상황때문에 이명박 정부에 대한 비판론자들의 목소리가 위축되었기 때문"이라고 분석하였다. 한나라당의 참패로 인해 이명박 정부의 국정 쇄신과, 각종 핵심 정책들의 재검토는 불가피하게 됐다. 한나라당의 소장파 초선 의원들은 이명박 정부에 대해 전면적인 쇄신을 하라고 요구했지만 이명박은 쇄신에 반대하는 입장을 보여 당정간 갈등을 빚게 되었다. 이러한 이명박의 태도에 대해 한국일보도 사설을 통해 "이명박 대통령의 심중에서는 민심의 분노에 대한 절박감이 느껴지지 않는다. 6ㆍ2 지방선거 결과에 대한 이 대통령의 상황인식이 너무 안이한 것 아닌가 하는 의구심을 갖지 않을 수 없다."고 지적했다.

### 다른 국가, 기관, 언론들의 평가
- 세계경제포럼(WEB)은 매년 국가경쟁력 순위를 발표하는데 이명박 정부 이전 11위였던 국가경쟁력 순위가 3년 연속 하락하여 22위를 기록했다.[657]
- 이코노미스트 인텔리전스 유닛(EIU)'이 전 세계 167개국을 대상으로 측정, 19일 공개한 '2010년 민주주의 지수'에 따르면 이명박 정부 이후 8단계 순위가 상승하여 20위를 기록했다. 2010년에는 한국은 2년 연속 평균 8점을 넘어 '완전한 민주주의(full democracy)' 국가군으로 계속 분류됐다. 아시아에서는 한국에 이어 일본이 8.08점으로 2위(세계 22위)를 차지했다.[658] 참여정부 시절에는 31위를 기록했던것과 비교해 상승했다.[659]
- 위키리크스가 공개한 문건에 일본 정부는 이명박 정부가 일본에 도움이 될 것으로 평가했다. 아키타카 사이키 일본 외무성 아시아대양주국장 MB정부에 대해 "한일 관계에 대해 전향적 시각을 가졌기 때문에 이명박 정부는 일본에 유익하다"고 말했다.[660]
- 미국의 국제인권단체인 프리덤하우스는 2011년 5월 2일 발표한 언론자유 보고서에서 대한민국을 종래의 언론자유국에서 부분적 언론자유국으로 강등해 발표했다. 국제순위는 197개 국가들 중 2010년 67위에서 2011년에는 홍콩과 함께 70위를 기록했다.[661] 프리덤하우스는 정부의 검열 강화, 언론 매체의 뉴스 및 정보 콘텐츠에 대한 정부 영향력의 확대 등을 순위강등의 이유로 들었다. 프리덤하우스는 또 "최근 몇 년간 온라인상에서 친북 또는 반정부 시각의 글이 삭제되는 일이 증가했다"며 "보수적 정부가 대형 방송사의 경영에 직접 개입, 이명박 대통령의 측근들이 언론인의 반대에도 불구하고 미디어 기업의 주요한 자리들을 차지했다"고 지적했다.[662]

### 3주년 평가
- 김무성 한나라당 원내대표는 "경제위기를 성공적으로 극복했고 G20 정상회의 개최 등으로 국격을 획기적으로 높였으며 서민 챙기기에도 주력했다"고 긍정적으로 평가한 뒤 "다만 일부 사업과 정책 추진 과정에서 효율을 중시해 반대편에 대한 설득이 부족했던 것은 아쉬운 대목"이라고 부족한 점들을 지적하였다.[663]
- 박지원 민주당 원내대표는 이명박 정부 집권 3주년을 "부채 공화국이 됐고 소통을 강조하면서도 국민 분열을 심각한 수준까지 가져갔으며 한반도에 전쟁위기를 가져오는 등 총체적 실패의 연속"이라고 비판하여 "4대강 사업 등 국민이 반대하는 사업은 재검토하고 남북교류협력 정책을 써야 한다"고 당부하였다.[663]
- 차영 민주당 대변인은 구두 논평에서 "지난 3년은 거짓말의 사상누각이 붕괴된 시간이었다"며 "이 대통령은 민주주의, 한반도 평화 등 민주정부가 10년간 이뤄낸 성과를 모조리 탕진해 버렸다"고 비판했다.[663]
- 박선영 자유선진당 대변인은 "3년의 결과는 참담했다"라고 비판하여 "오만과 독선으로 일관한 3년간 국민이 얼마나 배신감을 느꼈는지 알고 남은 기간 법치주의와 진정한 보수의 가치 함양에 노력해야 한다"고 당부하였다.[663]
- 우위영 민주노동당 대변인은 "집권 3년 만에 민심이 회복불능 상태에 빠졌고 레임덕 위기에 직면했다"라고 비판하여 "남북관계, 민생, 민주주의 등에서 전면적인 국정기조 전환 등이 이뤄져야 한다"고 당부하였다.[663]

### 4주년 평가

#### 경제적 업적에 대한 평가
이명박 대통령과 한나라당은 지난 정권 10년을 잃어버린 10년이라고 주장했으며, 특히 이명박은 경제대통령을 자처하며 집권했다. 하지만 집권 4년 간의 경제적 업적을 전문가들이 평가한 결과는 오히려 김대중, 노무현 정부에 비해 이명박 정부의 경제적 업적이 한참 못 미친다는 것이었다. 매일경제 신문이 2012년 5월 1일, 정부별로 집권기간 중 `경제업적지수` 평균을 분석한 결과 이명박 정부는 4년 평균 44.1을 기록했는데, 이는 김대중 정부가 82, 노무현 정부가 68.9를 기록한 것에 비해 한참 못 미치는 성적이다. 경제업적지수는 과거 뉴욕증권거래소가 주요 선진국의 경제적 성과를 측정하기 위해 사용했던 지표로 알려져 있는데, 분모에 경제고통지수, 즉 실업률과 인플레이션율을, 분자에 경제성장률을 대입한 다음 100을 곱해서 산출한다. 따라서 경제성장률이 높거나 실업과 인플레이션율이 낮을수록 높은 점수가 나오게 된다. 이명박 정부의 경우 성장률은 낮은 반면 물가상승률은 높았기 때문에 저조한 성적을 받은 것으로 분석되었다.
뉴욕발 서브프라임 모기지 사태가 발생하였을 때에도 국내 금융권의 경우 한국투자, 신한은행이 리먼 브라더스가 발행한 채권을 보유하여 상당한 피해액이 발생되었으나 언론에서는 대단히 짧은 단신 기사로 간단히 보도하며 피해 사실과 관련한 언론 보도가 매우 억제되었다.

#### 호감도 및 다시 뽑고 싶은 대통령 순위
2012년 5월 22일 한국미래발전연구원이 여론조사전문기관 리서치뷰에 의뢰해 이승만·박정희·전두환·노태우·김영삼·김대중·노무현·이명박 등 역대 전·현직 대통령 8명의 호감도를 조사한 결과에 따르면, 이명박 대통령은 호감도에서 8.0%의 지지율로 4위를 기록했다. 1위는 35.3%를 차지한 노무현 전 대통령이었다. 이명박 대통령이 대통령 선거에 재출마할 경우 지지 의향을 묻는 질문에 대해서는, '지지하지 않는다'는 응답자가 76.4%로 '지지한다'(17.0%)는 쪽보다 훨씬 높게 나타났다. 이명박 대통령의 직무 평가에 대해서는 '잘못한다'는 응답자가 64.6%로 '잘한다'(32.4%)를 32.2%p나 앞섰다.

## 주요 사건
| 2008년 - 대한민국 제18대 국회의원 선거 한나라당 단독 과반수 확보 압승 - 이소연을 태운 우주선 (소유스 우주선)이 기지에서 발사되었다. 그는 한국인 최초로 우주인이 되었다. - 한미 소고기 협상 타결 - 소고기 수입 반대 촛불 시위 정국. - 금강산 관광객 피격 사건으로 관광객 박왕자씨가 사망. - 2008년 베이징 하계 올림픽-대한민국 올림픽 출전 역사상 가장 많은 금메달을 획득한 대회였다. - 원정화 간첩사건 - 미국 서브 프라임 사태로 인한 세계금융위기 사태. - 대운하 및 4대강 논란 2009년 - 용산 철거민 참사 사고 - 2009년 월드 베이스볼 클래식(WBC)에서 대한민국 야구 대표팀이 준우승의 성적을 거둠. - 신종플루 범유행 사태-대한민국에서는 219명이 사망. - 노무현, 김대중 두 전직 대통령 서거 정국. - 북한, 제2차 핵실험 강행 - 7.7 Ddos 공격 사태로 대한민국의 주요 정부기관 및 포털 사이트 등의 서비스가 일시중지 되었다. - 미디어법이 국회에서 직권상정. - 쌍용자동차 평택공장에서 노조 진압 시도. - 대청해전 발발 2010년 - 대한민국 중서부 지방 폭설 사태 - 2010년 벤쿠버 동계 올림픽-한국 대표팀 역사상 최초로 김연아 선수가 여자 피겨에서 금메달 수상 및 종합 순위 5위 달성 - 천안함 피격 사건 - 나로호 2차 발사(실패) - 남아공 월드컵에서 대한민국 대표팀이 첫 원정 16강 진출을 달성하였다. - 경북 안동의 하회마을과 경주의 양동마을이 유네스코 세계문화유산으로 등재. - 경부고속철도 2단계 구간 개통 - 서울에서 제5차 G20 정상회담 개최 - 연평도 포격 사건 2011년 - 아덴만 여명 작전으로 소말리아 해적에게 피랍된 삼호 주얼리호 선원들을 해군이 구출. - 헌법재판소 「친일재산환수법」 ‘합헌’ 결정 - 강원도 평창군이 2018년 동계 올림픽 유치 성공. - 대구세계육상선수권대회 개막. - 대한민국 대규모 정전 사태 - 종합편성채널 출범 - 북한, 김정일 국방 위원장 사망 2012년 - 한.미 자유무역협정(FTA) 발효. - 서울에서 핵안보정상회의 개최. - 대한민국 제19대 국회의원 선거. - 2012년 여수 세계 박람회 개막. - 세종특별자치시 출범. - 이명박 대통령이 헌정 사상 최초로 독도 방문. - 대한민국 제18대 대통령 선거 대한민국 헌정 사상 첫 여성 대통령 탄생 - 2012 런던 올림픽-대한민국이 종합 순위 5위를 달성하였다. 2013년 - 나로호 3차 발사(성공). - 북한, 3차 핵실험 강행. - 이명박 정부 임기 종료 - 박근혜 정부 출범. |

## 같이 보기
- 대한민국의 역대 대통령
- 대한민국 제17대 대통령 선거
- 대한민국 제18대 국회의원 선거
- 제5회 전국동시지방선거
- 대한민국 제6공화국
- 이명박
- 이명박에 대한 비판
- 이명박 정부의 국무위원
- 천안함 침몰
- 북한 김정일 위원장 사망사건
- BBK 주가 조작 사건
- 민간인 사찰 사건
- 4대강 정비 사업

## 관련 서적
- 《중도 실용을 말하다 : 전문가들이 본 이명박 정부의 국정 철학》정정길 저, 랜덤하우스코리아, 2010년 9월 17일 ISBN 978-89-255-4031-3
- 《이명박 정권 대안》김영규 저, 박종철출판사, 2010년 8월 30일, ISBN 978-89-85022-53-8
- 《대통령의 시간 2008~2013》이명박 저, 알에이치코리아, 2015년 2월 2일, ISBN ISBN 9788925555102
- 《비밀해제》, 동아일보사 특별취재팀, 동아일보사, 2014년 6월 5일, ISBN ISBN 9791185711065
- 《MB의 비용》,유종일, 박창근, 박동천, 이철희, 정세현, 최상재 외, 지식협동조합 좋은나라 편, 알마, 2015년 2월 3일, ISBN ISBN 9791185430478